# 太平洋战争
太平洋战争，也被称为亚太战争或太平洋战区，是第二次世界大战的战区之一，地理范围包括东亚、东南亚、太平洋、印度洋和大洋洲。它是二战地理上规模最大的战场，包括太平洋战区、西南太平洋战区、中国抗日战争以及战争最后几个月的苏日战争。
大日本帝国和中华民国之间的战争于1937年7月7日全面爆发，日本入侵满洲的行动可以追溯到1931年。更为普遍的认识是，太平洋战争本身始于1941年12月7日(日本时间12月8日) ，日本同时袭击了美国的夏威夷、威克岛、关岛和菲律宾的军事基地，以及英国在马来亚、新加坡和香港的殖民地，並入侵泰国，但親日的泰国軍政府在日軍登陸後很快簽署了日泰攻守同盟條約與日本同盟。
在太平洋战争中，同盟国与日本展开了对抗，日本得到了泰国的支援，德国和意大利为日本提供了小规模援助。日本在战役初期取得了巨大的成功，但是逐渐被盟军的跳岛战术驱逐。同盟国采取欧洲优先的立场，将打败德国和意大利放在首位。日本的生产力很难弥补船只和飞机的损失，而美国则可以生产出大量的船只和飞机。太平洋战争包括历史上最大规模的海战和对日本的大规模空袭，以及广岛和长崎的原子弹袭击。
日本于1945年8月15日宣布无条件投降，并被同盟国军事占领。日本失去了亚洲和太平洋的殖民地，国家主权仅限于盟军确定的四个主要日本本土岛屿和其它小岛屿。

## 概述

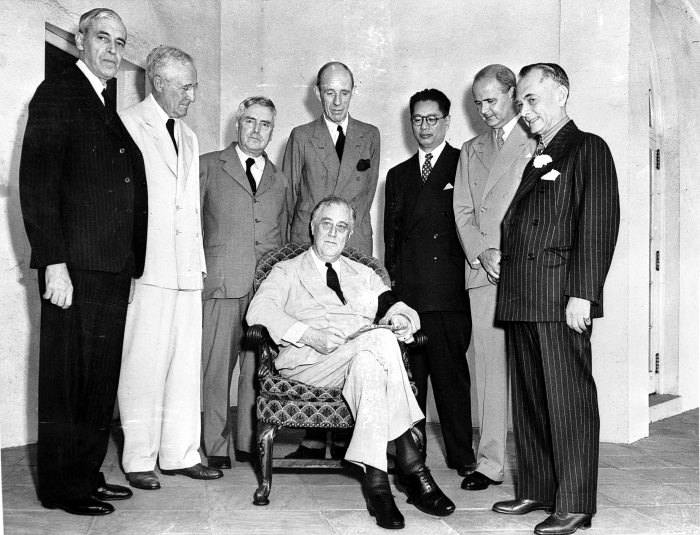
1942年10月12日拍摄的太平洋战争委员会。图示来自美国、澳洲、加拿大、新西兰、英国、中国、荷兰及菲律賓自由邦的代表

### 战争名称
“太平洋战争”通常不与第二次世界大战区分开，或者被简称为抗日战争。在美国，“太平洋战区”一词被广泛使用，并且美国认为中缅印战区与亚洲-太平洋战区不同。
日本在1941年12月10日内阁决议中选择了“大东亚战争”名称，既包括对西方同盟国的战争，也包括正在中国进行的战争。名称于12月12日向公众公布，并解释说它涉及亚洲国家通过大东亚共荣圈的军事力量从西方列强获得独立。日本将所谓的日中事件纳入大东亚战争。在同盟国军事占领日本（1945-1952）期间，这些术语在官方文件中被禁止使用（非正式使用仍在继续）。这场战争的正式名称是太平洋战争。“十五年战争”也被用来指从1931年九一八事变到1945年的日本投降。

### 参战国

1939年亚太地区政治地图

#### 同盟国
同盟国主要包括中国、美国和英国。自1937年以来，中国已经全面卷入了一场对日战争。美国以及包括菲律宾自由邦在内，在遭到日本攻击后参战。大英帝国也是一个主要的交战国，除了来自澳大利亚、新西兰和加拿大的军队外，还有来自印度、缅甸、马来亚、斐济和汤加群岛的殖民军队。荷兰流亡政府也有参与。他们都是太平洋战争委员会的成员。从1944年起，法国突击队“雷杰德干预军团”也参加了在印度支那半岛的抵抗行动。在亚洲，一些活跃的游击队包括马来亚人民抗日军、韩国光复军、自由泰人运动、越南獨立同盟會、虎克军。

#### 後期同盟國新增成員
苏联是相對特殊的存在，于1938年和1939年分别与日本发生了两次边界冲突，最后双方通过1941年4月签署的《日苏中立条约》保持中立，承認滿洲國，期間不允許中美英等在對抗德國戰場上盟友的軍機利用海參崴轟炸日本，以至於需要轉而繞道跳島戰術登陸海上要塞，多花費了幾年血戰才能攻下航程內的機場，甚至還一度保持日本人在蘇聯領土上的开矿、伐木與開採石油權，直到1945年8月，苏联及蒙古人民共和國撕毀條約加入同盟国，入侵滿洲、内蒙古、日屬朝鮮以及樺太廳。
墨西哥也較晚才加入，一个空军飞行中队在太平洋战区为同盟国提供空中支援，自由法国以驱逐舰胜利号和黎胥留號戰列艦提供海上支援。

#### 轴心国

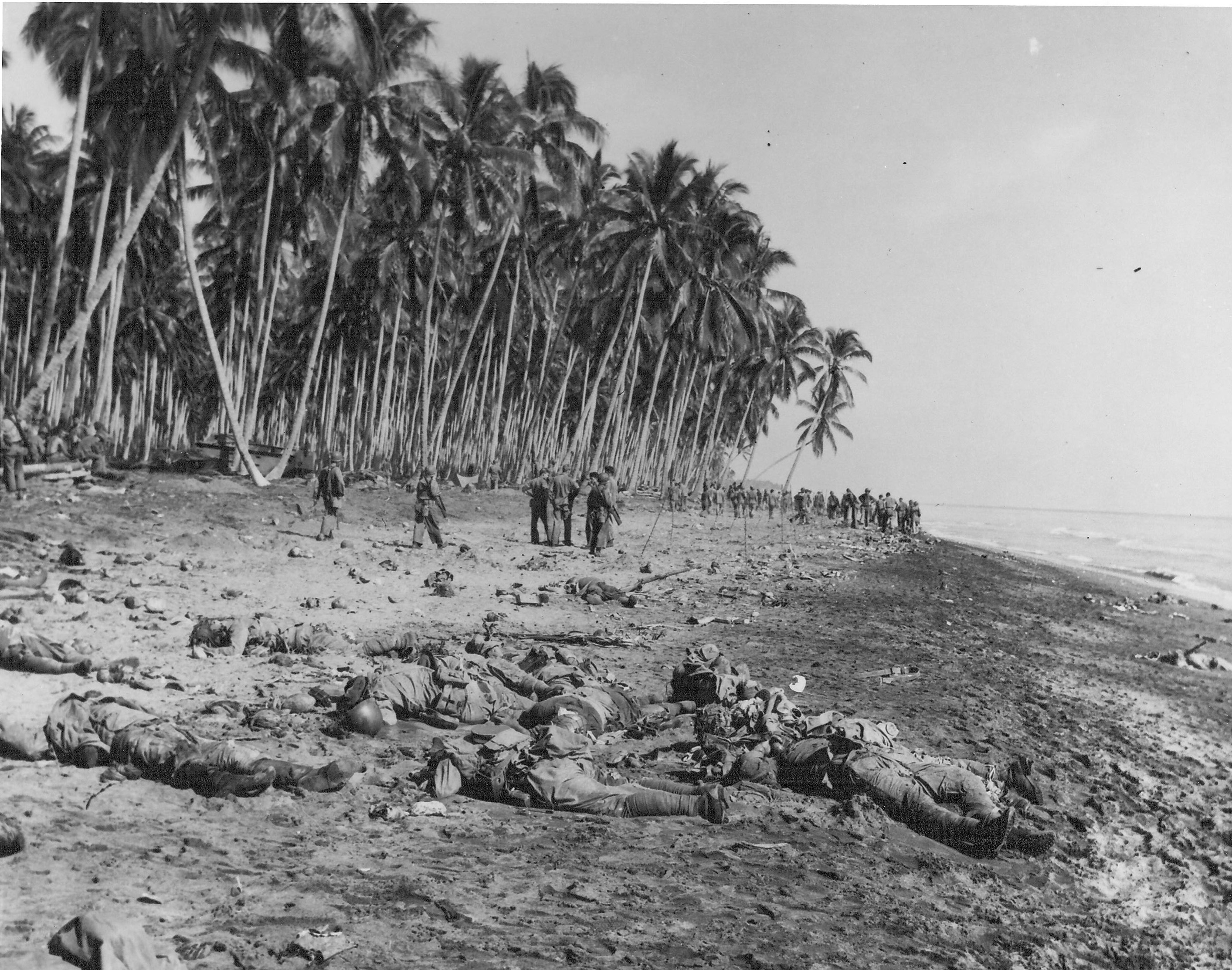
美国海军陆战队在瓜达尔卡纳尔岛的阵地遭到自杀式袭击

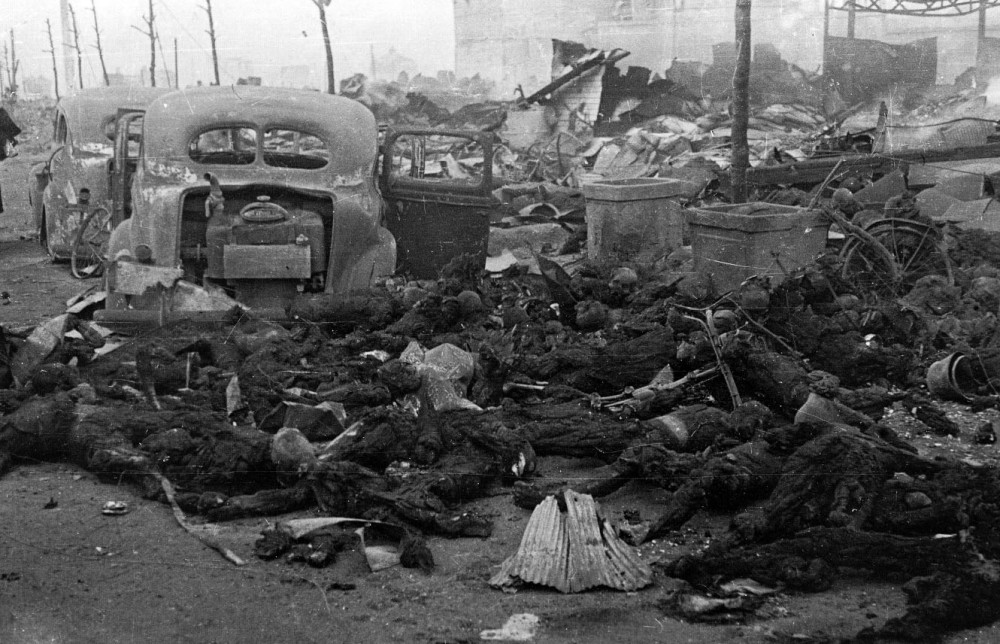
1945年3月10日，代号为“会议室行动”的东京燃烧弹轰炸中烧焦的平民遗骸，估计有10万人丧生

协助日本的轴心国包括泰国。大东亚共荣圈的成员也参与其中，包括满洲国以及控制中国沿海地区的汪精卫政权。
日本亦从其殖民地朝鮮和臺灣招募了许多士兵。在英屬香港、海峽殖民地、菲律宾自由邦、荷属东印度群岛、英属马来亚、英属婆罗洲、法屬印度支那、葡屬帝汶等軍事佔領地也成立了合作安全部队。
德国和意大利在太平洋战争中的参与有限，但两国海军在印度洋和太平洋上部署过潜艇和武装商船。

### 战区
1942年至1945年，太平洋战争中有四个主要冲突地区：中国、中太平洋、东南亚和西南太平洋。美国将太平洋战争划分为两个战区：太平洋战区和中缅印战区。
在太平洋地区，盟军将部队的作战控制权分为两个最高司令部，即太平洋地区司令部和西南太平洋地区司令部。
日本帝国海军（IJN）没有军队整合到永久战区司令部。日本帝国陆军（IJA）在抗日战争期间创建了关东军来负责对满洲国的控制和支那派遣军，并在征服东南亚初期创建了南方軍 (日本陸軍)。司令部控制着在太平洋和东南亚对抗西方盟国的大部分日本陆军。

## 战前背景

### 中國政策

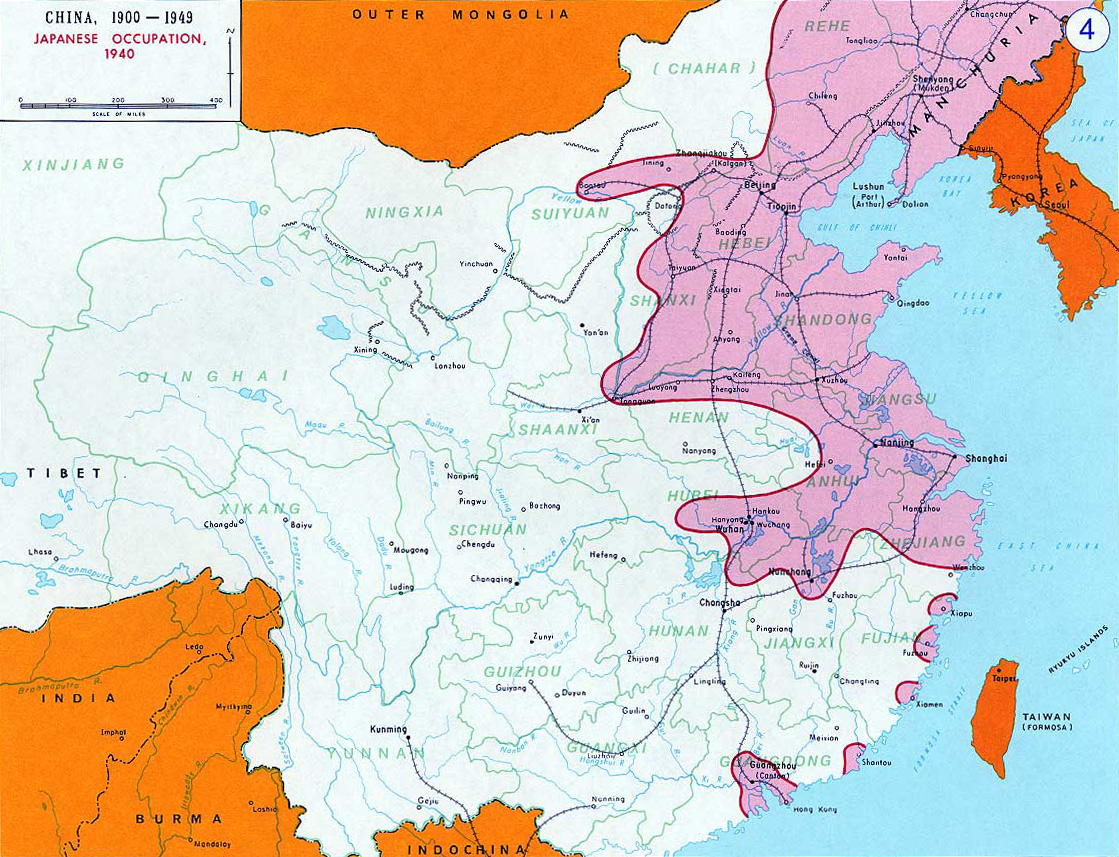
1940年，抗日戰爭中日本佔領中國東北、華北、長江中下游和東南沿海的大片領土，上海、南京、北平、天津、武漢、廣州等重要的大城市相繼陷落，中國國民政府遷都重慶，繼續抵抗

日本自明治維新開始，由旧时封建社会逐漸現代化，國力大增並躋身列強，開始對外擴張殖民地。第一次世界大戰後，日本與美國两國之间的太平洋貿易摩擦日漸增多。在昭和金融恐慌時期，日本軍國主義勢力開始抬頭。
1931年的九一八事變後，日本扶植滿洲國，掠奪天然資源的同時作為大陆政策的前哨站，遭到國際聯盟譴責，最終導致日本退出國際聯盟。此後，日本與其他列强在中國的利益衝突漸趨緊張，更與中國連連爆發軍事衝突，雙方多次簽下停戰協定。二二六事件之後軍方掌握日本的政治。
1937年7月盧溝橋事變爆發，中華民國政府拒绝日本所開出不平等和平條約，全面性戰爭因此爆发。1937年至1945年這段時期，中方稱為「抗日戰爭」或「八年抗戰」。
戰爭初期，由於日軍取得制空權戰略優勢，成功於中國境內實行戰略轟炸，中國軍隊節節敗退。日軍在短時間裡佔領中國大片領土，中國政府被迫撤離南京遷到武漢，然後再退守重慶「大後方」。期间國民政府繼續組織戰鬥，在徐州、河南、江西、湖北、安徽、廣州等地組織過大規模戰役。日本開始在中国扶殖多個傀儡政权。由于國民革命軍抗敵和游擊隊武裝騷擾，加之內陸地形難以作戰等種種原因，日军後勤補給困難，無力發動進一步攻擊，於是戰爭進入膠著狀態，僅於中國佔領區保留大量駐軍，不再發起大規模進攻。日軍在中國頭兩年的戰鬥傷亡50萬人，卻未見勝利在望，日益消耗國家經濟。1939年日本西部旱災、台灣水患、朝鮮半島欠收、滿洲國五年計劃由於中國戰事使得原料和工人欠缺。除了國內經濟外，在國際的政治宣傳上，中國藉由西方媒體成功宣傳日本的戰爭罪行，日軍對中國平民的戰爭罪行使美國人民普遍不支持日本。

### 國際形勢

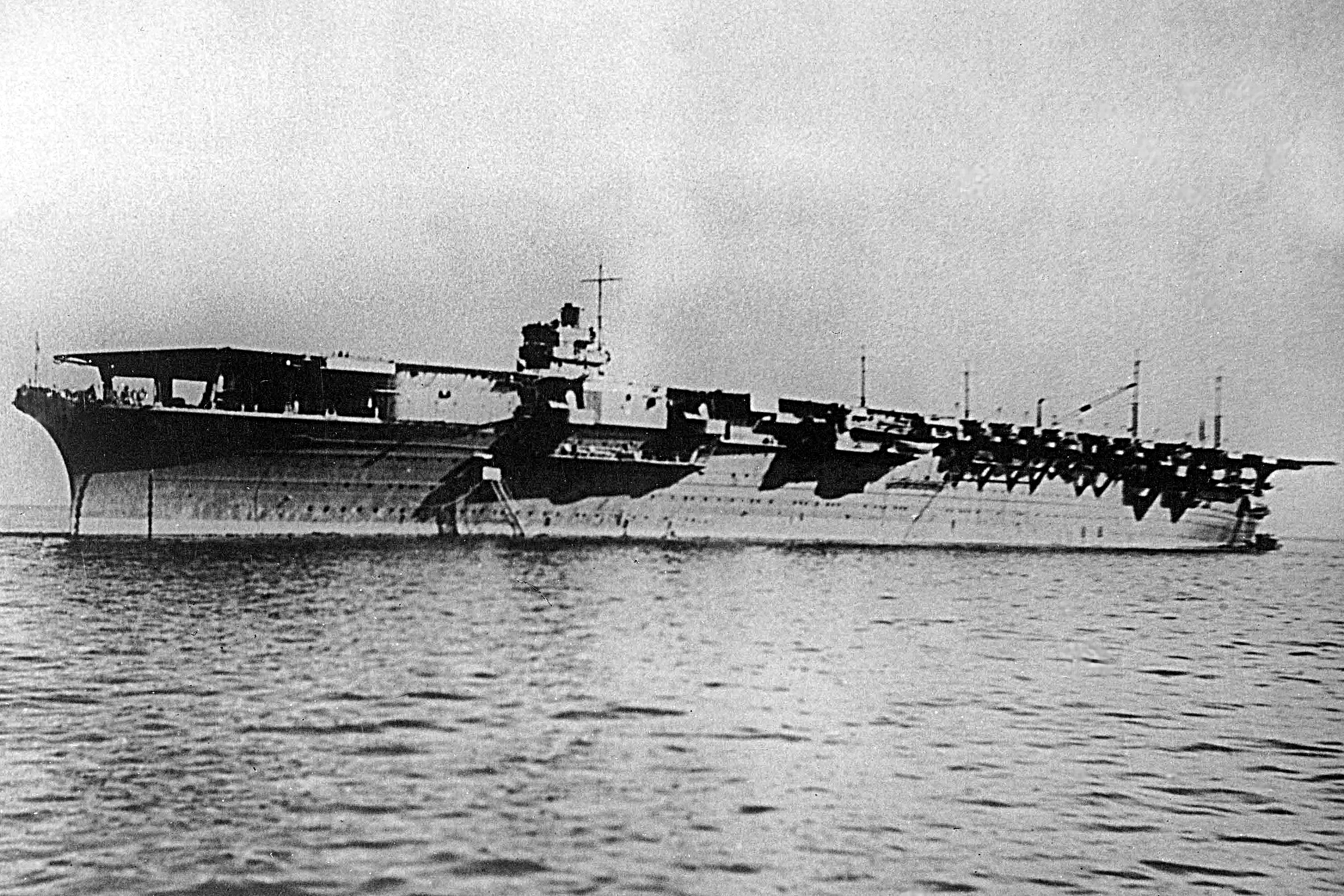
日本在1936年退出第二次倫敦海軍條約後建造的翔鶴級航空母艦瑞鶴號，由於已擺脫條約對噸位的限制，其設計已考慮到攻擊美國夏威夷珍珠港海軍基地的航程需求

在1930年代，歐美一直受到經濟大蕭條的影響。希特勒領導的納粹黨在1933年取得了德國的執政權，美國及歐洲多國卻因陷入嚴峻的經濟危機，而無力應對正在崛起的納粹德國。納粹德國在1935年重建軍備及在1936年派兵進入萊茵非武裝區，英法等國都採取绥靖主義，沒有加以干預，使德國軍事實力膨脹、同時對意大利在東非的軍事行動的不干涉也令意大利和德國越來越親近。與此同時，在1922年簽訂的《倫敦海軍條約》於1936年失效，日本決定擺脫各項限武條約的制肘，全心擴充軍力準備以排除英美等国在亞洲的勢力，而隨著美日關係在1930年代後期日益緊張，日本軍方認為兩國必有一戰，日本海軍開始加速建造及改造航空母艦，并準備與美國開戰。

### 北進與南進的抉擇
日本在對中國的戰爭中持續消耗大量物資。為了打破僵局與獲取戰略資源，日軍高层因不同戰略主張而分為兩個派系：一派主張向位于滿洲國北部的西伯利亞擴張，另一派則主張南下奪取英法荷在東南亞的殖民地。由於日本曾於日俄戰爭中取勝，又支配了滿州國，可作為北進的立足點，因而最初北進派的聲勢較大。1939年5月，日本與蘇聯爆發邊界衝突诺门罕戰役，日軍被蘇軍擊敗，北進政策就此暫停停息。6月，日本與英國因親日人士程錫庚遇刺爆發天津英租界危機，英國對日本實行了經濟制裁並計劃派艦隊去解救被日軍封鎖的天津英租界，但英國亦顧忌德國和意大利乘機分別對波蘭和在地中海發動戰爭，日本亦顧忌自己過早捲入歐洲事務和美國及蘇聯乘機介入，雙方最後因外交形勢而互相退讓，日軍解除封鎖。
1941年4月13日，日本與蘇聯簽訂《蘇日中立條約》，蘇聯承認日本支配的滿洲國，日本則承認蘇聯扶持的蒙古人民共和國獨立，並且互不侵犯。日本簽此條約之目的是为了拉攏蘇聯，避免與蘇聯再度發生軍事衝突，以便全力籌備在東南亞向英美等國開戰。而蘇聯簽署此條約除了可換取日本承认外蒙獨立外，更可減低日本策應德國在遠東發起攻勢的意欲，避免陷入德國與日本的夾擊。1941年6月，德國發起巴巴羅薩行動進攻蘇聯，蘇德戰爭開始:121。在战争初期，蘇联各战线全面崩潰，莫斯科被德軍包圍，蘇聯面临亡國威胁。此時日本北進派曾經要求在滿洲增派幾個師，關東軍則進行大規模軍演。當時德國亦催促日本攻打蘇聯，使蘇聯腹背受敵。而日本則可藉此取得西伯利亞的控制權，但日本對於撕毀《中立條約》，并與蘇聯開戰仍有所顧慮。與此同時，英美兩國對日本實施漸趨嚴厲的戰略資源禁運及經濟制裁，大有可能使日本经济陷入癱瘓，這使日本作出抉擇。日本軍方決定趁苏德战争爆發，在西歐國家已無暇他顧的情況下，乘機掠奪東南亞的戰略資源，北進派的入侵西伯利亞計劃則被擱置。至此，日本確立進軍東南亞的南进戰略。

### 執行南進政策
南進政策的目標指向印度支那半島、泰國、馬來亞和印尼，這些地方有石油、橡膠、錫、鎳、鋁礦砂和米，開採設備也極為完整。同時軍方也認為可藉由反殖民宣傳，令東南亞人民與日本合作。
為了取得對華戰爭的勝利，日本認為勢必要切斷重慶国民政府的外國資源。日本聲稱中國軍隊藉由中南半島取得外國軍需物資，同時趁法國被德軍打敗後以武力令德國的傀儡维希法國政府讓步。因為德意對法的停戰協定無規定法國殖民地如何解決，日軍不清楚盟友德國和意大利是否想東擴所以不能先下手為強奪取中南半島，於是在1940年6月28日封鎖香港和越南。1940年9月维希法國向德國救助不成功後自願屈服，允許日軍侵略越南北部（北越，當時法國殖民地）封閉了滇越鐵路。而在反对与德意两国结盟的米内光政内阁因支持结盟的陆军拒绝派出陆军大臣而倒台后，新任日本首相近卫文麿在1940年9月27日同德意两国签署《三国同盟条约》（軸心國），和德國關係更加密切:121，日本通過加入軸心國發出了明確無誤的信息，即美國的任何軍事干預都有可能在美國東西兩岸引發戰爭：在大西洋對德國和意大利（大西洋海戰）以及在太平洋對日本，並且令中德合作告終，使中國不能再使用礦砂換取德國提供軍備。1941年4月，日本試圖改善美日關係換取美國撤銷制裁，派遣外交官前往華盛頓特區談判，不過日軍的侵略行動並未停止。日軍則於7月進駐越南南部，在西貢（今胡志明市）之周圍開始建設航空基地、海軍基地與陸軍之運輸基地:121。日軍威脅英屬馬來亞及荷屬印尼。這些行動激怒當時已經在戰火中的英國以及戰败流亡的荷蘭政府（此時依然控制著印尼殖民地的石油資源）。
日本入侵東南亞後，美國立即停止對日本的鋼鐵和廢鐵輸出，接着禁運石油；英國與荷蘭也強化對日經濟封鎖；日本軍部感到危機，向國民宣傳要粉碎「ABCD包圍圈」（指America Britain China Dutch，即美國、英國、中國、荷蘭），惟有通過戰爭手段:121。日本染指東南亞及意圖擴大戰爭的舉動，使美國決定採取行動壓制日本，開始對日本實施各種禁運，英國其後跟進並與荷蘭屬印尼及中華民國組建「ABCD包圍網」。
1940年9月，美國停止向日本出口鋼鐵和廢鐵，7月又限制向日本輸出石油製品；英國與荷蘭也配合強化對日本的經濟封鎖。日本政府雖然承受國內外的壓力，惟未敢貿然向美國開戰。然而日本軍方包括東條英機等將領卻鼓吹美日必有一戰，美國則繼續提升制裁措施，於7月25日凍結日本在美資產，8月1日宣布對「所有侵略國」實施石油禁運，英國與荷蘭同時跟進，等同斷絕日本的石油進口。對於石油、鋼鐵及工具母機有70%從美國進口的日本來說，美國連串的禁運政策對日本的工業生產造成嚴重影響，美國提出日本要從中國及法屬印度支那撤軍的談判條件，日本政府和軍方都不能接受。1941年10月，反对对美开战的首相近卫文麿下台，主張對英美開戰的東條英機接任日本內閣總理大臣，日本政府及軍方落實以建設「大東亞共榮圈」為名義發動大東亞戰爭，向英美荷等歐美國家同時開戰，並開始制定南方作戰的戰術細節，務求儘速攻佔整個東南亞以奪取該區的資源，使日本可建立自給自足的工業資源體系，並持續對中國的戰爭。

### 雙方在東南亞的戰力比較
|              | 日本                                                                                       | 盟軍 |
| ------------ | ------------------------------------------------------------------------------------------ | --- |
| 軍機數量比例 | 可以隨時調遣： 700架陸軍飛機 480架海軍飛機                                                 | 菲律賓：307架飛機 緬甸：37架飛機 馬來亞：158架飛機 荷蘭：144架飛機                                           |
| 主力艦比例   | 12（10艘航空母艦）                                                                         | 11（3艘航空母艦）                                                                                            |
| 士兵人數     | 南方作戰中，動用約11個師                                                                   | 英國殖民地：共13.4萬人 菲律賓：14萬人 荷蘭：65,000人                                                         |
| 訓練程度     | 接受完整軍事訓練，對夜戰、叢林戰均有應變措施。陸軍士兵與軍機駕駛員均累積大量對華作戰經驗。 | 荷蘭與菲律賓兵力中，分別有40,000和11萬名士兵由當地民兵所組成；英國則很多都是印度新兵組成，且缺乏印度指揮官。 |
| 裝備比較     | 日軍裝備性能優異的零式戰鬥機、坦克以及適合作戰地形的裝備，海軍軍艦性能也優於當地盟軍。     | 馬來半島士兵缺乏坦克且作戰服裝不適合叢林戰。盟軍飛機多屬舊式飛機，作戰航程、速度和武裝均遜於日軍。           |

## 日本进攻：1941-1942年
日本与西方列强经过长期紧张对峙局势后，日本海军于12月7日（亚洲/西太平洋时区为12月8日）同时对美国和英国发动突然袭击。日本袭击的第一波目标包括夏威夷、菲律宾、关岛和威克岛，以及英国的马来亚、新加坡和香港。与此同时，日军入侵泰国南部和东部，遭到数小时的抵抗，最后泰国政府签署停战协议并与日本结盟。

### 珍珠港事件

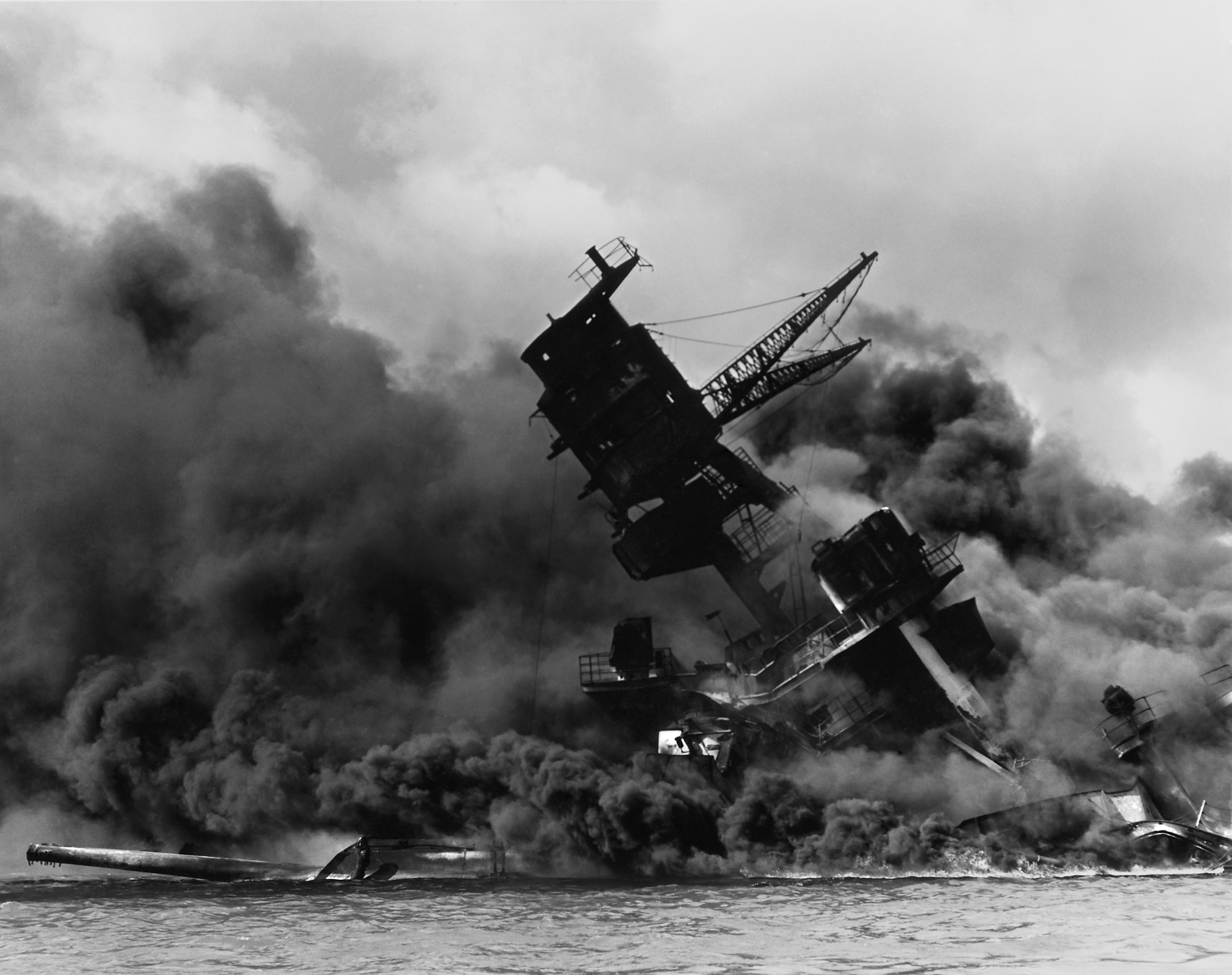
亚利桑那号战列舰在珍珠港事件被日军炸弹击中后燃烧了两天

1941年12月7日凌晨（夏威夷时间），日本在没有任何预警的情况下，对檀香山珍珠港发动了一次大规模的舰载突袭，8艘美国战列舰被击毁，188架美国飞机被毁，2403名美国人死亡。日本认为，面对突然和沉重的打击，美国会同意和日本开展谈判。美国的损失没有想象的那么严重：三艘美国航空母舰没有在珍珠港停泊，重要的海军基础设施、潜艇基地和海军信号情报单位毫发无损，轰炸在美国没有正式参战的情况下发生，引起了美国政府和民众的愤怒。
12月8日，英国、美国、加拿大和荷兰对日宣战，12月9日澳大利亚也对日宣战。

### 东南亚（1941年-1942年）

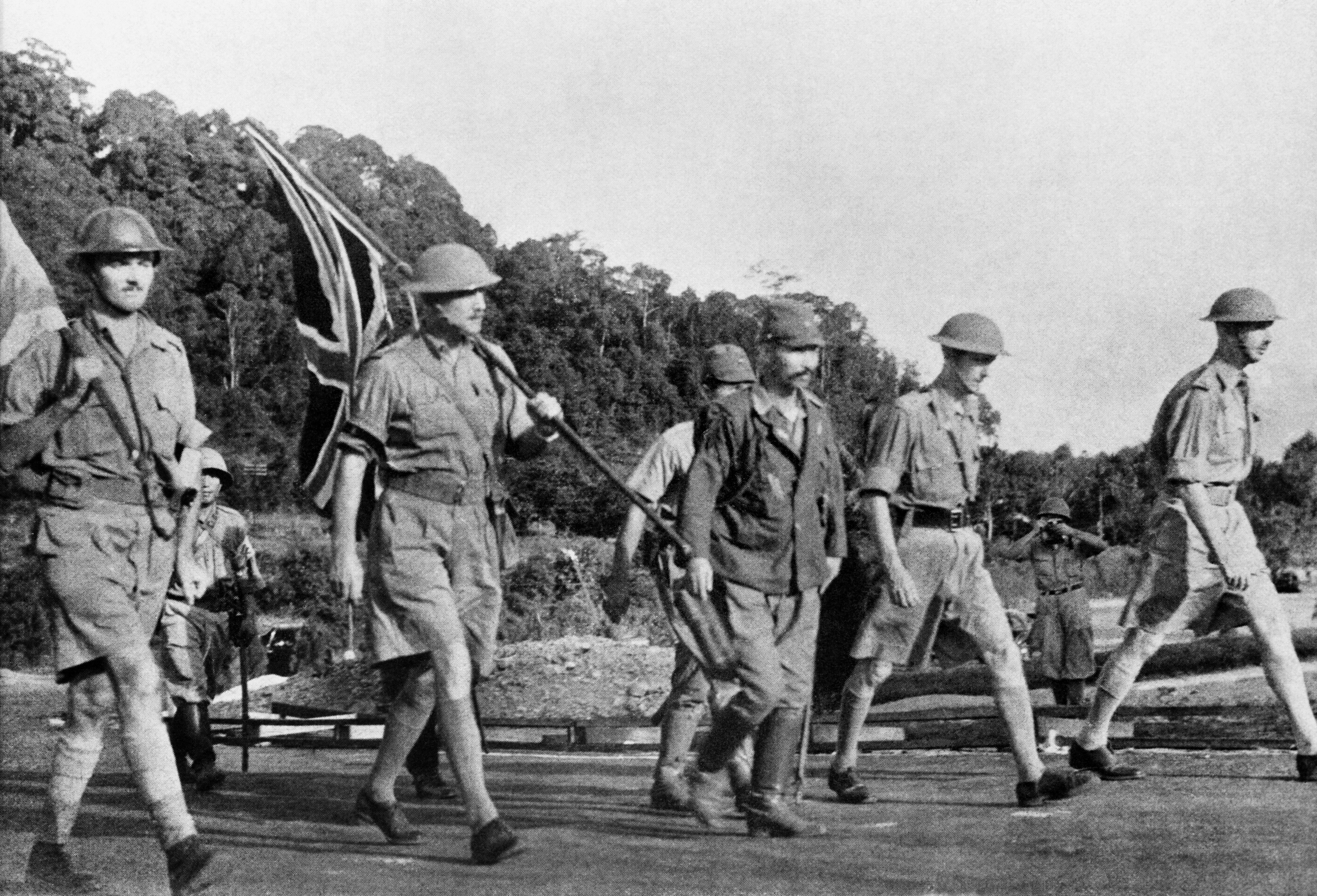
1942年2月新加坡，英军向日军投降

泰国领土成为日本入侵马来亚的跳板，泰国在日本入侵后的几个小时内投降。泰国于12月21日正式与日本结盟。在南方，日本帝国陆军于12月19日占领英国殖民地槟城，遇到的抵抗很少。
英属香港于1941年12月8日遭到日本入侵，12月25日沦陷。美国在关岛和威克岛的基地几乎在同一时间沦陷。由于与德国进行了两年作战，英国、澳大利亚和荷兰已经耗尽了人员和物资，并在中东、北非和其它地区投入了大多数力量，他们只进行了象征性的抵抗。1941年12月10日，英国的反擊號戰鬥巡洋艦和威尔士亲王号战列舰在馬來亞海戰中被日军空袭击沉。
1942年1月1日联合国家宣言发表后，同盟国任命英国将军阿奇博尔德·韦维尔为美英荷澳司令部（ABDACOM）司令，该司令部是盟军在东南亚的最高司令部。这使韦维尔名义上控制了一支庞大的部队，但从缅甸、菲律宾到澳大利亚北部，这支部队的分布很稀疏。其它地区，包括印度、夏威夷和澳大利亚，仍由当地政府指挥。1月15日，韦维尔搬到爪哇万隆，接管了美英荷澳司令部。
1942年1月，日本入侵英属缅甸、荷属东印度群岛、新几内亚、所罗门群岛，并占领马尼拉、吉隆坡和拉包尔。盟军在被逐出马来亚后，盟军在新加坡战役中试图抵挡日本入侵，但最后于1942年2月15日被迫投降；大约13万印度、英国、澳大利亚和荷兰军队成为战俘。巴厘岛和帝汶于2月沦陷。2月25日，韦维尔从美英荷澳司令部辞职，将控制权移交给当地指挥官，并返回印度司令部担任总司令。

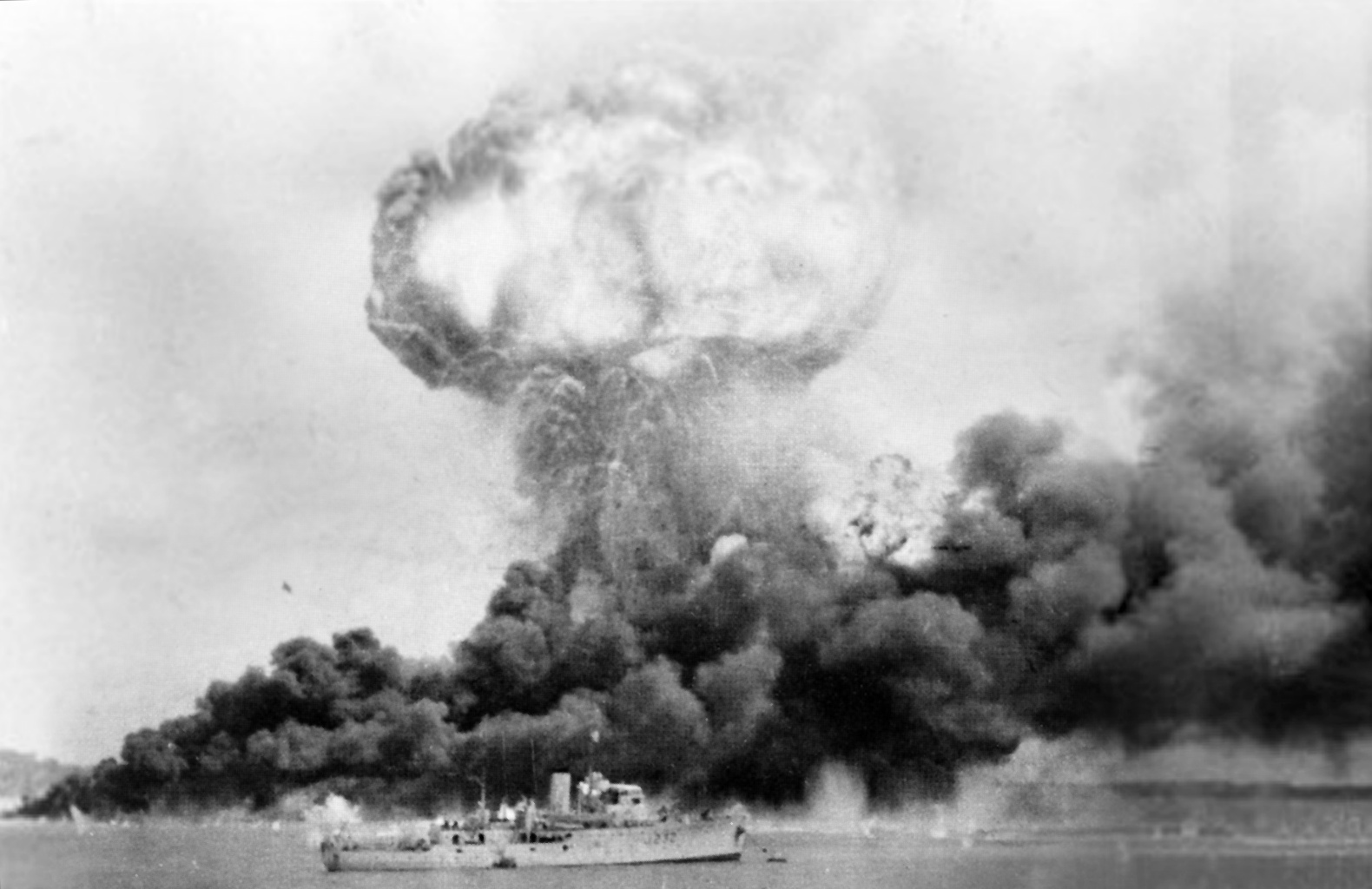
1942年2月19日澳大利亚的达尔文空袭

与此同时，日军飞机几乎摧毁了盟军在东南亚的空中力量，并开始对澳大利亚北部发动空袭，2月19日轰炸澳大利亚达尔文市，至少243人死亡。
在2月底和3月初的爪哇海海战中，日本帝国海军击败了海军上将卡雷尔·多曼率领的美英荷澳海军。荷属东印度群岛战役以盟军在爪哇岛和苏门答腊岛的投降而告终。
3月至4月，日本海军航母在印度洋发动空袭。英国皇家海军在斯里兰卡的基地遭到袭击，竞技神号航空母舰和一些盟军船只被击沉。这次袭击迫使皇家海军撤退到印度洋西部，为日本袭击缅甸和印度扫清了障碍。
日军于1942年1月31日占领了缅甸毛淡棉，寡不敌众的英国和印度军队被逼退至锡唐河。2月23日，河上的一座桥被提前拆除，印度师的大部分人搁浅。3月8日，日军占领仰光。盟军随后试图保卫缅甸中部，印度和缅甸师控制伊洛瓦底江流域，中国远征军负责保卫东吁。4月16日，在仁安羌之战中，7000名英国士兵被日军第33师包围，最后被孙立人率领的中国远征军第38师救出。与此同时，在滇缅路战役中，日军在一场激烈的战斗后占领了东吁，并派遣机动部队占领了腊戌。这切断了滇缅公路，滇缅公路是西方盟国向中国国民党供应物资的补给线。许多中国军队要么被迫撤退到印度，小规模军队撤退到云南。在大量难民的陪同下，英军撤退到曼尼普尔邦的英帕尔，放弃了大部分交通工具和装备。他们于5月抵达英帕尔，由于季风正在下降，导致撤退行动不久停止。
在中国，中国国民党和中共之间的合作已经从武汉会战后走向衰落，随着双方都试图扩大活动范围，关系也逐渐变得紧张。日军利用国共缺乏团结的情况继续扩大进攻。

### 菲律宾

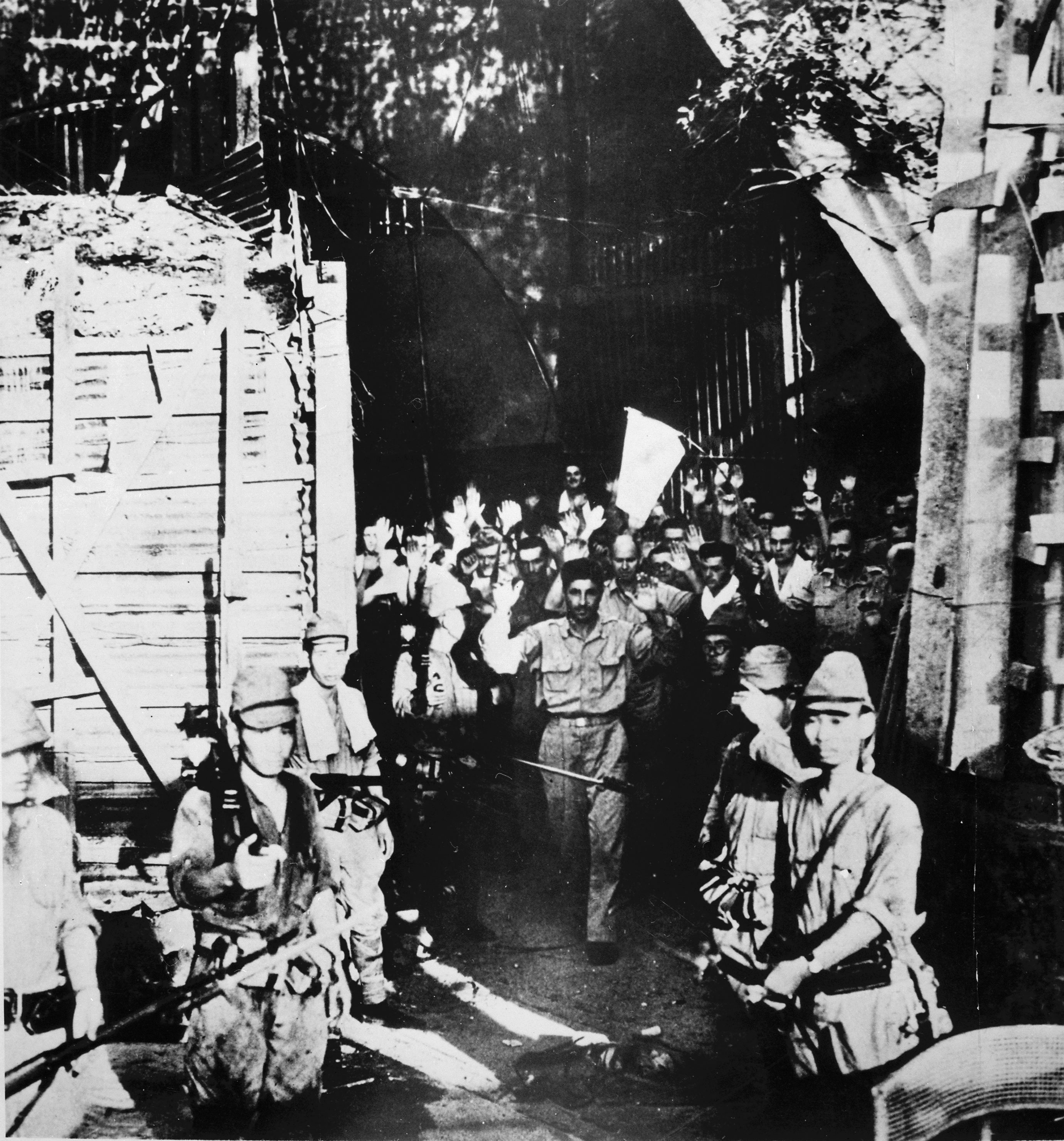
1942年5月，美军在菲律宾科雷希多岛投降

1941年12月8日，日军轰炸机袭击了位于菲律宾吕宋岛的美国机场。摧毁了103架停在机场内的飞机，美国损失了超过一半的空中力量。两天后，进一步的空袭导致甲米地海军造船厂被毁。12月13日，日本的空袭几乎摧毁了美国的全部空中力量。上个月，一部分美国亚洲舰队被派往菲律宾南部。菲律宾的水面舰艇，特别是大型舰艇，则被派往爪哇或澳大利亚，剩余的美国轰炸机于12月中旬被派往澳大利亚。唯一留下来保卫菲律宾的几乎只有地面部队、几架战斗机、大约30艘潜艇和几艘小型船只。
日军于12月22日和24日在吕宋岛登陆。随着日军在马尼拉集结，道格拉斯·麦克阿瑟将军开始指挥驻巴丹半岛和科雷吉多岛的美军抵抗计划。一系列撤军行动使他的部队安全进入巴丹，而日军于1942年1月2日占领马尼拉，没有遭到抵抗。1月7日，日军袭击了巴丹。在取得一些初步成功后，因疾病和伤亡而停滞不前，但日军可以得到加强，而美国和菲律宾则缺少支援。1942年3月11日，根据罗斯福总统的命令，麦克阿瑟逃离科雷吉多岛前往澳大利亚，喬納森·溫萊特中将接管了菲律宾的指挥权。巴丹守军由于弹药和补给不足，无法阻止日军的最后攻势。巴丹岛于4月9日沦陷，76000名美国和菲律宾战俘遭受了106公里的巴丹死亡行军。5月5日至6日晚，经过密集的空中和炮击，日军在科雷吉多登陆，温赖特选择投降。在菲律宾南部，关键港口和机场已经被占领，剩余的美国和菲律宾军队于1942年5月9日投降。

### 对澳大利亚的威胁
当日本袭击珍珠港时，澳大利亚的大部分精锐部队都驻扎在地中海战区。澳大利亚对战争的准备不足，并且缺乏武器、现代战斗机、重型轰炸机和航空母舰。即使澳大利亚仍在呼吁英国增援，但澳大利亚总理约翰·科廷于1941年12月27日发表声明，呼吁美国提供支持：
澳大利亚政府……认为太平洋地区的斗争主要是美国和澳大利亚必须在民主国家的作战计划方向上拥有最充分的发言权。我毫不犹豫地明确表示，澳大利亚期待美国，对我们与英国的传统联系或亲属关系没有任何反对。

--首相约翰·科廷

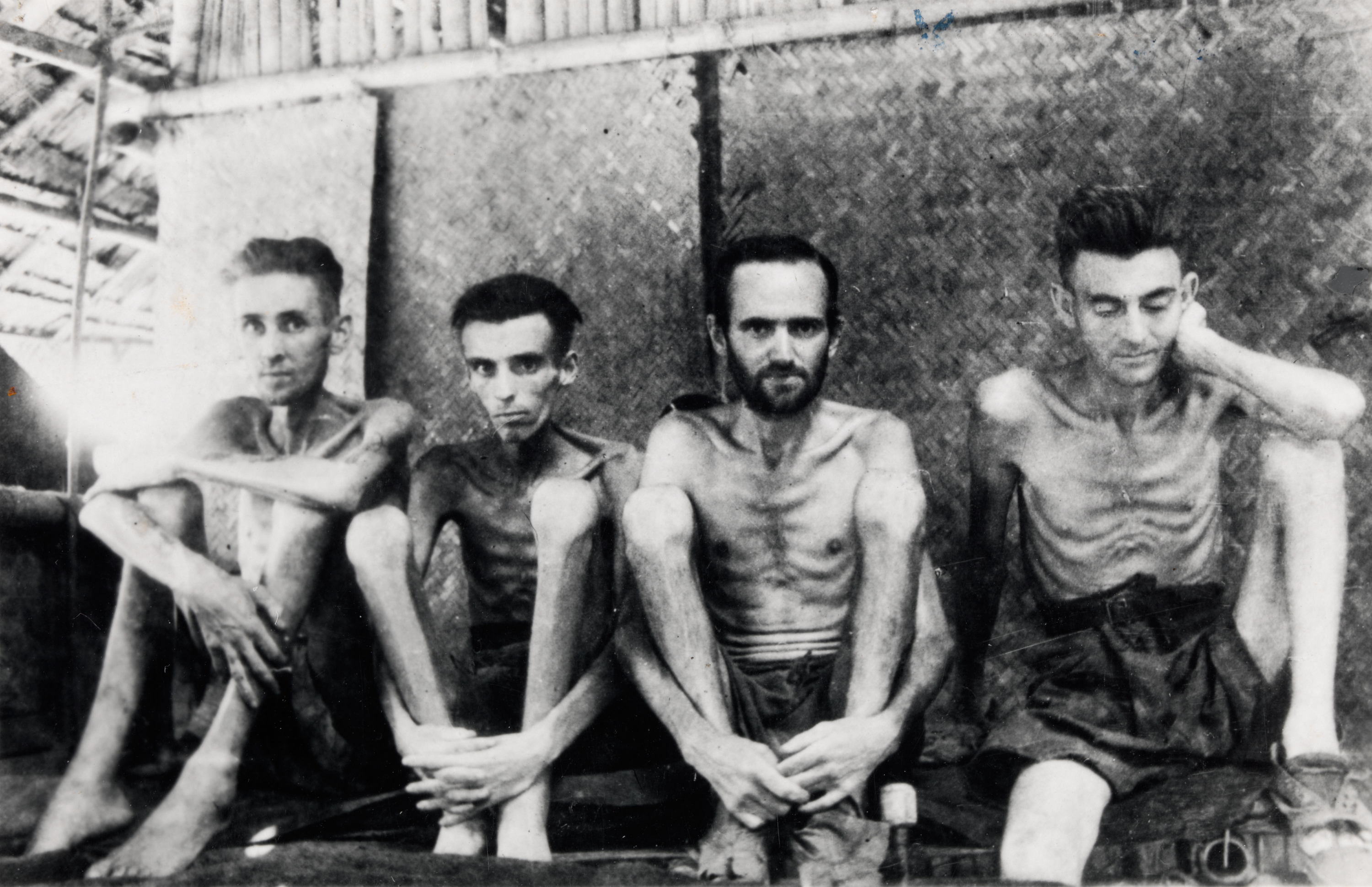
1943年，荷兰和澳大利亚在泰国塔尔索的战俘。22000名澳大利亚人被日本俘虏；8000人死于战争。

澳大利亚对英属马来亚的崩溃速度和新加坡的沦陷感到震惊，大约15000名澳大利亚士兵沦为战俘。科廷预测，“澳大利亚之战”很快就会到来。1942年1月23日，日军占领拉包尔，并在新几内亚建立了一个主要基地。1942年2月19日，达尔文遭到空袭，这是澳大利亚本土首次遭到袭击。在接下来的19个月时间里，澳大利亚遭受了大约100次空袭。
1942年初，日本海军建议入侵澳大利亚，但日本陆军反对并拒绝了该计划，转而支持通过封锁南太平洋来孤立澳大利亚的政策。日军决定从海上入侵莫尔兹比港，这将使澳大利亚北部处于日本轰炸机的射程之内。
1942年3月，富兰克林·罗斯福总统命令麦克阿瑟与澳大利亚共同制定太平洋防御计划。科廷同意将澳大利亚军队置于麦克阿瑟的指挥下，麦克阿瑟成为西南太平洋最高司令。1942年3月，麦克阿瑟将总部迁至墨尔本，美军开始在澳大利亚集结。1942年5月下旬，日军微型潜艇对悉尼港发动突袭，海军活动到达悉尼。1942年6月8日，两艘日本潜艇对悉尼东郊和纽卡斯尔市进行了短暂炮击。

## 盟军重组：1942-1943年
1942年初，一些国家开始推动成立政府间亚太战争委员会。太平洋战争委员会于1942年4月1日在华盛顿特区成立，由富兰克林·D·罗斯福总统、他的主要顾问哈里·霍普金斯以及来自英国、中国、澳大利亚、荷兰、新西兰和加拿大的代表组成。后来又增加了印度和菲律宾代表。该委员会从未有过任何直接的行动指挥权，它的任何决定都会提交给美英联合参谋长会议。澳大利亚和荷兰军队在帝汶岛领导平民发动了长期的游击战。

### 日本战略与杜立特空袭

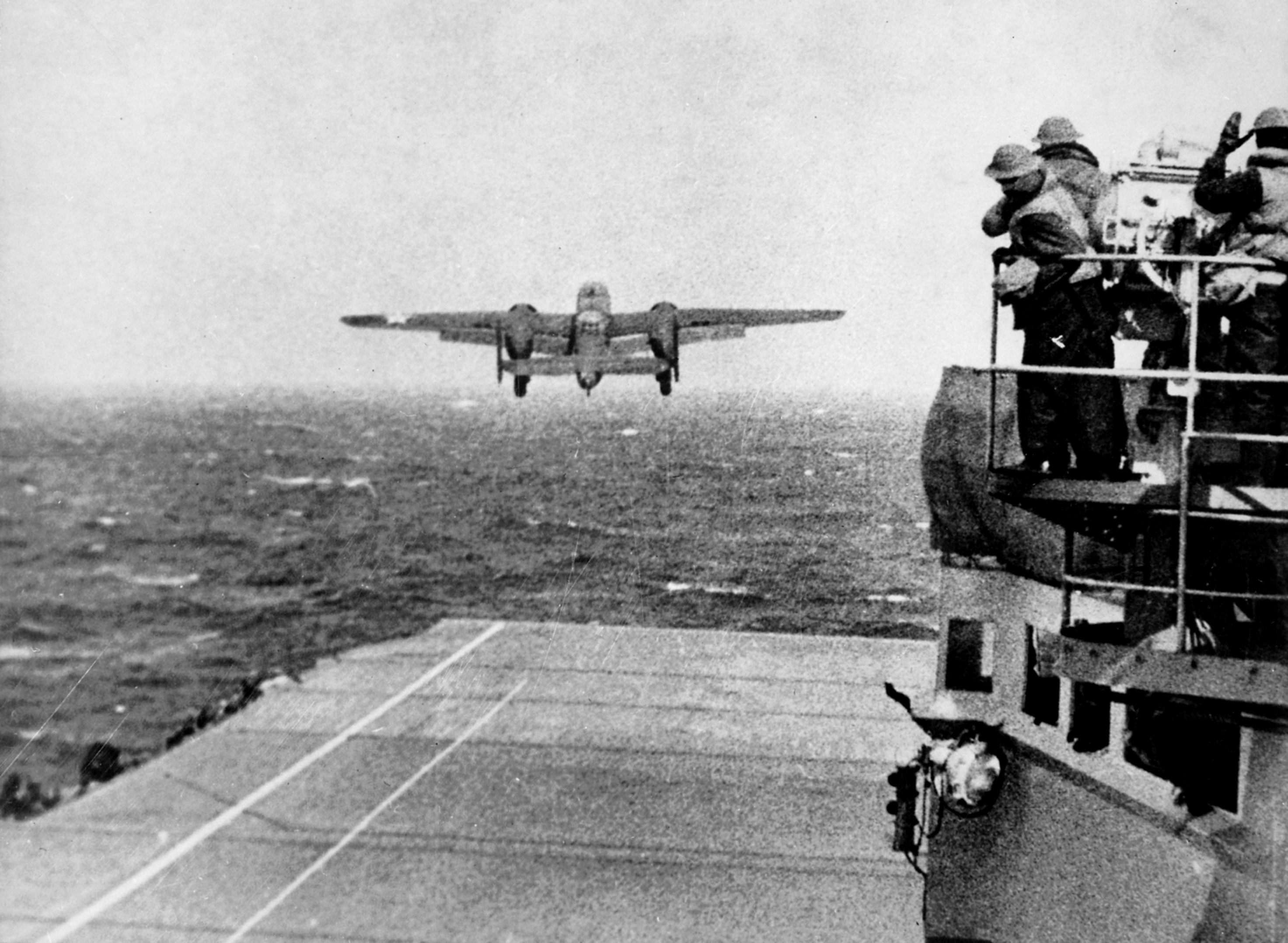
杜立特空袭中，一架B-25轰炸机从大黄蜂号航空母舰上起飞

日本的第二阶段作战计划增加对新几内亚东部、新不列颠、阿留申群岛、中途岛、斐济、萨摩亚和澳大利亚战略要点的控制来扩大日本的战略纵深。日本海军总参谋部(軍令部)主张向南推进以夺取澳大利亚部分地区，但由于大量陆军在中国作战，所以陆军拒绝提供必要的兵力。海军总参谋部仍希望通过占领新喀里多尼亚、斐济和萨摩亚来切断澳大利亚和美国之间的海上联系。由于需要的兵力相对较少，海军总参谋部和陆军于3月13日同意采取行动，目标是占领斐济和萨摩亚。3月8日，位于新几内亚东部部分地区被占领，第二作战阶段开始顺利。然而，3月10日，美国航母的袭击，造成了相当大的损失。这次突袭具有重大作战意义，迫使日军停止在南太平洋的推进，直到联合舰队提供了保护未来行动的手段。
与此同时，杜立特空袭发生在1942年4月，16架轰炸机从距离日本970公里的大黄蜂号航空母舰上起飞。这次突袭对日本造成的损失很小，但鼓舞了士气，也对日本产生了心理威慑，暴露出日本本土有被美国航母攻击的危险。由于只有南鸟岛和一队改装的拖网渔船在威克岛和堪察加半岛之间的广阔水域巡逻，所以日本东海岸容易受到攻击。
山本五十六上将提议通过占领中途岛来摧毁美国海军，他认为美国一定会为此而战，因为中途岛离夏威夷很近，足以威胁夏威夷。在4月2日至5日举行的一系列会议上，海军总参谋部和联合舰队达成一致。山本在威胁要辞职之后，才被允许进攻中途岛。作为回报，山本不得不分配一个航母师参加对莫尔兹比港的行动，并且在中途岛行动的同时发动进攻，以夺取阿留申群岛的战略要地，但这样做也消除了日本海军在中途岛的优势。

### 珊瑚海

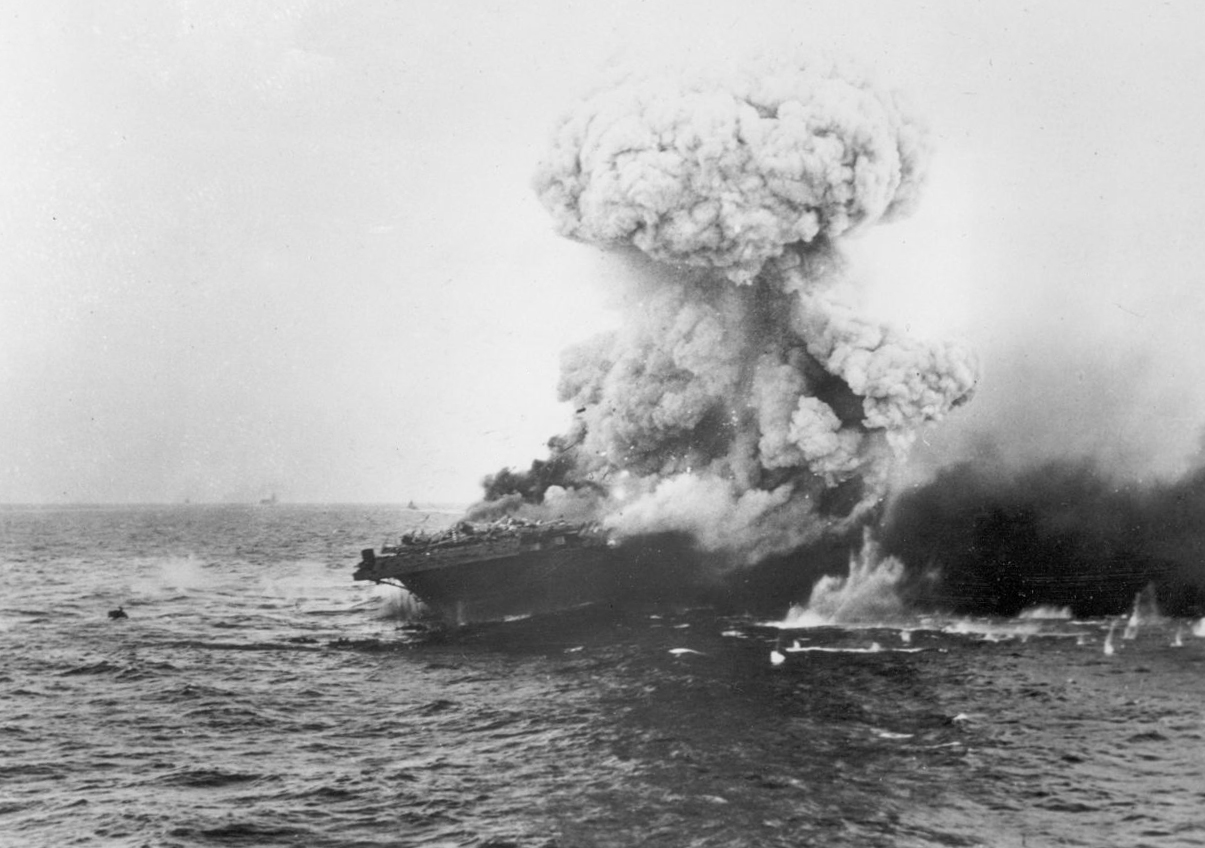
1942年5月8日，列克星敦号航空母舰在被日本航母舰队空袭数小时后爆炸

袭击莫尔兹比港的代号为MO作战，分为几个部分。图拉吉将于5月3日被占领；然后，海军航母将在珊瑚海进行扫荡，寻找并摧毁同盟国海军，并计划于5月10日登陆莫尔兹比港。MO行动由两艘航母率领的60艘舰艇和250架飞机组成。然而战斗并没有按计划进行；虽然图拉吉于5月3日被占领，但第二天美国约克敦号航母舰队攻击了入侵部队。由于盟军密码破译的成功，突然袭击的预期效果消失了。从盟军的角度来看，如果莫尔兹比港沦陷，日本将控制澳大利亚北部和西部的海域，并可能孤立澳大利亚。由海军上将法蘭克·傑克·弗萊徹指挥的盟军特遣部队，以及列克星敦号和约克敦号航空母舰，集结起来阻止日本的进攻。5月7日，日本航母对可能是敌方航母的目标发动了全面攻击，但只击中了尼奧紹號艦隊油料補給艦和西姆斯号驱逐舰。
美国航母也发动了一次袭击，找到并击沉了祥鳳號航空母艦。5月8日，双方航母部队终于发现了对方并展开空袭。两艘日本航空母舰的飞机成功击沉了列克星敦号航空母舰，并击伤了约克镇号。尽管瑞鹤号没有受损，但由于飞机和人员损失惨重，所以无法实现占领莫尔兹比港的目标。因此，MO作战被取消，日本被迫放弃了孤立澳大利亚的目标。
虽然日本海军设法击沉了一艘美国航母，但这场战斗对日本来说是一场灾难，因为投入战斗的三艘航母现在都无法参加对中途岛的行动。珊瑚海海战后，日本只有四艘航母舰队可以投入使用——蒼龍號航空母艦、加贺号航空母舰、赤城号航空母舰和飛龍號航空母艦——并认为美国最多只有两艘航母——企业号和大黄蜂号。萨拉托加号在遭到鱼雷袭击后正在进行维修，而约克城号在珊瑚海海战遭到破坏，日本海军情报部门认为它已经沉没。但经过三天的修理，它即将前往中途岛。

### 中途岛

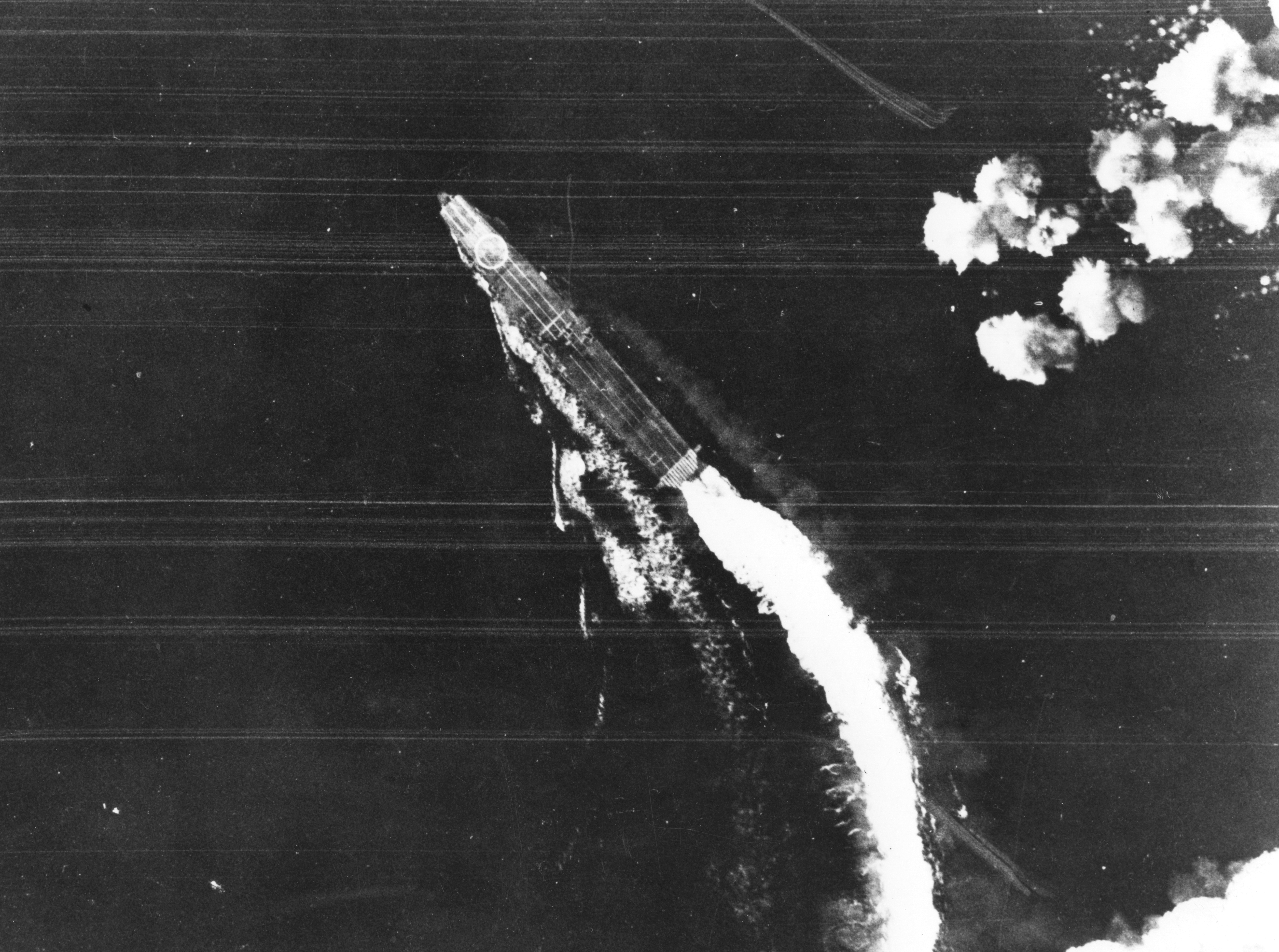
飛龍號航空母艦受到B-17轰炸机的攻击

山本五十六上将认为中途岛海战将是取得胜利的决定性战役，可能导致美国的太平洋战略力量被摧毁，随后美国会与日本通过谈判达成和平协议。通过战略和战术突袭，日军将摧毁中途岛的空中力量，并削弱其陆军力量，以掩护5000名士兵登陆。山本希望这次袭击能诱使美国掉入陷阱，中途岛将成为美国海军离开珍珠港进行反击的诱饵。当美国海军到达时，日军会将分散的部队集中起来打败他们。另一个重要行动代号为AL行动，计划在袭击中途岛的同时夺取阿留申群岛。
5月，美国情报破译人员破获了日军对中途岛的袭击计划。山本五十六所制定计划没有为美国舰队的干预做好准备。由于3月份的一次失败行动，远程水上飞机没有按计划对珍珠港的美国舰队进行监视。沿夏威夷群岛部署的日本潜艇侦察线没有按时完工。
战斗于6月3日开始，来自中途岛的美军飞机在环礁以西1100公里处发现并袭击了日本运输队。6月4日，日军出动108架飞机发动了对中途岛的袭击，但并未对中途岛的设施造成决定性破坏。部署在中途岛的攻击机已经起飞，另有116架攻击日本海军的美国海军舰载机。一架日本侦察机报告了美国特遣部队的存在，后来证实存在美国航母。南云忠一中将陷入了艰难的处境，经过深思熟虑，他选择了对美国特遣部队进行延迟但准备充分的攻击。
上午10时22分，美国SBD無畏式俯衝轟炸機袭击了三艘日本航母。苍龙号、加贺号和赤城号被摧毁。飞龙号仍在作战，并立即发动反击。它的两次袭击使约克城号无法行动。下午晚些时候，剩余两艘美国航母上的飞机找到并摧毁了飞龙号航空母舰。受损的约克城号和哈曼号驱逐舰被日本潜艇I-168击沉。随着日本海军第一航空队被摧毁，日军的进攻力量被削弱。6月5日清晨，日军取消了中途岛行动。

### 新几内亚和所罗门群岛
日本陆军继续在所罗门群岛和新几内亚推进。从1942年7月开始，一些澳大利亚预备役营在新几内亚进行了顽强的抵抗行动，沿科科達小徑戰役科科达小径向莫尔兹比港推进。8月下旬，澳大利亚第二帝国军解除了民兵职务。1942年9月初，日本海军陆战队袭击了新几内亚东端附近米尔恩湾的澳大利亚皇家空军战略基地。
在新几内亚，科科达小径上的日军到达了在莫尔兹比港的攻击范围内，但被命令撤退到东北海岸。澳大利亚和美国军队袭击了日军防御阵地，在布纳-戈纳地区进行两个多月的战斗后，终于在1943年初占领了日军关键滩头阵地。

#### 瓜达尔卡纳尔岛

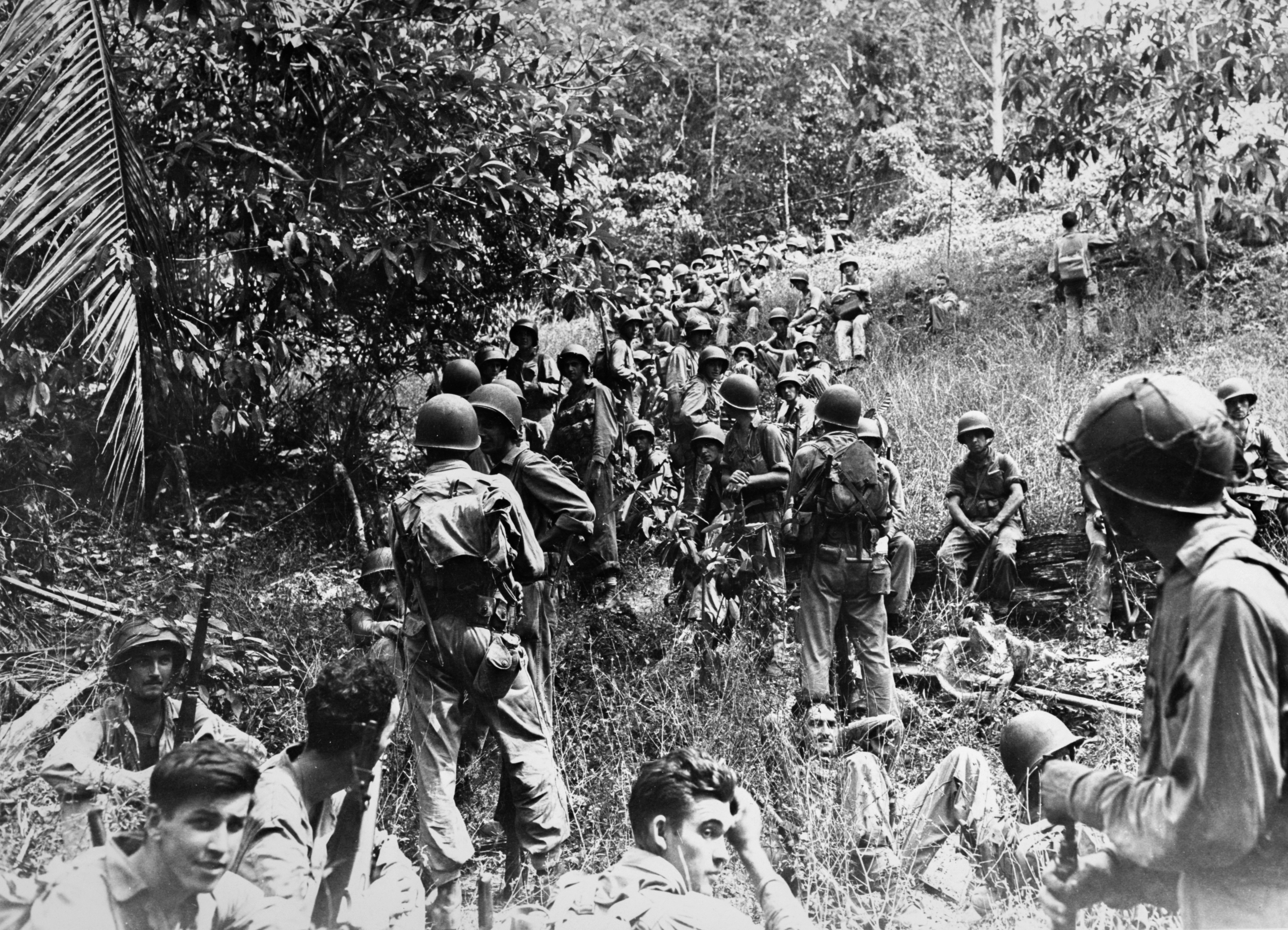
1942年11月瓜达尔卡纳尔岛战役期间，美国海军陆战队在战场上休息

盟军部署的海岸观察员侦察到瓜达尔卡纳尔岛正在建设的日本机场。1942年8月7日，16000名美国海军陆战队员在隶属于所罗门群岛的瓜达尔卡纳尔岛和图拉吉登陆。新成立的日本海军第八舰队司令三川军一中将迅速启航，在瓜达尔卡纳尔岛海岸与盟军交战。8月8日至9日晚，三川的快速反应使日军取得薩沃島海戰的胜利，四艘盟军重型巡洋舰被击沉，而日本船只没有受到损失。这是同盟国海军在战争中最严重的失败之一。如果日军在战争中攻击盟军防御薄弱的运输船队，可能会导致美军的第一次反击破产。日军最初认为美国的登陆只是一次侦察行动。
在接下来的六个月里，双方都投入了大量兵力，在瓜达尔卡纳尔岛进行了一场不断升级的消耗战。驻扎在亨德森机场的美军飞机提供的掩护确保美军可以白天对瓜达尔卡纳尔岛周围海域的控制权，而日本海军优越的夜间作战能力使日军在夜间占据优势。8月，日本海军和美国海军参与了东所罗门海战，日本海军龍驤號航空母艦沉没。10月，美军在埃斯佩兰斯海角海战的夜间战斗中击沉了一艘日本巡洋舰和一艘驱逐舰，己方则损失了一艘驱逐舰。10月13日晚，日本金剛號戰艦和榛名號戰艦轰炸了亨德森机场。机场暂时停用，但很快恢复使用。10月26日，日本翔鹤号航空母舰和瑞鶴號航空母艦在圣克鲁斯群岛战役中击沉了黄蜂号，并导致企业号严重受损。黄蜂号的损失，加上早些时候胡蜂號航空母艦被日本海军伊號第十九潛艦击沉，以及9月萨拉托加号潜艇的严重损坏，意味着美军在该地区的航母力量减少到只有一艘“企业号”。然而，两艘日本海军航母不得不撤退到本国水域。11月12日至15日，双方水面舰艇在瓜达尔卡纳尔海战中展开夜间行动，这是太平洋战争中仅有的两次战舰相互交战的战役之一；两名美国海军上将被杀，两艘日本战舰沉没。
瓜达尔卡纳尔岛战役期间，驻扎在南太平洋的绝大多数日本飞机被重新部署到瓜达尔卡纳尔岛的防御。大多数日军飞行员在与盟军仙人掌航空队交战中丧生。日军地面部队对亨德森机场周围防御严密的美军阵地发动了多次袭击，但伤亡惨重。为了维持这些攻势，日本海军进行了快速补给，盟军称之为“东京快车”。车队经常面临与美国海军的夜间战斗。包括重型船只，甚至是航母战斗，导致瓜达尔卡纳尔岛附近的一片水域因大量沉没的船只而被称为“鐵底海峽”。然而，盟军能够更好地弥补这些损失。日本于1943年2月撤军。在六个月的消耗战中，由于未能在足够的时间内投入足够的兵力，日军在瓜达尔卡纳尔岛战役中失败。
1942年底，日本军部决定将瓜达尔卡纳尔岛作为优先事项。美国则希望利用己方在瓜达尔卡纳尔岛的兵力优势，逐步耗尽日军。最终，近2万日军在瓜达尔卡纳尔岛战役中阵亡，而美军只损失大约7000人。

## 中国和东南亚的僵局

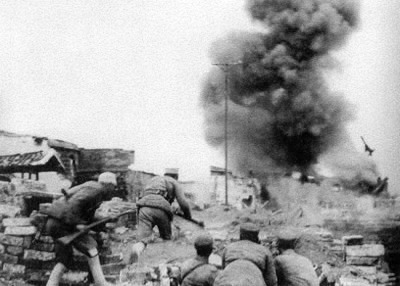
1943年11月常德会战中的中国军队

### 中国：1942-1943年

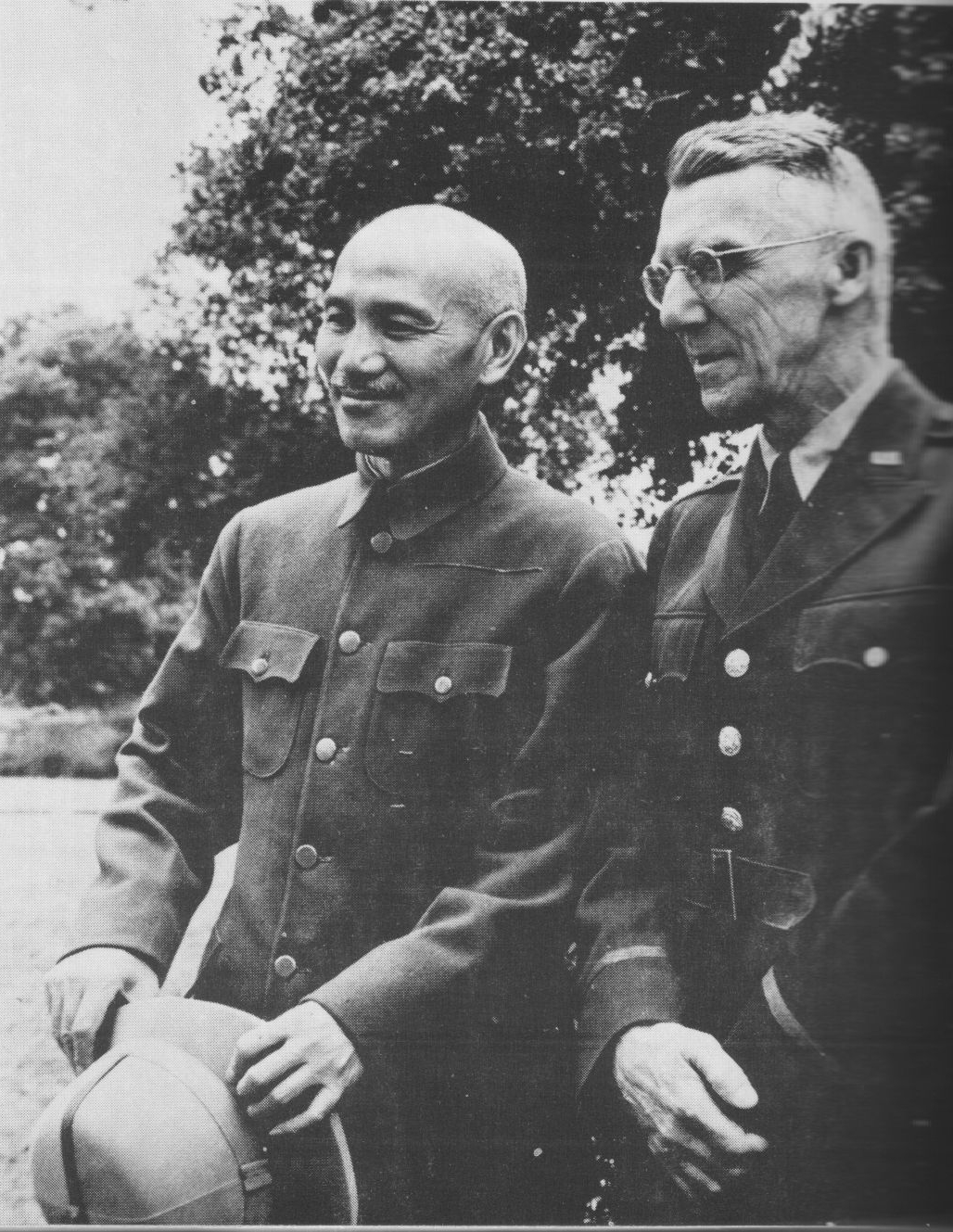
蔣中正委员长和约瑟夫·史迪威将军，前者為盟军中国战区統帥，後者於1942年至1944年間任參謀長

在中国大陆，日本第3、第6和第40师共计12万人，集结在岳阳，兵力三路向南推进，试图再次渡过汨罗江到达长沙。1942年1月，中国军队在长沙取得胜利，这是盟军第一次战胜日军。
杜立特突袭后，日军发动了浙赣战役，目的是找到幸存的美国飞行员，并对帮助他们的中国人实施报复，摧毁空军基地。行动始于1942年5月15日，有40个步兵营和15-16个炮兵营参与了行动，但在9月被中国军队击退。在这场战役中，日军实施了生物战，传播霍乱、伤寒、瘟疫和痢疾病原体。中国大约有25万平民死亡，生物武器也感染了日军，共有1万人患病，其中大约1700名日军死亡。
1943年11月2日，日本第11军司令横山勇部署了约10万名士兵进攻常德。在为期七周的常德会战中，中国军队迫使日军展开消耗战。虽然日军占领了这座城市，但中国军队将他们压制了足够长的时间，以便增援部队到达并包围日军。随后，中国军队切断了日军的补给线，日军开始撤退，中国军队展开追击。在常德会战中，日军使用了化学武器。

### 缅甸：1942年–1943年
日军占领缅甸后，印度东部出现了大规模的混乱和支持独立的暴动，孟加拉出现了饥荒，造成多达300万人死亡。韦维尔（印度总司令）急于对缅甸展开反击。
其中一次袭击发生在缅甸若开邦，目的是保护若开邦首府实兑重要的港口和机场。第14印度步兵师沿马尤半岛推进。1943年1月至3月，他们发动多次进攻但未能突破阵地。一个日本师从缅甸中部地区部署到若开邦，袭击了第14印度师暴露的左翼，并占领几个地区。第26印度步兵师接管了前线，并打算进行反击，但部队已经筋疲力尽，该师被迫在5月的第一周撤退至印度边境。
大多数英国军官承认，失败是由于丛林战经验不足导致的。为了消除若开邦攻势的影响，盟军广泛宣传了奥德·查尔斯·温盖特准将率领緬甸遠征軍特別部隊发动的长途突袭，己方遭受了重大伤亡，但只对日军交通线造成了轻微破坏。温盖特坚持认为，英军和印军也可以像日军一样在丛林中作战。这次突袭也促成了日本在1944年入侵印度的决定。
1943年8月，盟军新成立了东南亚司令部（SEAC），从领导英属印度陆军的印度总司令手中接管缅甸和印度的指挥权。1943年10月，温斯顿·丘吉尔任命海军上将路易斯·蒙巴顿勋爵为最高指挥官。韦维尔被任命为印度总督，并立即解决孟加拉的饥荒问题。克劳德·奥金莱克将军成为印度陆军总司令，并改革其行政和训练机构。英国和印度第十四军在缅甸成立以对抗日军。在威廉·斯利姆中将的领导下，军队的训练、士气和健康状况都得到了极大的改善。在中缅印战区指挥美军的美国将军约瑟夫·史迪威指示向中国提供援助，并准备修建连接印度和中国的中印公路。
1943年，泰国西北军在缅甸战役期间入侵中国西双版纳，但被中国远征军击退。

## 盟军进攻：1943-1944年

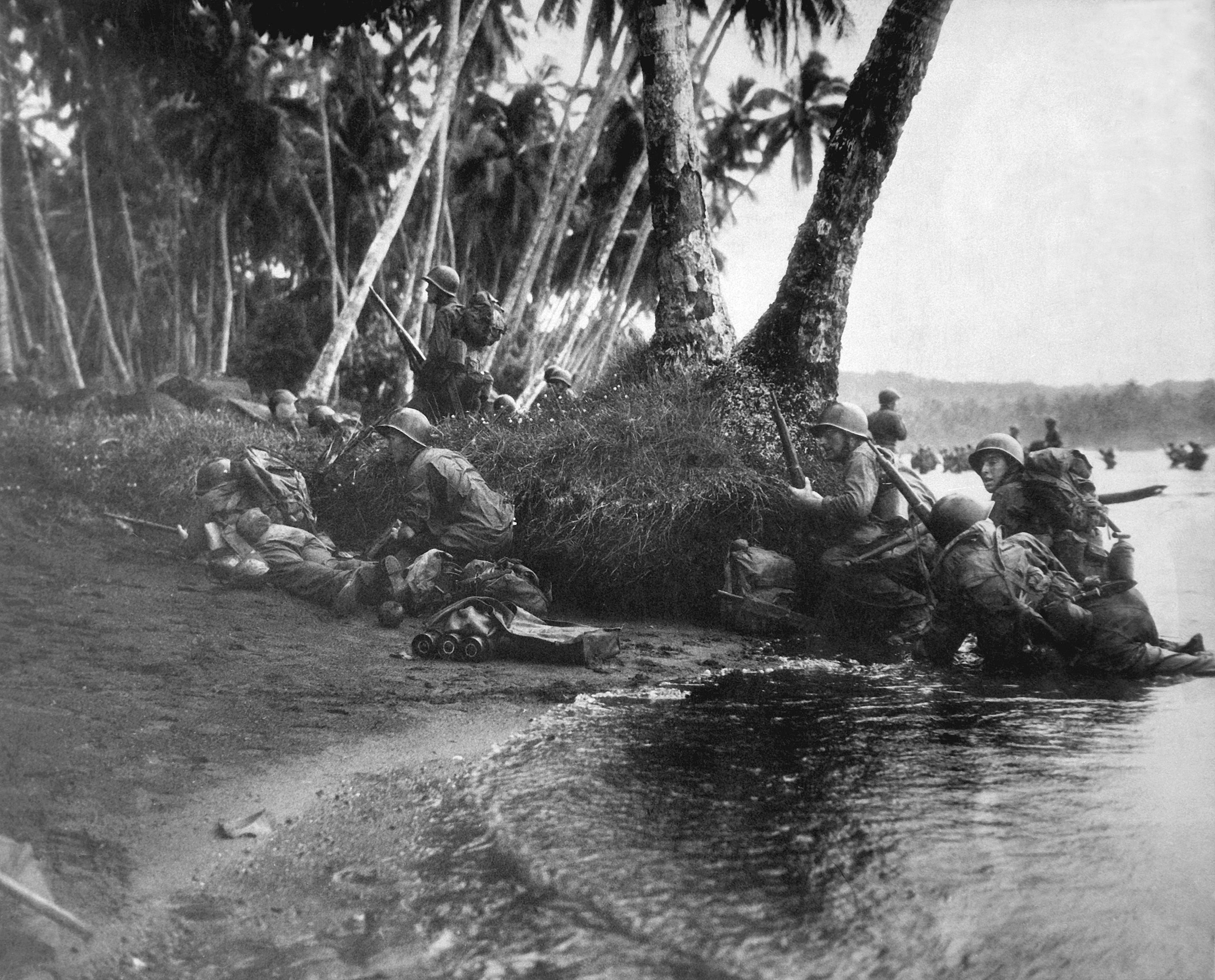
1943年6月，美军在伦多瓦岛登陆

中途岛海战后，美国利用其巨大的工业潜力制造了更多的船只、飞机，并培训了机组人员。与此同时，日本由于缺乏足够的工业和技术、良好的机组人员培训计划以及足够的海军资源和护航队，在战争中逐渐落后。盟军开始了一场横跨太平洋的长期行动，占领了几个岛屿作为基地。一些日本据点，如特鲁克、拉包尔和福尔摩沙，被盟军空袭摧毁并占领。目标是接近日本本土，然后发动大规模的战略空袭，改善潜艇封锁，最后（必要时）发动入侵。
美国海军并没有寻求与日本舰队进行决定性战斗，盟军的前进只能被日本海军的袭击阻止，而石油短缺（由盟军潜艇袭击引起）使日本海军的袭击逐渐变得不可能。

### 盟军对新几内亚和所罗门群岛的进攻
1943年6月，盟军发动“側手翻行動”，旨在夺回所罗门群岛和新几内亚，并最终孤立日本在拉包尔的前沿阵地。1942年3月日本入侵萨拉毛亚-莱城后，1943年4月在新几内亚北部开始了萨拉马阿·莱城战役，随后在6月至10月进行了新喬治亞群島戰役，盟军利用伦多瓦登陆、蒙达角驾驶和蒙达角战役，在蒙达和新喬治亞群島秘密建造了一个蒙達機場。9月至12月的登陆确保了群岛的安全，盟军随后在舒瓦瑟尔、布干维尔和格洛斯特角登陆，这些登陆行动对即将发动的跳岛战术铺平了道路。

### 入侵吉尔伯特和马绍尔群岛
1943年11月，美国海军陆战队在塔拉瓦战役与4500名日军战斗时伤亡惨重。这场战斗促使盟军对两栖登陆，先发制人的轰炸、对潮汐和登陆时间表进行更仔细的规划以及更好的协调等实施改革。1944年1月下旬至2月中旬，在吉尔伯特群岛行动之后，盟军又在马绍尔群岛进行了成本较低的登陆。

### 开罗会议

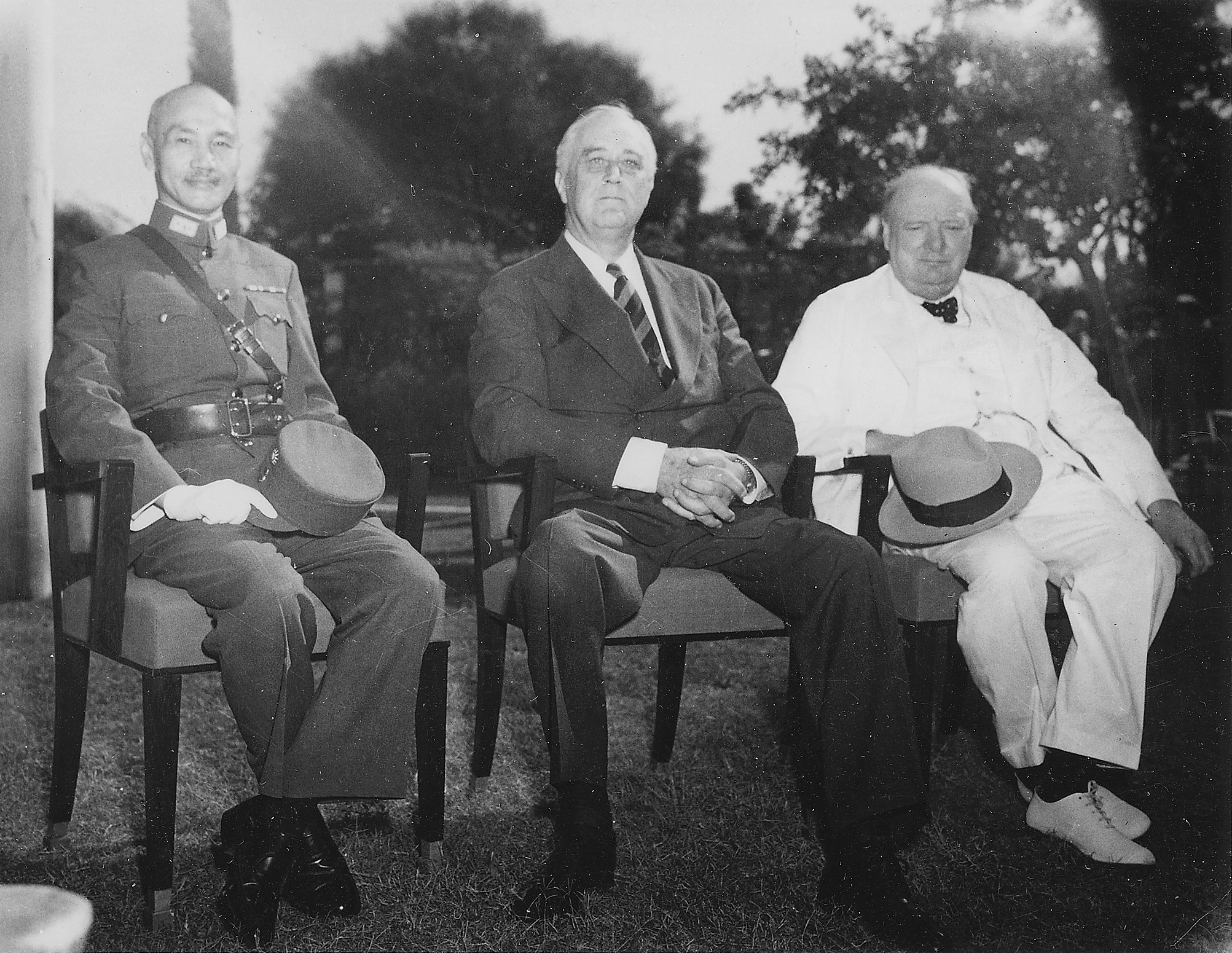
亚洲及太平洋战区的盟军领导人：蒋介石、富兰克林·D·罗斯福和温斯顿·丘吉尔于1943年在开罗会议举行会晤

1943年11月22日，美国总统富兰克林·罗斯福、英国首相温斯顿·丘吉尔和中华民国总司令蒋介石在埃及开罗会晤，讨论打败日本的战略。会议也被称为开罗会议，最后以《开罗宣言》结束。

### 潜艇战

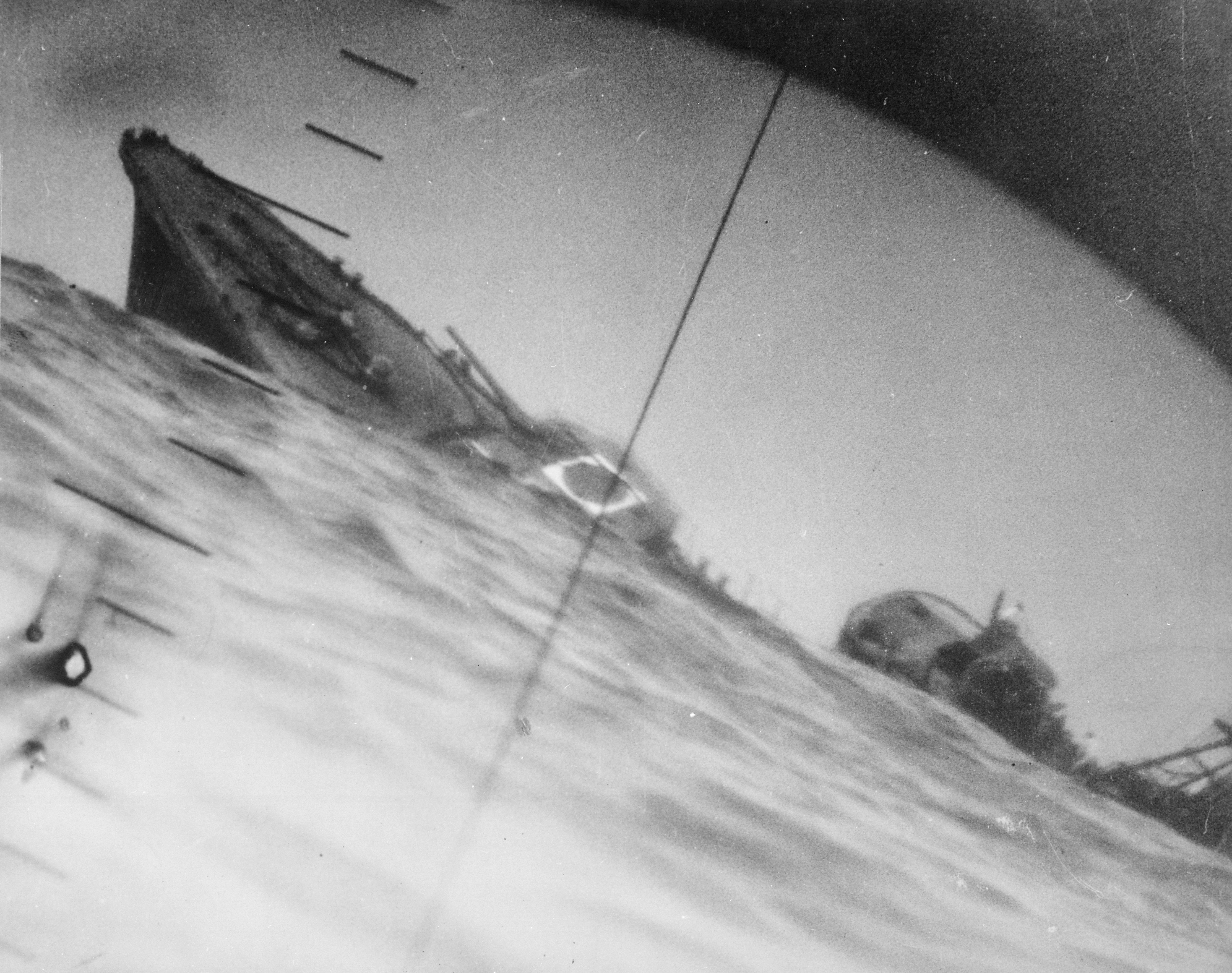
1942年6月，美国鹦鹉螺号潜艇的潜望镜看到鱼雷击中了山风号

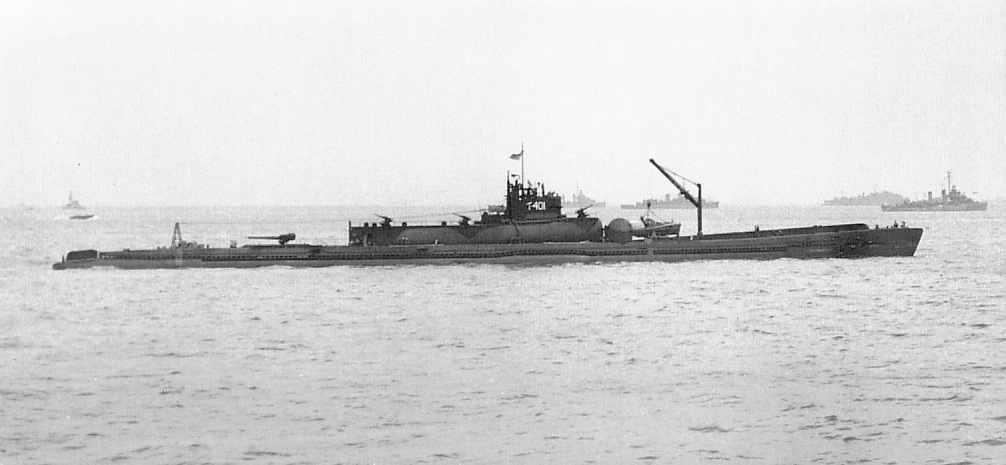
伊四百型潛艦，有史以来建造的吨位最大的非核潜艇

美国潜艇以及一些英国和荷兰船只，在关岛击败日本海军发挥了重要作用，虽然潜艇在同盟国海军占比很小，不到美国海军的2%，但潜艇击沉了日本商船队，拦截了许多军事运输，并切断了几乎所有对武器生产和军事行动至关重要的石油进口，从而扼杀了日本生产力。到1945年初，日本的石油供应非常有限，其海军舰队几乎被困。
日军声称战争期间共击沉了468艘盟军潜艇，但事实上只有42艘美国潜艇与日军作战时沉没，另有10艘在事故或被友军误伤沉没。由于日军的攻击或海上雷区，荷兰共损失了5艘潜艇，英国损失了3艘潜艇。
56%的日本商船被美国潜艇消灭，水雷和飞机摧毁了剩余部分。美国潜艇也声称摧毁了28%的日本军舰。潜艇还发挥了重要的侦察作用，营救了数百名被击落的盟军飞行员。
珍珠港事件发生数小时后，为了报复日本，罗斯福颁布了一项新计划：对日本实施无限制潜艇战，意味着在没有预警和救援的情况下，美国潜艇会在轴心国控制的海域击沉任何军舰、商船或客船。美国有很长的补给线，容易受到潜艇的攻击，但日本主要将潜艇用于远程侦察，几乎很少攻击美国的补给线。
随着战线逐渐向日本移动，日本海军潜艇越来越多地用于向被包围的据点运送物资，如丘克群岛和拉包尔。此外，日本遵守了与苏联的中立条约，不攻击从美国旧金山向符拉迪沃斯托克运送物资的货船。
美国海军从开始就主要依靠对商船的袭击。然而，1942年初盟军在菲律宾被包围的问题导致船只改道执行“游击潜艇”任务。驻扎在澳大利亚的潜艇在前往巡逻区的途中受到日本的空中威胁，降低了它们的效率，尼米兹号依靠潜艇对敌方基地进行密切监视。Mk 14型鱼雷及其Mark VI爆炸器都被证明有缺陷，直到1943年9月才得到纠正。战前，一名美国海关官员扣押了一份日本商船密码的副本，但不知道美國海军情报局已经破解了它。日本迅速对其进行了修改，直到1943年，新密码才被再次破解。
1944年，美国海军对潜艇舰队进行重组，在150艘潜艇上安装了有效的舰载雷达，更换了被认为缺乏进攻性的指挥官，修复了鱼雷故障。日本的商业保护“无计可施”，与盟军相比，船队组织和防御不足。到1945年，由于可供攻击的船只减少，日本船只的沉没次数有所减少。盟军潜艇总共摧毁了1200艘商船，共约500万吨。在瓜达尔卡纳尔岛、塞班岛和莱特岛战役的关键阶段，数千名日军被杀或转移。200多艘战舰被击沉，其中包括一艘战列舰和至少八艘航母。
水下战争十分危险；在16000名外出巡逻的美军中，3500人（22%）没有回来，第二次世界大战中美军伤亡率最高的兵种。日本损失了130艘潜艇，损失更高。

## 1944年日本在亚洲的攻势

### 1944年日本在中国的反攻
1944年中，日本动员了50万军队，在中国发动了“一号行动”，这是日本在二战中最大规模的一次进攻，目的是将中国控制区与法属印度支那连接，并占领美国轰炸机驻扎的中国东南部空军基地。虽然日军伤亡约10万，但也是几年来最大规模的袭击并在中国军队停止夺回广西之前取得了很大进展。虽然日军取得了重大的战术胜利，但总体而言，这次行动未能为日本带来任何重大的战略价值。大多数中国军队能够撤退出该地区，后来在湘西会战中反攻日军阵地。日本在太平洋的损失意味着日本从未获得战胜中国所需的时间和资源。一号行动在受影响的地区引发了社会混乱。中国共产党利用这一混乱局面，在战后获得对农村地区更大的影响力和控制权。

### 1944年日本在印度的进攻

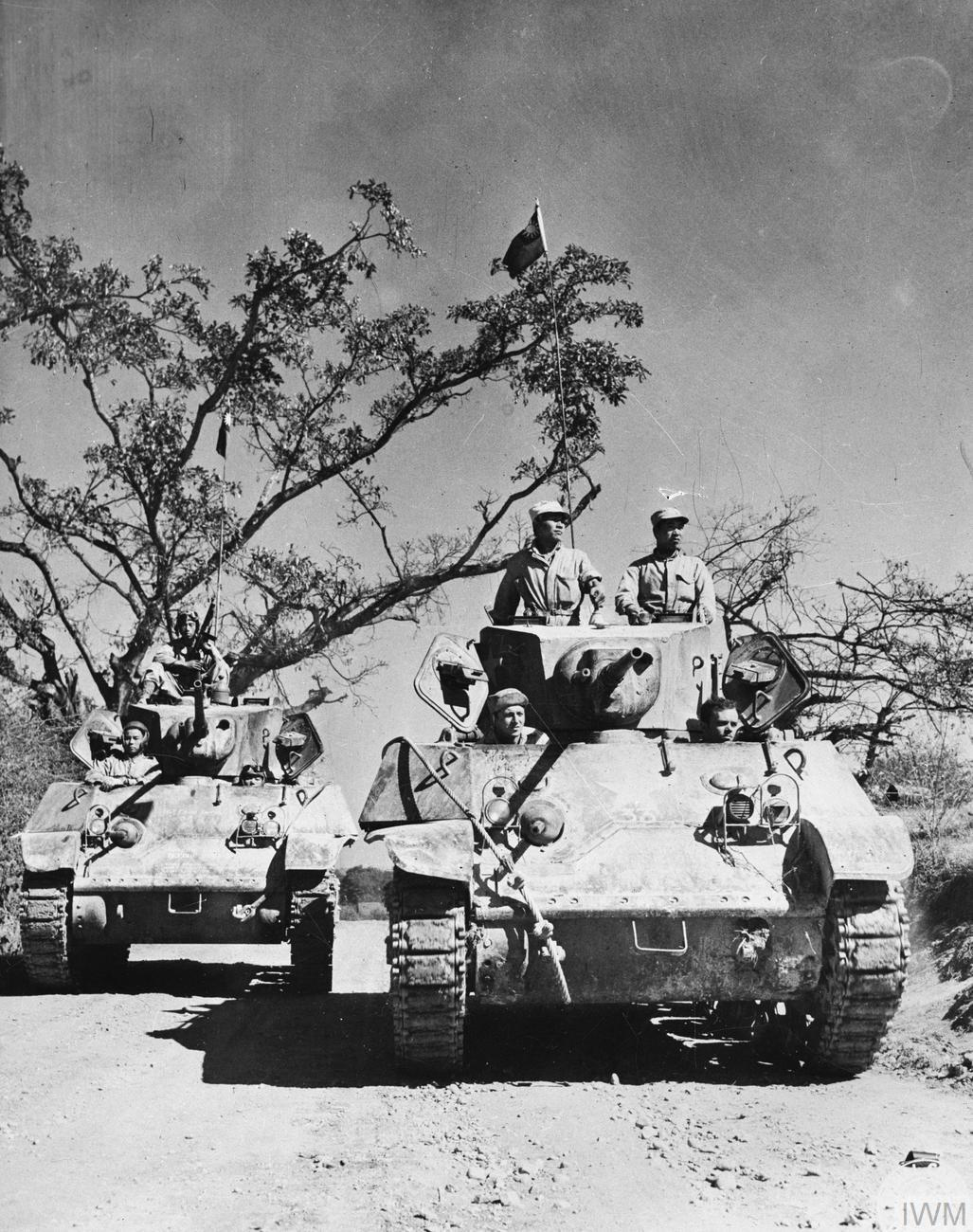
中国军队在利多路上利用M3A3斯图尔特坦克行进

1943年盟军在遭遇挫折后，盟军东南亚司令部打算在几条战线上对缅甸发动攻势。1944年初，由约瑟夫·史迪威指挥的北方战区司令部的中美军队开始将利多公路从印度延伸到缅甸北部，而印度第十五军则开始沿若开邦海岸推进。1944年2月，日军在若开邦发起局部反击，取得初步成功后，最后在第二次若开战役失败，被孤立的第十五军印度师依靠空投物资稳住了阵线。
1944年3月中旬，日本向印度发动了代号为U-Go的长期计划。指挥第十四军的斯利姆中将和前线指挥官杰弗里·斯库内斯中将计划撤退到英帕尔平原，迫使日军在长达数十英里的丛林小径上作战。然而，当日军发动袭击时，英军反应迟缓，没有预测到日军的一些进攻目标。一些英国和印度军队不得不通过战斗摆脱包围，到了4月初，他们已经集中在英帕尔周围。几支部队从若开邦飞来增援他们。一个日本师向那加兰邦的科希马挺进，切断了通往英帕尔的主要道路，孤立了一个小规模的英国驻军，但未能占领科希马的全部防御阵地。4月，日军对英帕尔的进攻遭到失败，而增援的盟军则解除了科希马驻军的威胁，迫使日军从科希马山脊上的阵地撤退。
由于情报不足，以及牟田口廉也对早期胜利的预测失败。一旦5月中旬季风雨降临，日军将大量死于疾病。5月，当他继续下令进攻时，盟军从科希马向南推进，从英帕尔向北推进。盟军的两支进攻部队于6月22日回合，打破了日军对英帕尔的围困。日军最终于7月3日停止行动，日军共损失了大约5万名士兵，主要死于饥饿和疾病，这是日本帝国陆军遭受最严重的失败。
英帕尔战役结束后，中美军队继续向缅甸北部推进，以打击日军交通线。1944年中期，中国远征军入侵缅甸北部，并占领了松山的一个防御阵地。在密支那战役停止时，北方战区司令部在密支那获得了一个重要的机场，缓解了通过“驼峰航线”向中国提供空中补给的问题。

## 1944年盟军反攻
1943年5月，日本制定了Z行动，该计划设想利用日本海军力量对抗威胁外层防线的美军。从阿留申群岛到威克岛、马绍尔群岛和吉尔伯特群岛、瑙鲁、俾斯麦群岛、新几内亚，然后向西经过爪哇岛和苏门答腊岛到达缅甸。1943年至1944年，所罗门群岛的盟军开始向拉包尔推进，最终包围并摧毁了该要塞。随着日军在所罗门群岛的防线瓦解，日本修改了Z计划，取消了吉尔伯特群岛和马绍尔群岛以及俾斯麦群岛作为需要防御的重点地区。然后将可能的行动建立在防御内部边界的基础上，其中包括马里亚纳群岛、帕劳、西新几内亚和荷属东印度群岛。与此同时，在中太平洋，美军发起了一场重大攻势，从1943年11月开始在吉尔伯特群岛登陆。吉尔伯特和马歇尔的日本驻军被击溃。
1944年2月，美国海军的快速航母特遣舰队在“冰雹行动”中袭击了日军在特鲁克的主要海军基地。虽然日军及时将主要船只撤离，以避免在环礁抛锚，但两天的空袭导致了飞机和商船遭受重大损失。日军被迫放弃特鲁克，并且无法在周边任何一条战线上对抗美国。因此，日军保留了剩余力量，希望这将是一场决定性的战斗。日军随后制定了一项新计划，称为a-GO：一场决定性的舰队行动，将在从帕劳群岛到加罗林群岛的某个地点。新成立的第1機動艦隊 (日本海軍)以及大量飞机将集中在这个地区。如果美军袭击马里亚纳群岛，他们将遭到陆军航空兵的袭击，然后美军将被引诱到机动舰队部署的地区并将其击败。

### 马里亚纳群岛和帕劳群岛

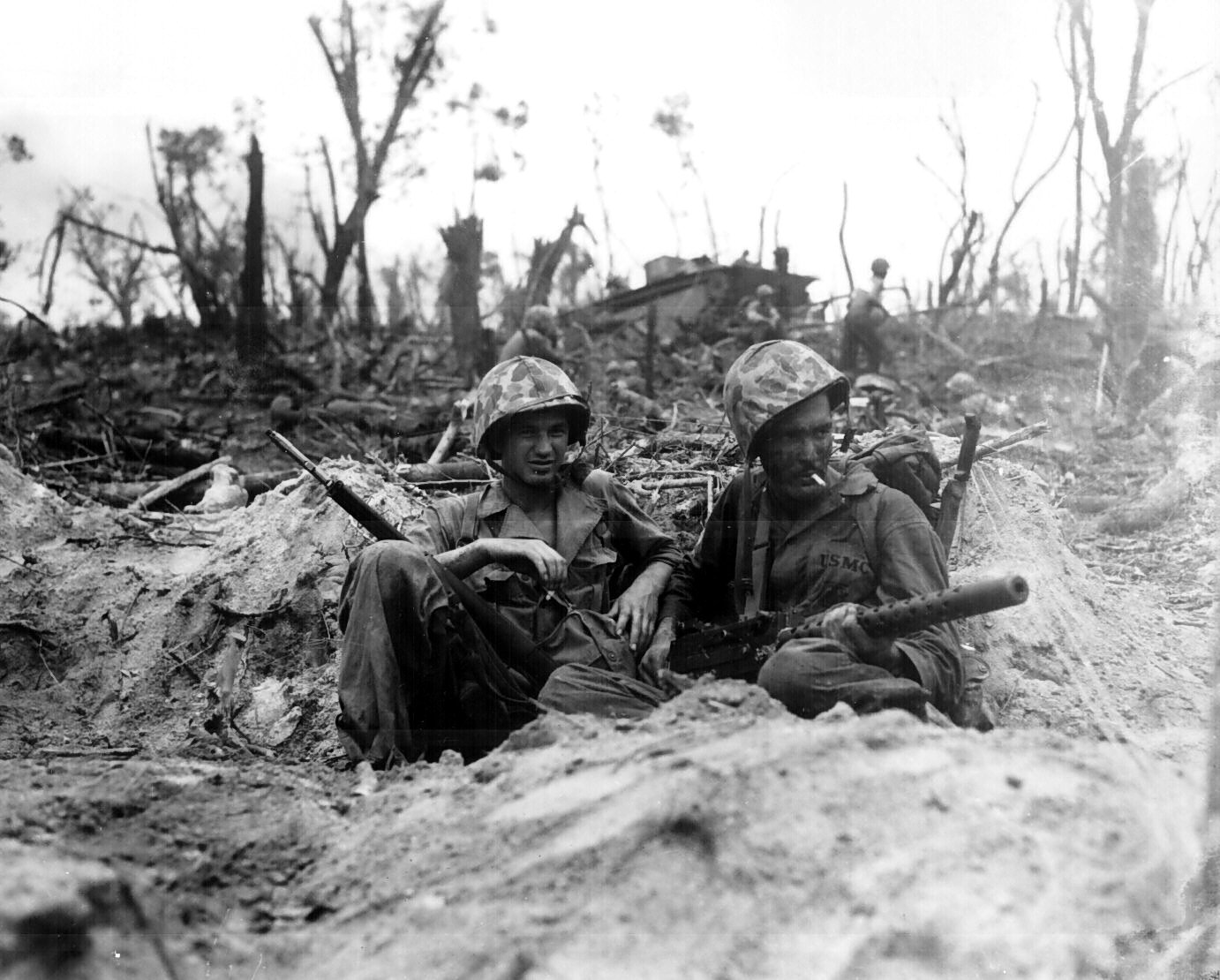
1944年9月，在贝里琉岛行动中的美国海军陆战队

1944年3月12日，参谋长联席会议指示占领北马里亚纳群岛，日期为6月15日。马里亚纳群岛行动的所有部队包括535艘军舰和辅助舰，127500多名地面部队，由海军上将雷蒙德·a·斯普鲁恩斯指挥。对美国来说，马里亚纳群岛的行动将中断日本向南的航空管道；发展海军基地；建立B-29超級堡壘轟炸機机场，从那里轰炸日本；并且可以为下一阶段行动选择多个目标。美军还对日本内防区的渗透可能会迫使日本舰队进行决定性交战。在90天内计划和执行如此复杂行动的能力体现了盟军的后勤优势。
6月15日，海军陆战队在海军轰炸小组的支援下在塞班岛登陆。然而，日本的火力非常有效，美军直到第三天才达到第一天预定的目标。海军陆战队于6月18日占领了阿斯利托机场。6月27日，塞班岛南部的纳富坦被占领。在北部，6月27日占领了岛上的最高点塔波查山。海军陆战队随后稳步向北推进。7月6日至7日晚，日军发动袭击，三四千名日军发起万岁冲锋，渗透到塔那帕附近的防线，然后被消灭。袭击过后，数百名当地人集体自杀。7月9日，塞班岛的有组织抵抗停止。登陆24天后，美国海军陆战队抵达塞班岛最北端的马尔皮角，只剩下孤立躲藏的日军。
入侵塞班岛一个月后，美军夺回了关岛并占领了天宁岛。塞班岛和天宁岛被美军广泛使用，因为它们使日本本土进入B-29的航程。1944年11月至1945年1月，日军袭击了塞班岛和天宁岛的基地。驻扎在岛屿上的美国陆军航空兵对日本具有军事和工业重要性的城市进行大规模战略轰炸，包括东京、名古屋、大阪和神户。
9月15日，盟军从佩莱利乌州入侵帕劳群岛，这是日本防御战术的巨大变化，导致太平洋战争期间两栖作战中美军伤亡率最高。直到11月27日，美军才确保了该岛的安全，而不是预期的四天。登陆的战略价值仍有争议。

### 菲律宾海

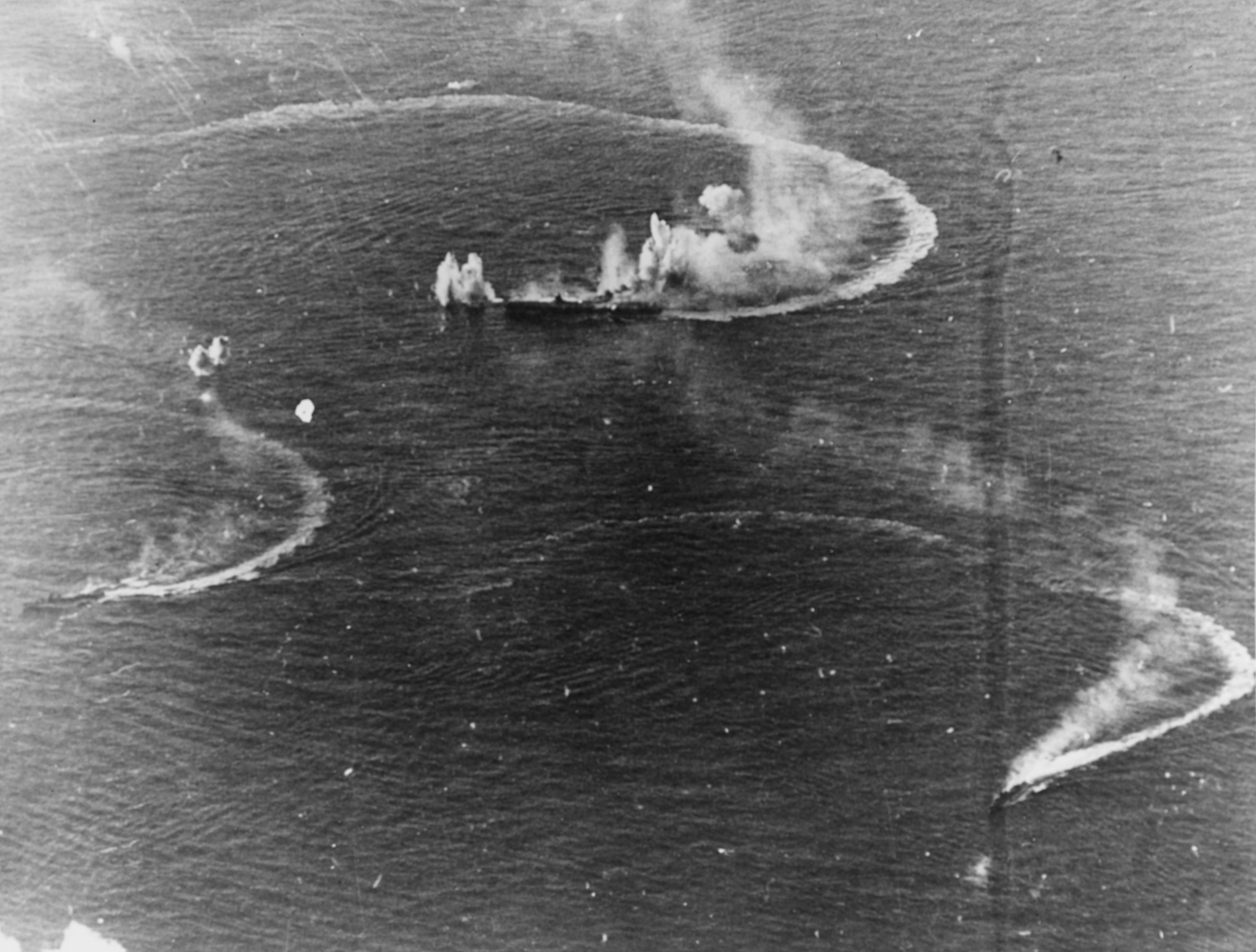
日本航空母舰和两艘驱逐舰在菲律宾海海战中遭到袭击

当美军在马里亚纳群岛的塞班岛登陆时，日军认为占领塞班岛势在必行。因此，他们以最大的航母部队作为支援：由海军中将小澤治三郎率领的九艘航母机动舰队，辅以500架陆基飞机。面对他们的是海军上将雷蒙德·斯普魯恩斯率领的美国第五舰队：15艘航母和956架飞机。这场冲突是历史上最大的航母战斗。
6月19日，日本航母舰队发动的空袭被美军航母舰队成功防御。这一结果后来被称为“大马里亚纳群岛火鸡射击”。所有美国航母都有作战信息中心，负责向作战空中巡逻队解释雷达数据流和无线电拦截命令。少数以交错顺序成功抵达美国舰队的日军飞机遭遇了带有近炸引信的大规模防空火力阻拦。只有一艘美国军舰受到轻微损坏。同一天，钓鱼岛号被棘鰭號潛艦的四枚鱼雷击中沉没，造成重大人员伤亡。第二天，日本航母部队遭到美国航母空袭，失去了“海洋”号航母。日军373架舰载机发动了四次袭击，只有130架返回航母。这些幸存者中的大部分人后来在被美国潜艇袭击时丧生。战斗到第二天结束后，日军损失了三艘航母和445名机组人员，433多架舰载机和约200架陆基飞机。美军损失了130架飞机和76名机组人员，其中许多损失是由于夜间返回航母的飞机燃油耗尽造成的。
菲律宾海的失败对三艘航母造成了严重损失，但更重要的影响是航母航空队的损失。日军花费一年多的时间重建航空母舰编队，美军在两天内摧毁了90%的航母编队。日军只剩下足够的飞行员来组建他们的一艘轻型航母的航空队。机动舰队只带回了它开始使用的430架飞机中的35架。这场战斗以日本的彻底失败而告终，并导致日军航母舰队几乎被瓦解。

### 莱特湾

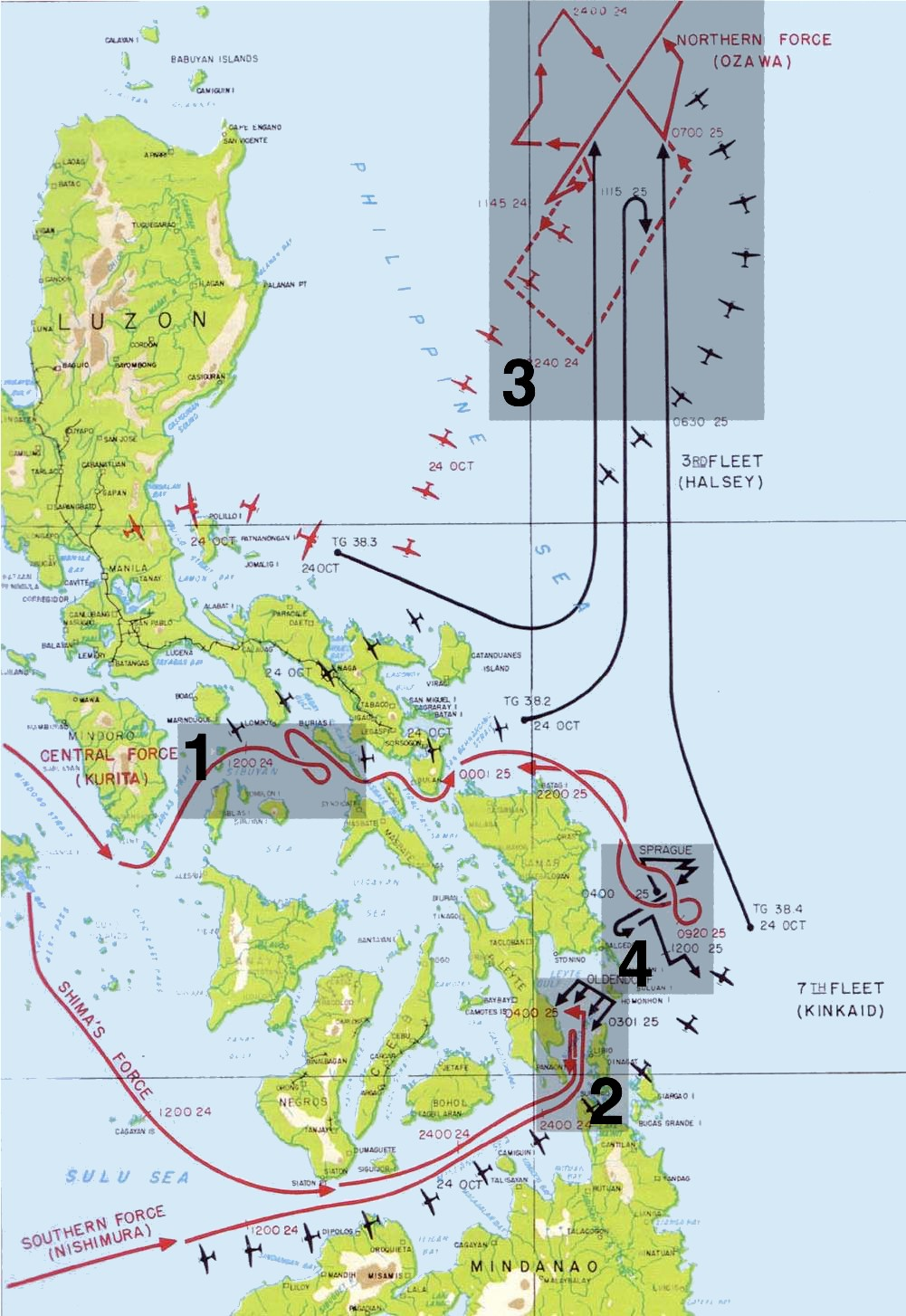
莱特湾海战中的四次交战

菲律宾海的损失让日军有两个选择：全面进攻或者美军将切断日本和东南亚之间的海上交通线。因此日军制定了一项计划，利用最后的剩余力量，重型巡洋舰和战列舰对莱特岛的美军滩头阵地发起决定性战斗。日军计划利用剩余的航母作为诱饵，引诱美国航母离开莱特湾足够长的时间，以便重型战舰进入并摧毁美国船只。
日军集结了4艘航母、9艘战列舰、14艘重型巡洋舰、7艘轻型巡洋舰和35艘驱逐舰。日军分成三支部队：“中央舰队”由海军中将栗田健男指挥，其中包括大和號戰艦和武藏号战舰；由小泽一郎指挥的“北方舰队”，拥有四艘航母和两艘部分改装为航母的战列舰；以及“南方舰队”，其中一支由西村昭治指挥，另一支由志摩清英指挥。中央部队将穿过聖貝納迪諾海峽进入菲律宾海，向南转向，然后袭击登陆区。南方部队将通过苏里高海峡袭击登陆区，而北方部队将引诱美国主要掩护部队远离莱特岛。日本航母仅搭载了108架飞机。
然而中央部队于10月23日离开文莱湾后，遭到两艘美国潜艇袭击，两艘重型巡洋舰沉没，另一艘受损。10月24日进入锡布延海后，中央部队遭到美国航母的袭击，迫使另一艘重型巡洋舰退出战斗，美军随后击沉了武藏号。中央部队的其它舰艇也遭到了袭击，但战斗仍在继续。美国航母认为他们的袭击使中央部队丧失了战斗力，于是向北航行，以应对北方部队的威胁。10月24日至25日晚，西村率领的南方部队试图从南部通过苏里高海峡进入莱特湾，由海军少将杰西·奥尔登多夫率领的美澳部队伏击了日军。美国驱逐舰和海军炮火摧毁了日军两艘战列舰和三艘驱逐舰，只有一艘日本驱逐舰幸存。由于无线电静默，南方舰队无法与北方舰队协调行动，并在遭遇战中途抵达苏里高海峡；在遭到一次鱼雷攻击后，南方舰队撤退。
在莱特湾以北800公里的恩加诺角附近，美军向北方舰队出动了500多架飞机，以及水面巡洋舰和驱逐舰。四艘日本航母全部沉没，但日军成功地将美国航母从莱特湾引开。10月25日，日本和美国舰队之间的最后一场主要水面作战发生在萨马岛附近，中央舰队袭击了一群仅由驱逐舰和驱逐舰护航的美国护航航母。日军有四艘战列舰、六艘重型巡洋舰和两艘轻型巡洋舰，领导着两个驱逐舰中队。然而，日本损失惨重，四艘航母、三艘战列舰、六艘重型巡洋舰、四艘轻型巡洋舰和十一艘驱逐舰沉没，而美国损失了一艘轻型航母和两艘护航航母、两艘驱逐舰和两艘驱逐舰护航舰。莱特湾海战是第二次世界大战中规模最大的海战，也是历史上最大规模的海战。对日本来说，莱特湾的失败是灾难性的——日本海军在战斗中损失了有史以来最大的船只和人员。菲律宾不可避免的解放也意味着这些本土岛屿将与日本在东南亚被占领土的重要资源几乎隔绝。

### 菲律宾，1944年-1945年

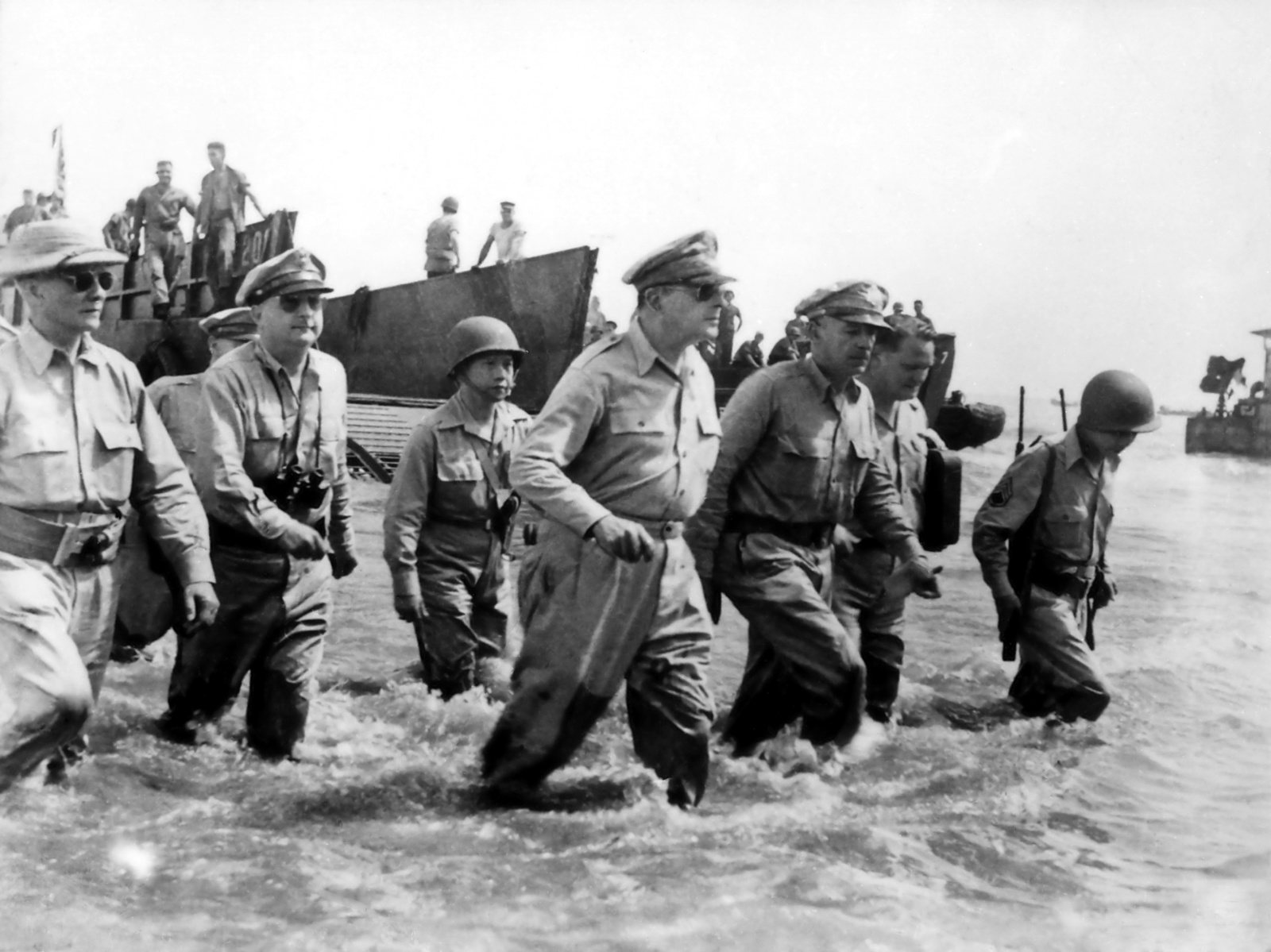
道格拉斯·麦克阿瑟将军在莱特岛涉水上岸

1944年10月20日，美国第六集团军在海空支援下，在棉兰老岛北部莱特东岸登陆。美国第六集团军继续从东部推进，而日军则向西增援。美国成功地增援了第六集团军，但美国第五航空队摧毁了日军补给。在暴雨和地形困难的情况下，美国继续在莱特岛和北部邻近的萨马尔岛推进。12月7日，美国陆军部队登陆，经过一场大规模的陆空战斗，切断了日本增援和补给莱特岛的能力。莱特岛上的激烈战斗持续了几个月，而美国陆军已经控制了局面。
1944年12月15日，在计划中的林加延湾行动的关键地点民都洛南部海滩上，盟军在抵抗较弱的情况下进行登陆，以支持吕宋岛的主要登陆。1945年1月9日，克鲁格将军的第六集团军在吕宋岛西海岸登陆了第一批部队。几天内，近175000名美军紧随其后。在强大的空中支援下，陆军部队在1月的最后一周向内陆推进，占领了马尼拉西北64公里的克拉克空军基地。
美军随后又进行了两次重大着陆，一次是切断巴丹半岛的日军，另一次是在马尼拉以南进行空降登陆。美军的钳形攻势包围了这座城市，1945年2月3日，美军进入马尼拉。持续一个月的马尼拉战役造成10多万平民死亡，是美军在太平洋战区规模最大的城市战。随着美军从北部和南部继续向马尼拉进攻，巴丹半岛迅速被控制。2月16日，美军伞兵和两栖部队袭击了科雷吉多岛要塞，战斗于2月27日结束。

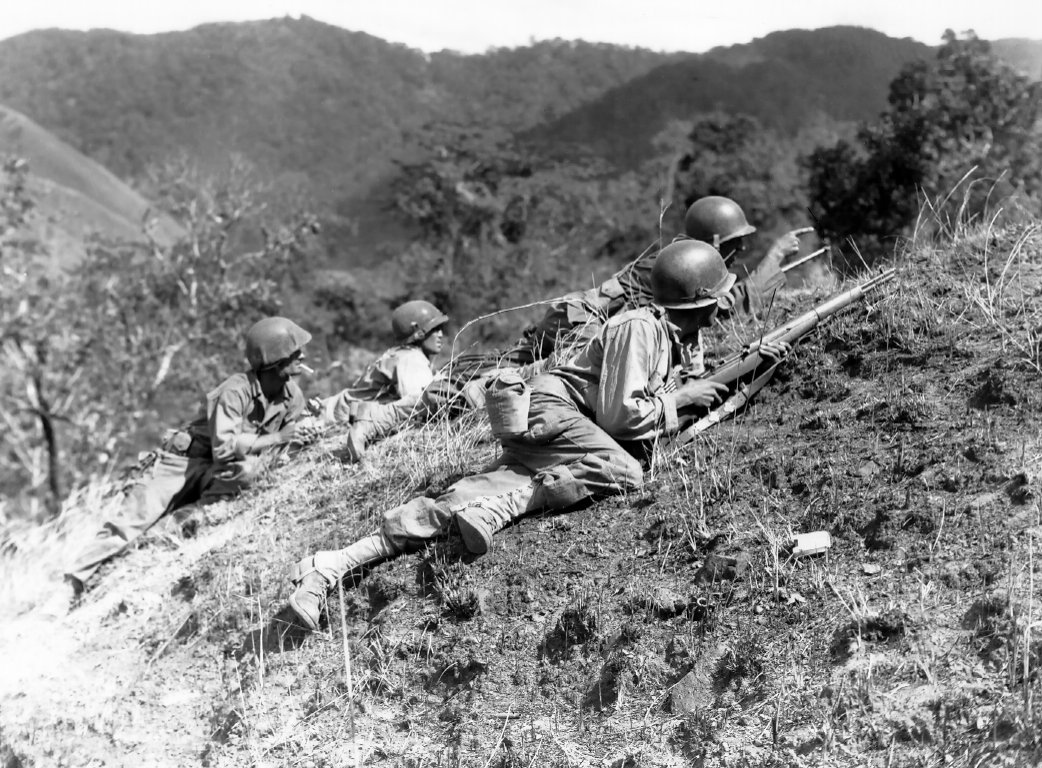
1945年3月23日，美军逼近吕宋碧瑶附近的日军阵地

共有10个美国师和5个独立团在吕宋岛作战，成为太平洋战争中规模最大的战役，涉及的部队比美国在北非、意大利或法国南部使用的部队还多。部队包括墨西哥201战斗机中队，作为墨西哥远征空军的一部分，该中队隶属于执行战术支援任务的美国陆军航空兵第58战斗机大队。在保卫吕宋岛的25万日军中，80%死亡。最后一名在菲律宾的日军士兵小野田寬郎于1974年3月9日投降。
1945年2月28日，美国第八集团军入侵婆罗洲和民都洛（菲律宾第五大和最西端的岛屿）之间的巴拉望岛，在普林塞薩港登陆。日军几乎没有对巴拉望岛进行直接防御，但美军在局部地区清理日军的抵抗一直持续到4月下旬，日军使用了常见的战术，撤退到山区丛林，分散成小部队。菲律宾游击队协助美军派遣抵抗者。
美国第八集团军于4月17日首次登陆棉兰老岛，这是菲律宾最后一个被日军占领的主要岛屿。随后，班乃岛、宿务、内格罗斯岛和苏禄群岛的几个岛屿被美军占领。这些岛屿为美国第五和美國第十三航空隊袭击菲律宾和南中国海的目标提供了军事基地。

## 最后阶段

### 1944-1945年盟军在缅甸的攻势

英国皇家海军陆战队在缅甸兰里登陆

1944年末至1945年初，东南亚盟军司令部向缅甸发起进攻，试图在5月季风到来之前收复缅甸大部分地区，包括首都仰光。攻势主要由英联邦、中国和美国军队对日军发动，在一定程度上得到了泰国、缅甸国民军和印度国民军的协助。英联邦陆军主要来自英国、英属印度和非洲。
印度第十五军（包括两个西非师）沿阿拉干省海岸推进，最终占领阿卡亚布岛。军队在撤退的日军后方登陆，造成日军重大伤亡，并占领兰里岛和曼昂島，建立了用于支持向缅甸中部进攻的机场。中国远征军占领了孟尤 (木姐县)和腊戌，而中美北方战区司令部则恢复了在缅甸北部的推进。1945年1月下旬，两支部队在昔卜会合。利多公路已经完工，连接了印度和中国，但战争已经进行到末期，所以它没有为战争做出重大贡献。
日本緬甸方面軍试图通过将军队撤回伊洛瓦底江后方来阻止盟军的重点进攻。日本驻缅甸新任指挥官木村兵太郎中将希望盟军的交通线在跨越这一障碍时会过度扩张。然而，前进的英国第十四军改变了前进线，从侧翼包围了日军。
2月，第十四军占领了伊洛瓦底江的桥头堡。3月1日，英国第4军的机械化部队占领了密铁拉的补给中心，使日军陷入混乱。当日军试图夺回密铁拉时，英国第三十三军占领了曼德勒。日军受到沉重打击，随着曼德勒的占领，缅甸人民和缅甸国民军（由日本组建）转而反对日本。
4月，英国第十四军往南向仰光推进480公里，但被向北64公里的日本后卫部队阻碍。斯利姆担心日军会在季风期间在仰光展开巷战，这将使军队在补给严重不足的情况下陷入长期作战。3月，他要求恢复早些时候被放弃的两栖部队夺取仰光的计划——德古拉行动。德古拉号于5月1日发起，但日军已经撤离。五天后，占领仰光的部队与第十四军会合，确保了盟军的交通线。
6月和7月，被盟军推进绕过的日军试图突破四塘河，重新加入在缅甸南部德林达依省集结的缅甸地区军。日军伤亡了14000人，占兵力的一半。日军在缅甸共损失了大约15万人，只有1700名日本士兵投降被俘。当日本投降的消息传来时，盟军正准备在马来亚进行两栖登陆。

### 硫磺岛

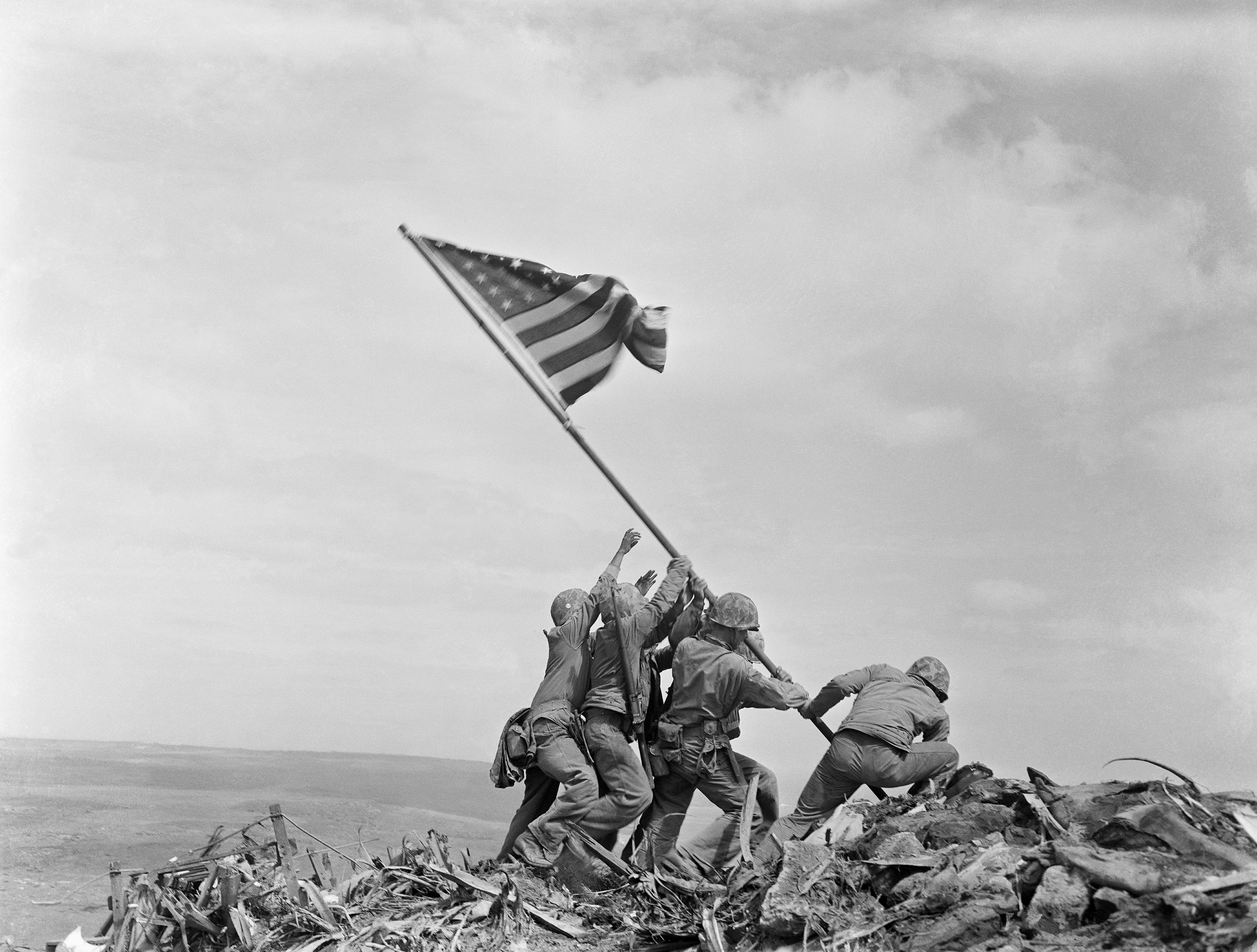
乔·罗森塔尔于1945年2月23日拍摄的标志性照片《硫磺岛升旗》描绘了六名美国海军陆战队队员在折钵山上升起美国国旗

虽然马里亚纳群岛是安全的，美军基地也进行了充分的防御，但距离日本1900公里的马里亚纳群岛意味着轰炸日本的B-29机组人员如果严重受损，飞机只能在海上迫降。美军的注意力集中在硫磺岛，它在马里亚纳群岛和日本之间。美军认识到硫磺岛具有重要战略价值，该岛被日军用作预警站，以应对美军对日本城市进行的空袭。驻扎在硫磺岛的日本飞机能够攻击执行轰炸任务的B-29，甚至攻击马里亚纳群岛。
攻占硫磺岛将为B-29提供紧急降落机场，为P-51战斗机护航提供基地，并提供陆基空中支援，以及保护日本海域的美国海军舰队。然而，日军也意识到了硫磺岛的战略价值，1944年5月，栗林忠道被任命为该岛的指挥官。日军开始建造精心设计的防御工事，尽可能利用岛上的天然洞穴和不平坦的岩石地形。该岛变成了一个巨大的掩体、隐藏的火力网和相互连通地下通道网络。日军还不遗余力地建造大型地下室，其中一些地下室高达五层，用作仓库和医院，墙壁和天花板都是钢筋混凝土浇筑。此外日军还建造了一系列覆盖着陆区的据点，其中大部分被沙子覆盖并精心伪装。部署了伪装良好的120毫米和6英寸火炮，以便将火力对准海滩。小口径火炮、高射炮和迫击炮也被隐藏在只有直接命中才能摧毁它们的地方。日军决心让美国为硫磺岛付出高昂的代价，并准备誓死保卫它。栗林知道他无法赢得这场战斗，但他希望造成美军严重的伤亡，从而减缓对日本的进攻，并可能赋予日本讨价还价的能力。2月，共有21000名日军部署在硫磺岛。
美国占领该岛的行动涉及第五两栖军的三个海军陆战队师，共70647名士兵，由霍兰·史密斯指挥。从1944年6月中旬开始，直到入侵前几天，硫磺岛一直受到美国海军和飞机的轰炸。
美军登陆前，日本海军进行了猛烈的轰炸，但除了将日军进一步转入地下外，几乎没有什么作用。隐藏的防御工事在轰炸中几乎毫发无损地幸存下来。1945年2月19日上午，在哈里·施密特少将的指挥下，3万人在折钵山附近的东南海岸登陆，岛上的大部分防御都集中在那里。海军陆战队一向内陆推进，就遭到了毁灭性的机关枪和炮火的袭击。当天结束时，海军陆战队抵达西海岸，但损失惨重：近2000人伤亡。2月23日，海军陆战队第28团登上了折钵山山顶，拍摄了著名的《硫磺岛升旗》照片，这张照片通常被认为是有史以来复制次数最多的照片，也是太平洋战争的原型。在2月剩余的时间里，美军向北推进，到3月1日，已经占领了硫磺岛的三分之二。直到3月26日，硫磺岛才被完全占领。
硫磺岛战役是美国在太平洋战争中最血腥的战役之一。美军6821人死亡，19207人受伤。日军总共损失了2万多人，1083人被俘。历史学家一直在争论战略上是否值得这些伤亡。

### 冲绳

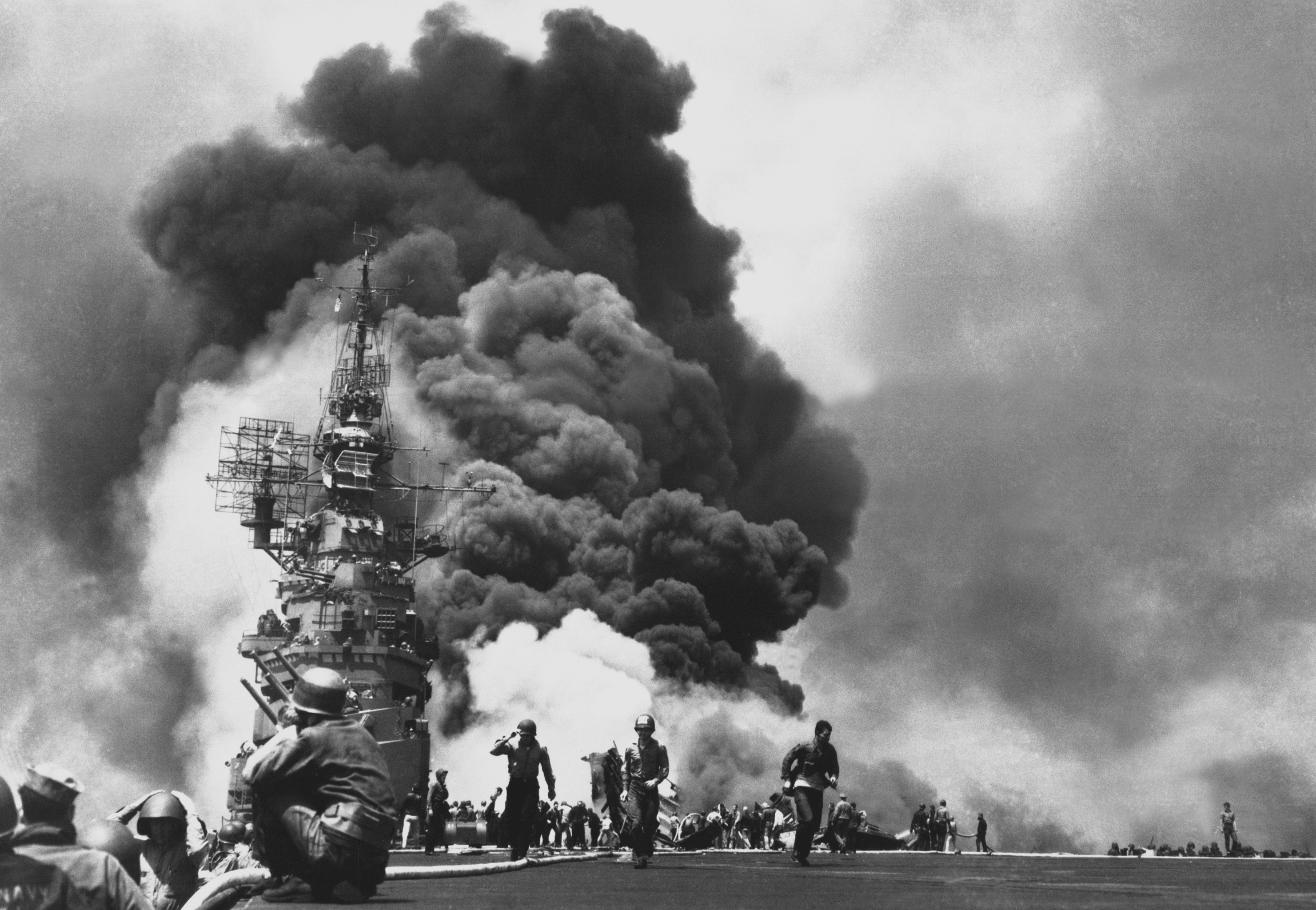
美国海军碉堡山號航空母艦被神风特攻队击中后起火。在冲绳，神风特攻队共造成4900名美军死亡

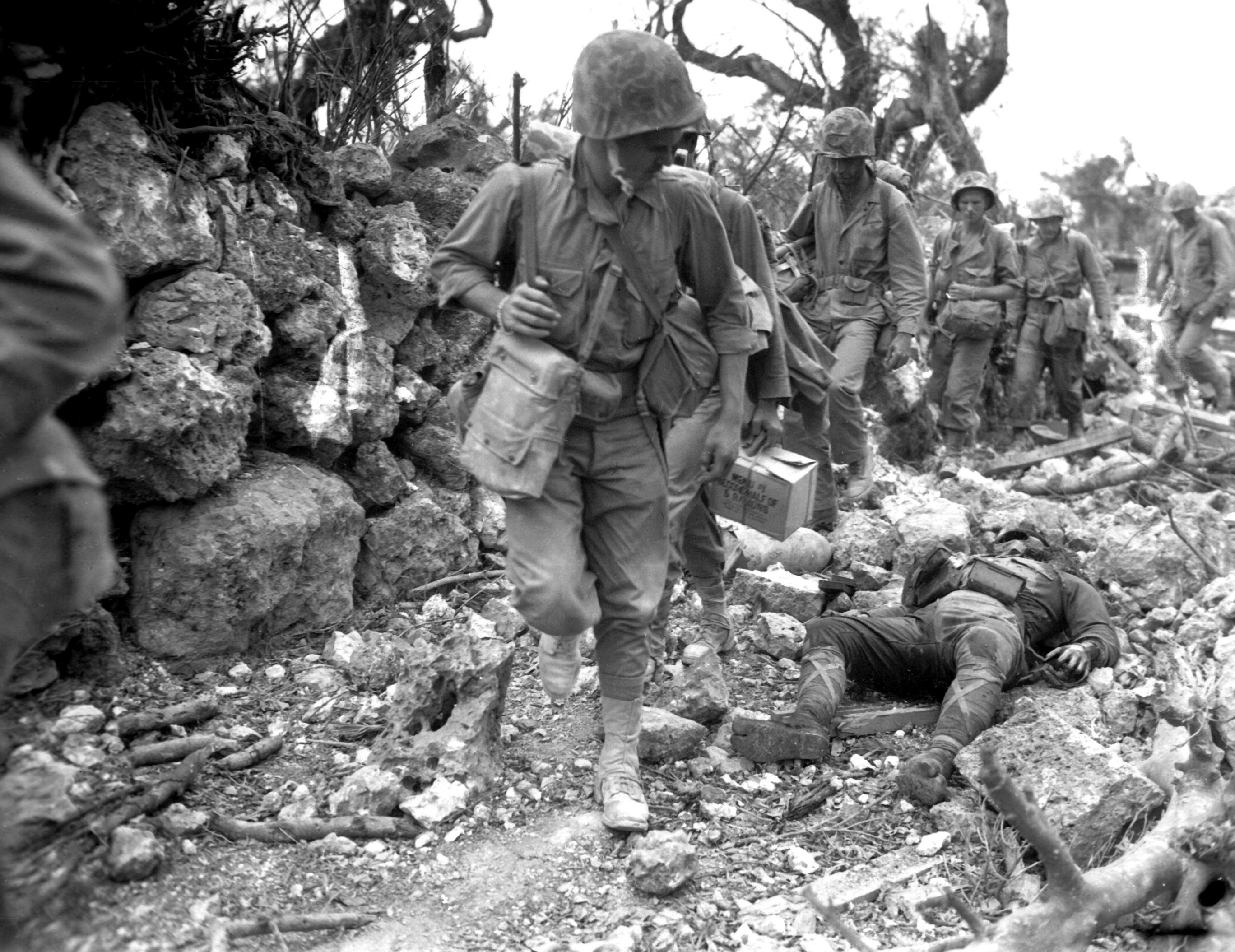
1945年4月，美国海军陆战队在冲绳一个被摧毁的村庄里经过一名死去的日本士兵

美国与日本之间规模最大、最血腥的战斗发生在冲绳。占领琉球群岛是入侵日本本土的最后一步。冲绳岛是琉球群岛中最大的岛屿，距离九州岛550公里。占领冲绳将部署空军基地，以加强对日本的轰炸，并为入侵九州提供直接的陆基空中支援。这些岛屿还可以加强对日本航运的封锁，并被用作任何入侵日本本土的集结区和补给基地。
在牛島滿中将的指挥下，保卫冲绳的日军总计约75000-100000人，包括数千名平民。参与此次行动的美军共有183000名士兵，隶属于美国第十集团军的七个师（四个美国陆军和三个海军陆战队）。英国太平洋舰队作为一个独立的单位行动；其目的是袭击台湾和冲绳之间岛链上的机场，以防止日军增援冲绳。
经过七天的猛烈轰炸，1945年4月1日，美军在冲绳岛西海岸的渡具知海滩上进行了主要登陆。然而海滩上几乎没有抵抗，因为日军决定在海军炮火射程之外的内陆与美军作战。第一天，约有6万名美军登陆，占领了附近的两个机场，并越过了该岛狭窄的腰部。
日军第一次重大反攻发生在4月6日和7日，以神风特攻队和海军天號作戰的方式进行。在伊藤整一上将的指挥下，大和号战列舰、矢矧號輕巡洋艦和八艘驱逐舰被作为诱饵，以吸引尽可能多的美国航母，使盟军海军容易受到神风特攻队的大规模袭击。由于日本燃料短缺，大和号只能到达冲绳。计划在冲绳岛附近搁浅这艘战舰，并使用其460毫米的火炮支援岛上的战斗。在被美国潜艇和侦察机发现后，海军攻击机击沉了大和号、叶海吉号和四艘驱逐舰。在接下来的三个月里，大规模的神风敢死队袭击愈演愈烈，出动了5500架次。
在冲绳北部，美军只遇到了轻微抵抗，该地区在大约两周内被占领。然而，日军的主要防御在南部，而美军慢慢取得了进展。5月29日，日本抵抗中心首里城被占领，既是战略上的打击，也是心理上的打击。有组织的抵抗直到6月21日才结束；许多日军躲藏起来，直到7月2日战役才正式结束。
冲绳战役代价高昂，持续时间比美国预期的要长。日军巧妙利用地形造成美军最大伤亡。美军总伤亡人数为49451人，其中12520人死亡或失踪，36631人受伤。日本大约110000人死亡，7400人被俘。94%的日本士兵和许多平民一起死亡。神风特攻队的袭击击沉了36艘船只，368艘受损，4900名美国海军士兵阵亡，日军飞机损失了7800架。

### 中国，1945年
日本在“一号行动”中获胜后，于缅甸的战斗中失利，并面临着中国国民党军队和中国共产党游击队的袭击。1945年3月，日本帝国陆军开始为湘西战役做准备，动员8万人在4月初占领湘西的中国机场并确保铁路安全。作为回应，中国国家军事委员会派遣了第四方面军、第十集团军和第二十七集团军，何应钦任总司令。与此同时，它将整个中国新第六军，一个美国装备的军和缅甸远征军的退伍军人从昆明空运到枝江。中国军队共11万人，中美空军约400架飞机提供支援。中国军队在这场战役中取得了决定性的胜利，并发动了大规模反击。同时，中国军队击退了日军在河南和湖北的进攻。随后，中国军队收复了华南地区的湖南和湖北。中国发动反攻，夺回广西，这是日本在华南的最后一个主要据点。1945年8月，中国军队夺回广西。

### 婆罗洲，1945年

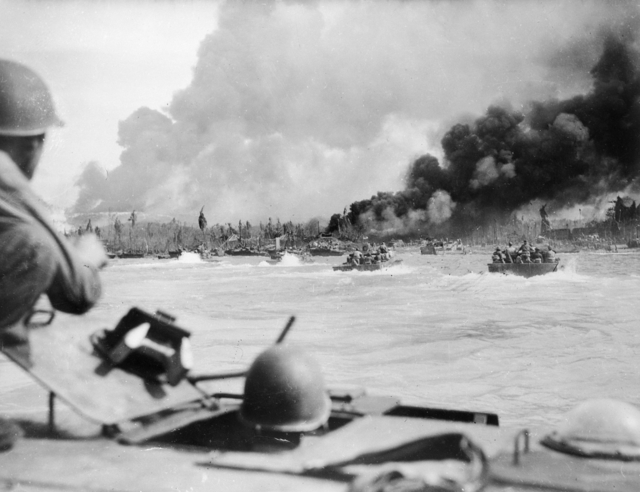
1945年7月7日，澳大利亚士兵在巴厘巴板登陆

1945年的婆罗洲战役是西南太平洋地区的最后一次重大战役。在5月1日至7月21日的一系列两栖攻击中，莱斯利·莫尔谢德将军率领的澳大利亚第一军袭击并占领该岛。以托马斯·金凯德上将领导的美国海军第七舰队为中心的盟军海军和空军、澳大利亚第一战术空军和美国第十三空军也在这场战役中发挥了重要作用。
5月1日盟军在塔拉坎小岛登陆，随后6月1日同时在西北部、纳闽岛和文莱海岸发动袭击。一周后，澳大利亚军队袭击了日军在北婆罗洲的阵地。盟军的注意力随后转向了中东部海岸，第二次世界大战的最后一次重大两栖攻击于7月1日在巴厘巴板进行。
尽管这场战役在澳大利亚被批评为“浪费”士兵的生命，但它实现了一些目标，例如加强对占领荷属东印度群岛日军的隔离，夺取主要石油供应，释放被关押在不断恶化的条件下的盟军战俘。在婆罗洲山打根附近最糟糕的地点之一，2500名英国和澳大利亚囚犯中只有6人幸存。

### 日本本土登陆（1945年)

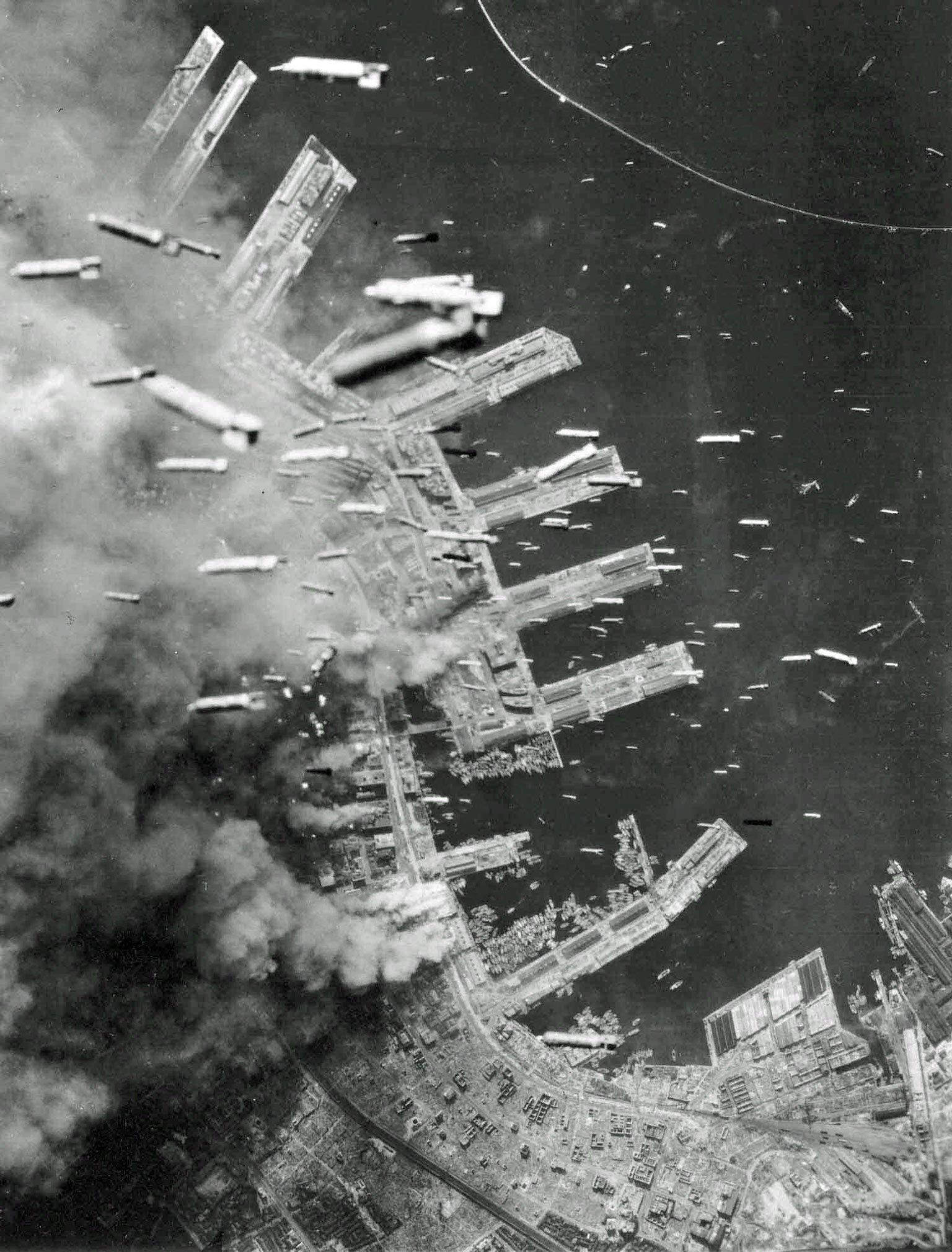
1945年6月，美国B-29超级堡垒在港口城市神户上空投掷燃烧弹

硫磺岛、冲绳岛和其它岛屿上的激烈战斗导致双方伤亡惨重，但最终导致日本战败。在保卫冲绳的117000名冲绳人和日军中，94%死亡。面对失去大多数经验丰富的飞行员，日军增加了神风特攻队的使用，试图给盟军造成不可接受的高伤亡。美国海军提议通过全面海上封锁和空袭迫使日本投降。许多军事历史学家认为，冲绳战役直接导致了原子弹爆炸，以此作为避免地面入侵的一种手段。维克托·戴维斯·汉森解释了这一观点：“因为冲绳岛上的日军……在防御方面非常激烈（即使在被切断和没有补给的情况下），而且伤亡人数如此惊人，许多美国战略家在寻找直接入侵以外的征服日本本土的替代手段。随着原子弹的出现，这一手段出现了，它令人钦佩地说服日本人（无条件）要求和平，而美国没有伤亡。”
战争接近尾声时，随着战略轰炸变得越来越重要，美国太平洋战略空军在柯蒂斯·李梅上将的领导下成立了一个新的司令部，负责监督美国的所有战略轰炸。日本工业生产暴跌，67个城市近一半的建成区被B-29燃烧弹轰炸摧毁。1945年3月9日至10日，勒梅监督了会议室行动，300架B-29在日本首都东京投掷了1665吨炸弹，其中大部分是装有M-69燃烧弹的凝固汽油弹。这次袭击被视为历史上最具破坏性的轰炸袭击，一夜之间造成8万至10万人死亡，27万多栋建筑被毁，100多万人无家可归。在接下来的十天里，投掷了近10000枚炸弹，摧毁了东京、名古屋、大阪和神户31%的地区。
李梅还监督了饥饿行动，在该行动中，日本内陆水道被广泛空中布雷，扰乱了日本仅存的沿海海上交通。1945年7月26日，美国总统哈里·S·杜鲁门、蒋介石和丘吉尔发表了《波茨坦公告》，概述了波茨坦会议上商定的日本投降条款。最后通牒指出，如果日本不投降，它将面临“迅速彻底的毁灭”。

### 原子弹

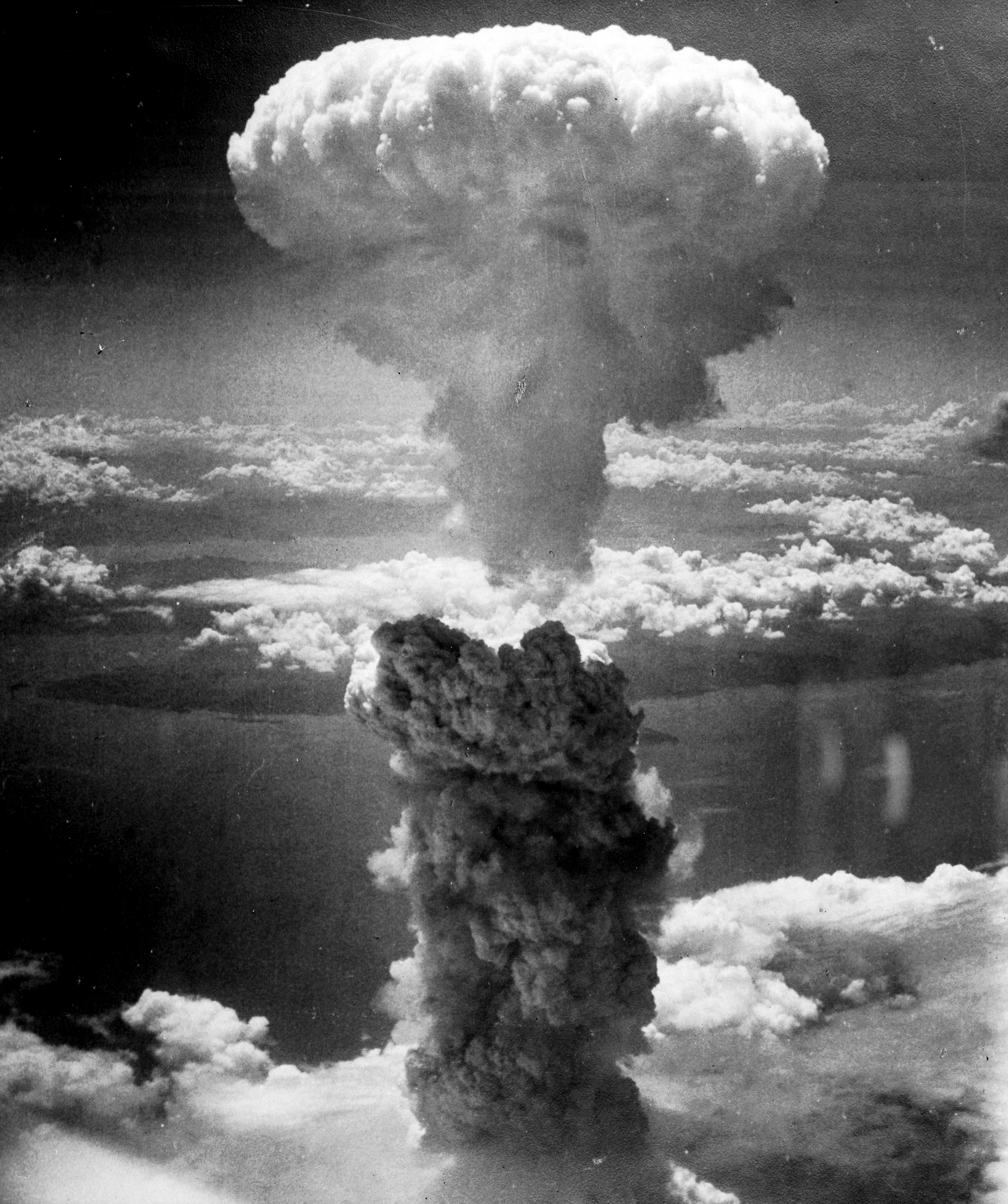
长崎核爆炸产生的蘑菇云

1945年8月6日，美国在日本广岛投下原子弹，这是历史上第一次核战争。在轰炸后发布的一份新闻中，杜鲁门警告日本投降，否则“将面临地球上从未见过的毁灭之雨”。8月9日，美国在长崎投下了胖子原子彈。这两起爆炸事件直接造成14万至24万人死亡。原子弹爆炸的必要性长期以来一直存在争议，批评者声称，海军封锁和燃烧弹轰炸已经不用入侵，因此原子弹是不必要的。然而，其他学者认为，原子弹爆炸震惊了日本政府，迫使其投降，并有助于避免“没落行动”或长期封锁和常规轰炸行动，任何一种行动都会给日本平民造成更高的伤亡。历史学家理查德·B·弗兰克认为，苏联入侵日本的可能性微乎其微，因为他们的海军能力不足。

### 苏联介入
1945年2月雅尔塔会议上，苏联同意在德国投降90天后参战。当时，苏联的参与被视为牵制满洲和朝鲜大量日军的关键，防止他们被转移到日本本土进行防御。
8月9日，苏联入侵满洲参战。一支从欧洲调来的、久经沙场的、100万人的苏联军队袭击了日军，对日本关东军造成了沉重打击。
满洲战略进攻行动始于1945年8月9日，苏联入侵日本控制的伪满洲国。这是第二次世界大战的最后一场战役，也是1945年苏日战争中规模最大的一场战役。在近六年的和平之后，苏日战争再次爆发。苏联在大陆上的收益是满洲国、蒙江（内蒙古）和朝鲜北部。苏联加入战争是日本决定投降的一个重要因素，苏联不再愿意充当有利条件下谈判解决的中间人。
1945年末，苏联对日本北部领土发动了一系列成功的入侵，为可能入侵北海道做准备：
- 入侵南萨哈林岛（8月11日至25日）
  - 毛卡登陆（英语：Battle of the Treasury Islands）（8月19日至22日）

- 入侵千岛群岛（8月18日至9月1日）
  - 占守岛战役（8月18日至23日）

### 日本投降

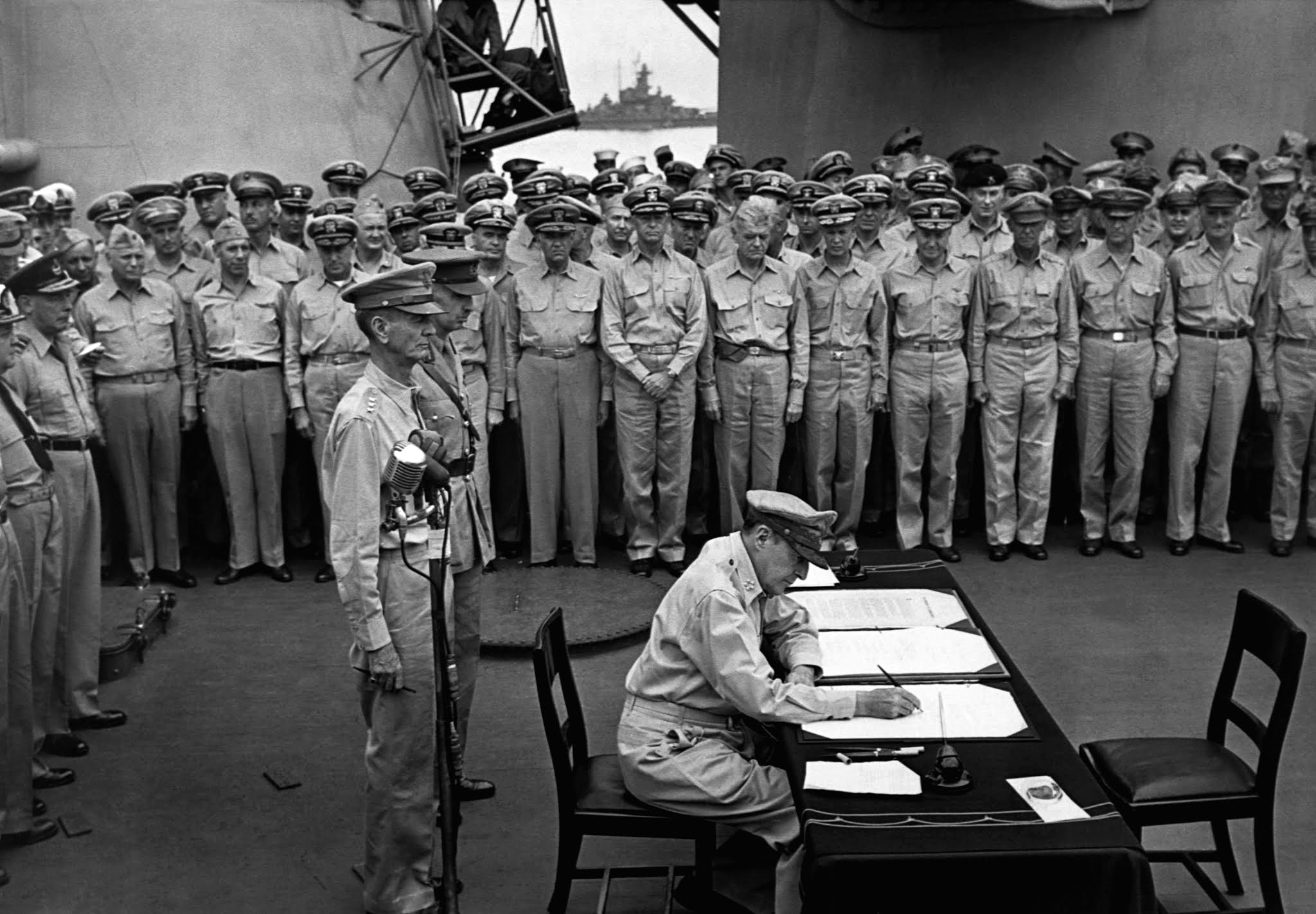
1945年9月2日，道格拉斯·麦克阿瑟在密苏里号战列舰 (BB-63)上签署日本投降书

美国空军和海军的袭击、两次原子弹爆炸以及苏联入侵都产生了深远的影响。1945年8月10日，日本首相鈴木貫太郎和鈴木貫太郎內閣决定接受波茨坦条款，但有一个条件：“天皇陛下作为君主统治者拥有特权”。8月15日中午，在美国政府故意含糊其辞地答复称天皇的“权力”“应服从盟军最高司令”后，昭和天皇广播了终战诏书。
如果我们继续战斗，不仅会导致日本民族的最终崩溃和灭亡，还会导致人类文明的彻底灭绝。

--裕仁天皇，鹤的声音：1945年8月15日的帝国诏书
在日本，8月14日被认为是太平洋战争的结束。然而由于日本实际上在8月15日投降，这一天在英语国家被称为V-J日（日本胜利日）。1945年9月2日，日本正式签署了降伏文書。麦克阿瑟作为盟军最高司令接受了投降。麦克阿瑟随后前往东京监督对日本的占领（1945年8月28日至1952年4月28日，《旧金山和约》生效）。

## 伤亡

### 同盟国

#### 美国

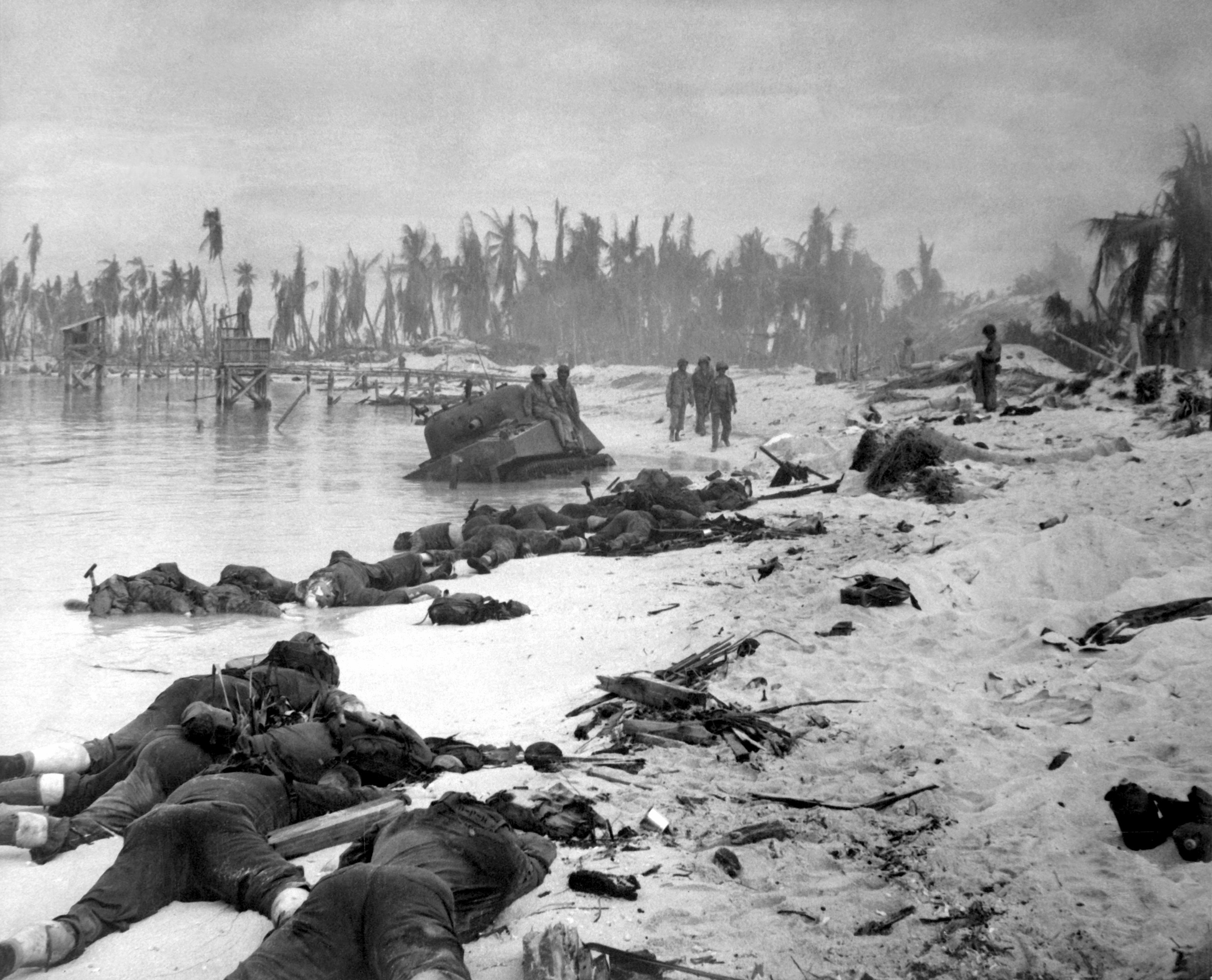
1943年11月，塔拉瓦海滩上的美军尸体

- 美国伤亡人数为 161,000 人死亡、248,000 人受伤、16,000 名囚犯幸存[74][75][76]。美国和盟国海军共损失了近200艘战舰，其中包括4艘战列舰、12艘航空母舰、25艘巡洋舰、84艘驱逐舰和驱逐舰护航舰、63艘潜艇和近3万架飞机。[77][78]

- 美国在菲律宾遭受了相当大的损失。27,000名美军死亡(包括战俘) ，75,000幸存的战俘，受伤人数未知，数字不包括非正规军。50万到100万菲律宾平民的死亡与战争有关[來源請求]。

#### 中国
- 中国官方媒体《中国日报》指出军队和平民伤亡总数为3500万人，包括死亡和受伤人数。[79]英国皇家军事学院战争研究系主任邓肯·安德森表示，中国总伤亡人数约为2000万。[80]

- 台湾官方公布的战争报告称，国民革命军损失323.8万人(179.7万人受伤，132万人死亡，12万人失踪) ，平民伤亡578.7352万人，总伤亡人数为902.5352万人。中国共产党伤亡584267人，其中死亡160603人，失踪133197人，受伤290467人。[81]

- 据美国发表的一项学术研究[來源請求]估计，中国军队的伤亡人数为150万，75万军人失踪，150万人死于疾病，300万人受伤;因军事活动而死亡的平民为1073496人，237319人受伤; 日本空袭造成335934人死亡，426249人受伤。

- 魯道夫·拉梅爾给出的数字是，中国有394.9万人直接被日军杀害，总共有1021.6万人死亡，另外还有数百万人死于饥饿或疾病等间接原因。战争期间的干旱导致饥荒并影响了中国和印度:1942年河南饥荒导致200万至300万人死于饥饿，广东饥荒导致300多万人逃亡或死亡，1943年孟加拉饥荒导致比哈尔邦和孟加拉地区约700万印度平民死亡。[82]

- 根据历史学家峰田三吉的说法，至少有270万中国北方平民在冈村宁次实施的“杀光、抢光、烧光”行动中丧生。“杀光、抢光、烧光”行动是一项三光政策。[來源請求]

#### 英联邦

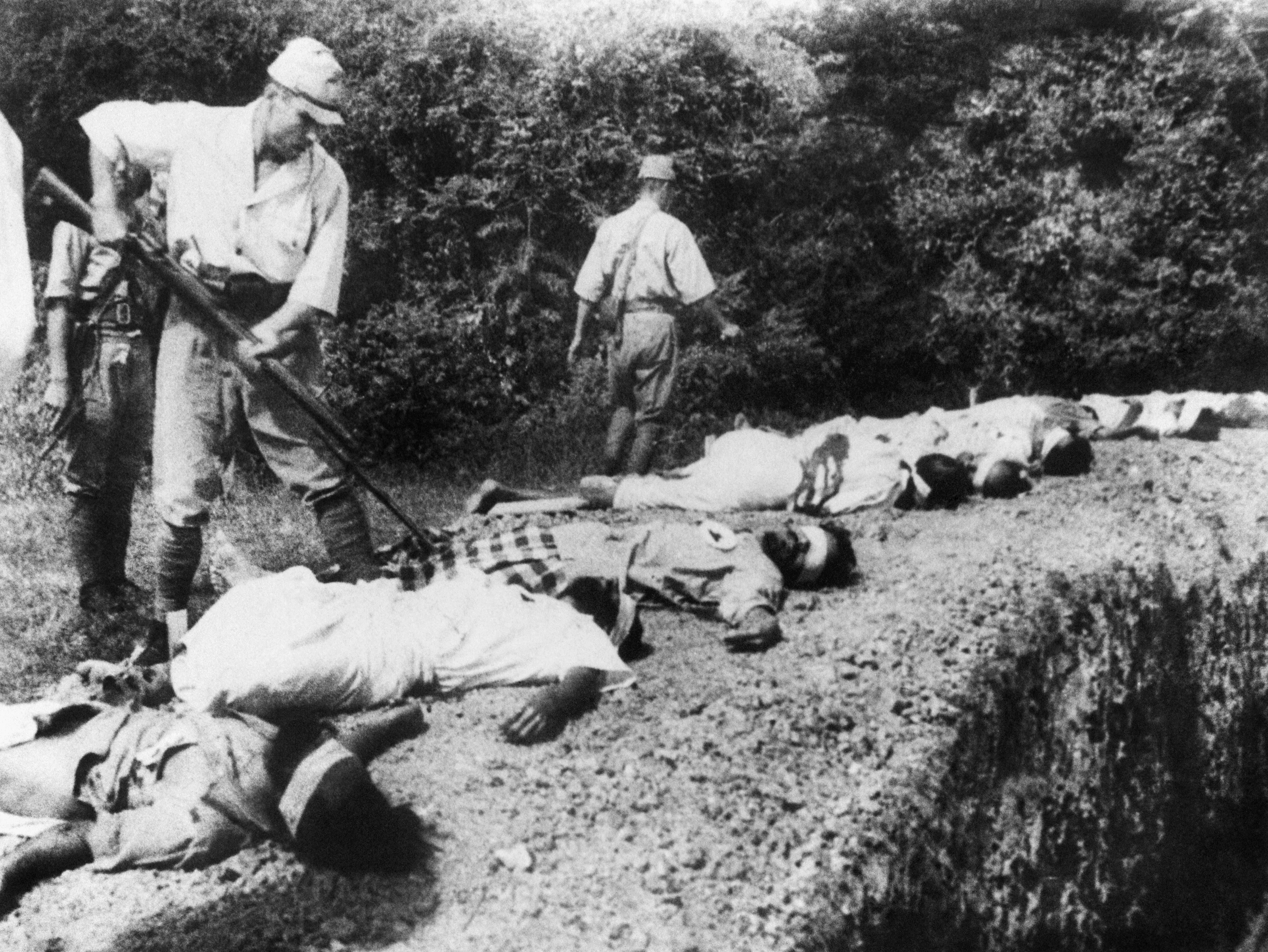
印度战俘遭到日军士兵的枪击和刺杀

- 马来亚战役、缅甸战役、香港战役、以及太平洋海战中，英国和英国殖民地在太平洋战区共造成了大约235000人伤亡，其中大约82000人死亡(战斗中50000人死亡，战俘32000人死亡)。英国皇家海军在太平洋和印度洋损失了23艘战舰:1艘战列舰、1艘巡洋舰、1艘航空母舰、3艘巡洋舰、8艘驱逐舰、5艘潜艇和4艘护航舰。英国在印度和缅甸的殖民地也遭受了重大间接损失：孟加拉饥荒造成300万人死亡和英属缅甸的0.25-100万人死亡。[83]

- 澳大利亚损失了45,841人:17,501人死亡(包括战俘死亡)，13,997人受伤，14,345名战俘幸存。新西兰阵亡578人，伤亡或被俘人数不详。8艘皇家澳大利亚海军军舰被击沉: 3艘巡洋舰(堪培拉、珀斯和悉尼)、2艘驱逐舰和3艘护卫舰。[84][85]

#### 其它
- 苏联伤亡总数为68,612人，其中22,731死亡或失踪，45,908受伤。物质损失包括大约1000辆坦克和装甲运兵车，5艘登陆舰和300架飞机。蒙古的伤亡人数为753人。[86][87][88]

- 东印度群岛战役结束后，荷属东印度军队的14万人全部阵亡、被俘或失踪。1500名殖民地士兵和900名荷兰士兵在战斗中丧生。大多数殖民地士兵被当场释放或被遗弃。在荷兰少数民族军队中，900人在战斗中阵亡，3.7万人成为战俘。这些战俘中有8500人死在日本的集中营。荷兰海军在太平洋损失了2艘巡洋舰，7艘驱逐舰，5艘潜艇，7艘布雷舰和7艘扫雷舰。在东印度群岛日治时期，大约有3万荷兰人和30万印度尼西亚奴隶劳工死亡，300万印度尼西亚平民在饥荒中丧生。[89][90][91]

- 与荷兰类似，战争结束时，6.5万人于法属印度支那被杀。2129名欧洲法国人和2100名印度支那殖民部队士兵被杀，12000名法国人和3000名殖民部队士兵被关押。在法属印度支那日治时期期间，有100万至200万人死亡，主要由于1945年越南饥荒。

### 轴心国

#### 日本
- 80万日本平民和200多万日军在战争中丧生。根据日本卫生和福利部救济局1964年的一份报告，日军在战争期间（1937-1945）的死亡人数约为2,121,000人，其中大部分是对美国（超过110万）作战或中国作战（500,000人）导致。[92]

- 1941年12月7日至1945年6月30日（战争尚未结束），乔治·马歇尔将军将日本对美国的“战斗死亡人数”定为965000人（南太平洋：684000人，中太平洋：273000人，阿留申群岛：8000人），其中37308人被俘。仅与美国陆军战区的损失并列，伤亡不包括日本海军。同一时期，日本在中国的死亡人数为12.6万人。[93]

- 日本海军损失了341艘军舰，包括11艘战列舰、25艘航空母舰、39艘巡洋舰、135艘驱逐舰和131艘潜艇，几乎全部是与美国海军作战时损失的。日本共损失45125架飞机。

#### 德国
德国在印度洋和太平洋损失了10艘潜艇和4艘辅助巡洋舰（雷神号、米歇尔号、平昆号和科尔莫兰号）。

### 战争罪

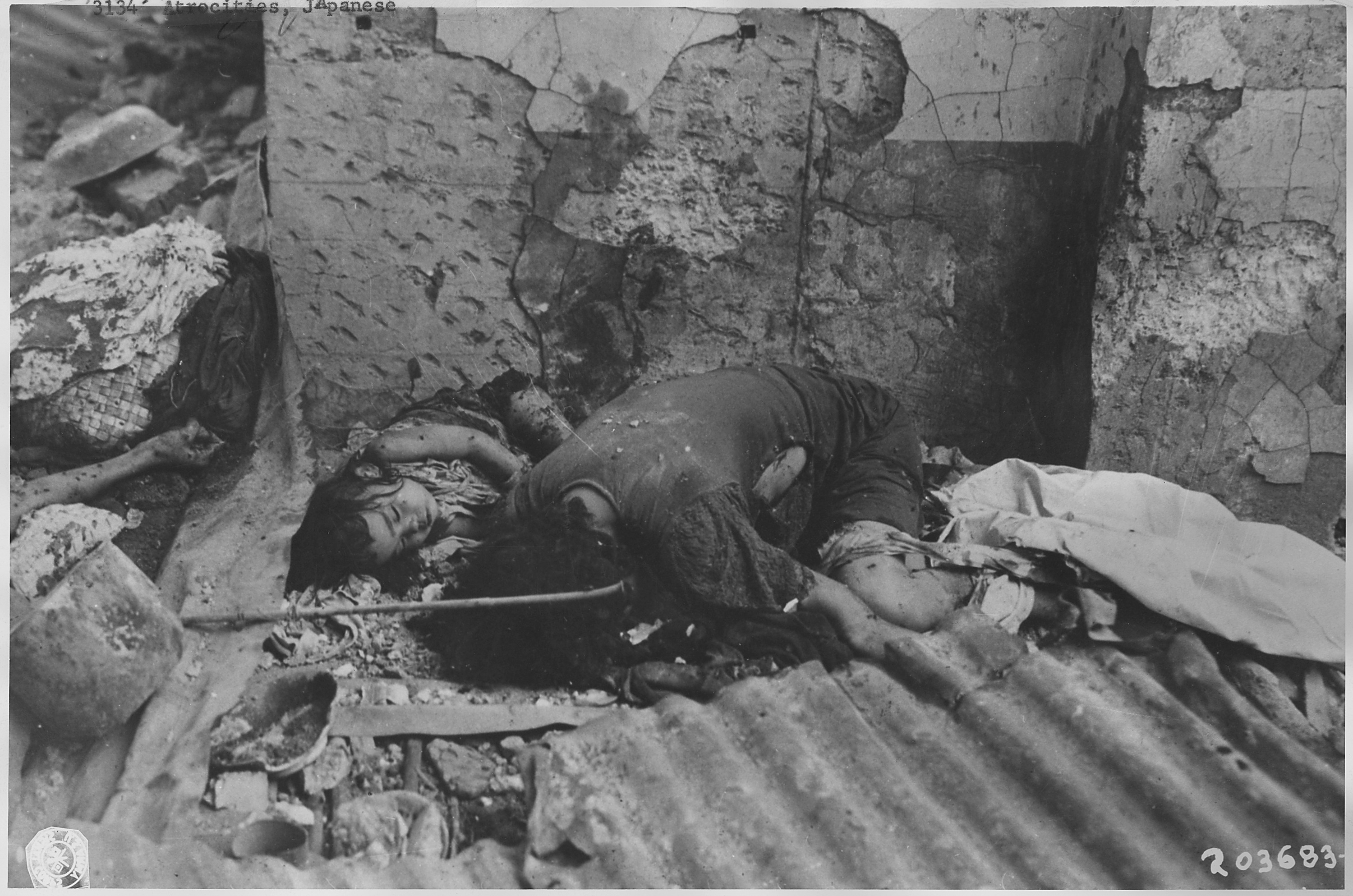
菲律宾妇女和儿童在马尼拉大屠杀中被日军杀害

#### 日本
太平洋战争期间，日本杀害了被侵略国家的数百万非战斗人员（包括战俘）。在抗日战争中，至少有2000万中国人死亡。三光政策造成大约270万中国平民死亡。
南京大屠杀是日本在战争期间对平民暴行最臭名昭著的例子。根据远东国际军事法庭的数据，有20多万中国平民被杀。国防部审判战犯军事法庭的结论是，有30多万人死亡。马尼拉大屠杀造成10多万菲律宾平民死亡。日本也使用了生物武器。
根据东京法庭的调查结果，西方战俘的死亡率为27%，是德国和意大利战俘死亡率的七倍。一些更臭名昭著的虐囚事件是巴丹死亡行军和缅甸-泰国“死亡铁路”建设中的强迫劳动。大约1536名美国平民在日本拘留营死亡，而德国拘留营的死亡人数为883人。

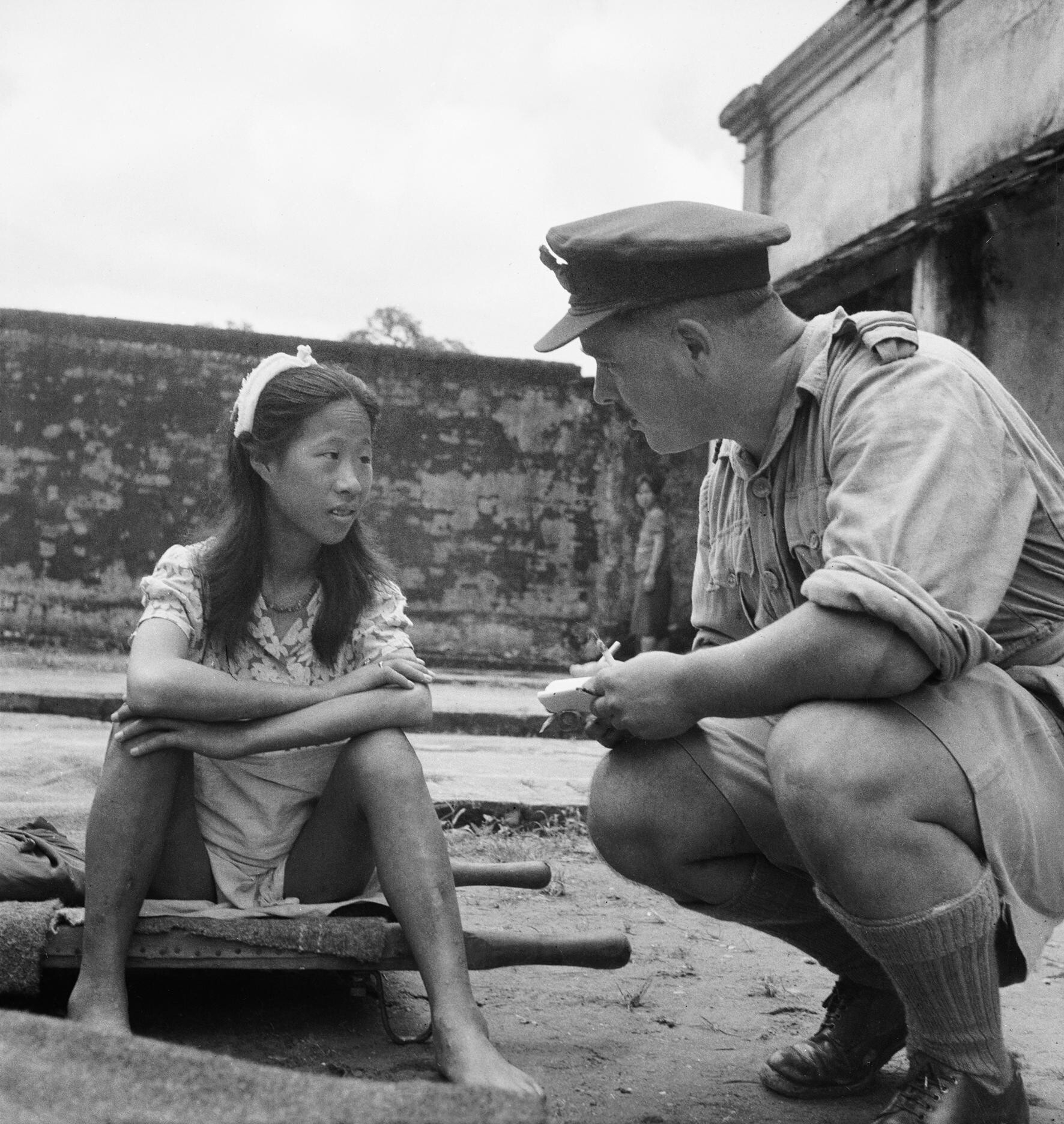
一名来自日本“慰安所”的中国女孩正在接受一位英国军官的采访。1945年缅甸仰光

一个被广泛宣传的体制化性奴役的例子是“慰安妇”，共有大约20万女性，主要来自韩国和中国，被迫为日军提供性服务。

#### 同盟国
作家乔纳森·劳赫将美国对东京的燃烧弹袭击称为战争罪。美国战略轰炸调查团估计，84%的受袭击地区是住宅区，主要居住着妇女、儿童和老人。有超过100000名受害者，是历史上最致命的空袭。
部分美军士兵会收集死去日军士兵的身体部位作为战利品。亦有文獻指出，美军士兵在冲绳战役中對沖繩婦女实施强奸行為，沖繩歷史學者大城將保將該行徑以「狩獵（hunting for women）」形容。

#### 审判
1946年4月29日至1948年11月12日，位于市谷的远东国际军事法庭审判了那些被指控犯有严重战争罪的人。亚洲和太平洋各地也设立了军事法庭。

### 引用
1. ↑  (1941年12月11日-1945年5月8日)
2. ↑  (1941年12月11日-1943年9月8日)
3. ↑  Hastings p. 205
4. ↑  Coakley and Leighton (1989). Global Logistics and Strategy 1943–1945 p. 836
5. ↑  US Navy Personnel in World War II Service and Casualty Statistics, Naval History and Heritage Command （页面存档备份，存于） Table 9.
6. ↑  King, Ernest J. (1945). Third Report to the Secretary of the Navy p.&nnsp;221
7. ↑  US Navy Personnel in World War II Service and Casualty Statistics, Naval History and Heritage Command （页面存档备份，存于） Footnote 2.
8. 1 2  Hastings p. 10
9. ↑  
. The Army Air Forces in World War II: Vol. 1 – Plans & Early Operations. HyperWar.   [31 August 2010]. （原始内容存档于2010-04-07）.
10. ↑  Cherevko, "Hammer and Sickle against Samurai Sword" ch. 7 table 7. Combined ground, air, anti-air, and naval personnel.
11. ↑  Haruko Taya Cook. . New Press. 1992. ISBN 978-1-56584-039-3. pp. 403. Japanese strength is given at 4,335,500 in the Home Islands and 3,527,000 abroad.
12. ↑  Harrison pp. 29 （页面存档备份，存于） Retrieved 10 March 2016
13. ↑  Australia-Japan Research Project, "Dispositions and Deaths" （页面存档备份，存于） Retrieved 10 March 2016
14. ↑  Meyer, Milton Walter. . Lanham: Rowman & Littlefield. 1997: 309. ISBN 9780847680634.
15. ↑  Jowett, pp. 72
16. ↑  www.navsource.org （页面存档备份，存于） Retrieved 25 July 2015; www.uboat.net （页面存档备份，存于） Retrieved 25 July 2015; Major British Warship Losses in World War II. （页面存档备份，存于） Retrieved 25 July 2015; Chinese Navy （页面存档备份，存于） Retrieved 26 July 2015.
17. ↑  Hara, Tameichi, with Fred Saito and Roger Pineau. Japanese Destroyer Captain (Annapolis:  Naval Institute Press, 2011), p. 299. Figure is for U.S. losses only. China, the British Commonwealth, the USSR and other nations collectively add several thousand more to this total.
18. 1 2  .   [2009-04-23]. （原始内容存档于2016-05-26）.
19. ↑  Army battle casualties and nonbattle deaths in World War II. Final report, 7 December 1941-31 December 1946.  Part 1 of 4.
20. ↑  Commonwealth War Graves Commission Annual Report 2013-2014 （页面存档备份，存于）, page 44. Figures include identified burials and those commemorated by name on memorials.
21. 1 2 3  Dower, John William (1987), War Without Mercy: Race and Power in the Pacific War. Pantheon
22. ↑  Dear, I.C.B; Foot, M.R.D. (编). . . Oxford: Oxford University Press. 2005: 66. ISBN 978-0-19-280670-3.
23. ↑  Gruhl, Werner. . New Brunswick: Transaction Publishers. 2007: 65  [2020-12-20]. ISBN 9780765803528. （原始内容存档于2021-03-09）.
24. ↑  . Beehive. 15 August 2005  [31 October 2010].[]
25. ↑  . И.И.Ивлев.   [11 July 2008]. （原始内容存档于2008-05-05）.
26. ↑  . Avalanche Press.   [1 December 2015]. （原始内容存档于2021-03-09）.
27. ↑  "Science and the Pacific War: Science and Survival in the Pacific, 1939–1945 （页面存档备份，存于）". Roy M. MacLeod (2000). p. 51. ISBN 0-7923-5851-1
28. ↑  . Mailman.anu.edu.au.   [31 October 2010]. （原始内容存档于2017-10-19）.
29. ↑  Sen, Amartya. . London: Oxford University Press. 1981: 203. ISBN 9780195649543.
30. ↑  Werner Gruhl, Imperial Japan's World War Two, 1931–1945 Transaction 2007 ISBN 978-0-7658-0352-8 pp. 143-144
31. ↑  Michael Clodfelter. Warfare and Armed Conflicts: A  Reference to Casualty and Other Figures, 1500–2000. 2nd ed. 2002 ISBN 0-7864-1204-6. p. 556
32. ↑  McLynn, The Burma Campaign: Disaster into Triumph, 1942–1945, p. 1.
33. ↑  Ruas, Óscar Vasconcelos, "Relatório 1946-47", AHU
34. ↑  超過17,000,000名中國平民死亡，[18] 荷屬東印度約4,000,000名平民死亡，[21][页码请求]，1,000,000-2,000,000名印度支那平民死亡，[28]約3,000,000名[29]印度平民死於1943年孟加拉饥荒，500,000-1,000,000[30]名菲律賓平民死亡，250,000[31]-1,000,000名[32]緬甸平民死亡，[33]50,000名葡屬帝汶平民死亡和數以萬計的馬來亞、太平洋和其他地區的平民死亡[21][页码请求]。
35. ↑  Hara, p. 297.
36. ↑  Hara, p. 299. Figure is for Japanese aircraft only.
37. ↑  Bren, John (2005年6月3日) "Yasukuni Shrine: Ritual and Memory" （页面存档备份，存于） Japan Focus. Retrieved on 5 June 2009.
38. ↑  R. J. Rummel. China's Bloody Century. Transaction 1991 ISBN 0-88738-417-X. Table 5A
39. ↑  Eiji Murashima, "The Commemorative Character of Thai Historiography: The 1942–43 Thai Military Campaign in the Shan States Depicted as a Story of National Salvation and the Restoration of Thai Independence" Modern Asian Studies, v40, n4 (2006) pp. 1053–1096, p1057n:
40. ↑  Michael Clodfelter. Warfare and Armed Conflicts – A Statistical Reference to Casualty and Other Figures, 1500–2000. 2nd Ed. 2002  ISBN 0-7864-1204-6. p. 556.
41. ↑  STATISTICS OF DEMOCIDE: Chapter 13: Death By American Bombing, RJ Rummel, University of Hawaii.
42. ↑  Werner Gruhl, Imperial Japan's World War Two, 1931–1945 Transaction 2007 ISBN 978-0-7658-0352-8 p. 19
43. ↑  E. Bruce Reynolds, "Aftermath of Alliance: The Wartime Legacy in Thai-Japanese Relations", Journal of Southeast Asian Studies, v21, n1, March 1990, pp. 66–87. "An OSS document (XL 30948, RG 226, USNA) quotes Thai Ministry of Interior figures of 8,711 air raids deaths in 1944–45 and damage to more than 10,000 buildings, most of them totally destroyed. However, an account by M. R. Seni Pramoj (a typescript entitled 'The Negotiations Leading to the Cessation of a State of War with Great Britain' and filed under Papers on World War II, at the Thailand Information Center, Chulalongkorn University, p. 12) indicates that only about 2,000 Thai died in air raids."}}
44. ↑  . www.ems86.com.   [2024-09-21].
45. 1 2  日本皇軍興亡記,Meirion & Susie Harries著
46. ↑  Barnhart & 1987
47. 1 2  . 網易.   [2020-10-06]. （原始内容存档于2020-10-02）.
48. 1 2 3 4  《東亞三國的近現代史》共同編寫委員會 (编).  香港第一版. 香港: 三聯書店（香港）. 2005. ISBN 962-04-2496-4.
49. ↑  戦史叢書76 大本営陸軍部 大東亜戦争開戦経緯, p307
50. ↑  血戰太平洋：盟軍的危機與轉機,Paul Kennedy著
51. ↑  . www.ibiblio.org.   [2024-08-13]. （原始内容存档于2008-05-13）.
52. ↑  . web.archive.org. 2014-09-12  [2024-08-13]. （原始内容存档于2014-09-12）.
53. ↑  . web.archive.org.   [2024-08-13]. 原始内容存档于2015-09-24.
54. ↑  . web.archive.org.   [2024-08-13]. 原始内容存档于2010-01-14.
55. ↑  . web.archive.org. 2011-09-26  [2024-08-13]. （原始内容存档于2011-09-26）.
56. ↑  . web.archive.org. 2008-08-20  [2024-08-13]. 原始内容存档于2008-08-20.
57. ↑  . web.archive.org. 2012-03-25  [2024-08-13]. 原始内容存档于2012-03-25.
58. ↑  . web.archive.org. 2013-09-25  [2024-08-13]. 原始内容存档于2013-09-25.
59. ↑  . web.archive.org. 2011-07-26  [2024-08-13]. 原始内容存档于2011-07-26.
60. ↑  . web.archive.org. 2011-07-26  [2024-08-13]. 原始内容存档于2011-07-26.
61. ↑  . web.archive.org. 2011-07-26  [2024-08-13]. 原始内容存档于2011-07-26.
62. ↑  . web.archive.org. 2012-01-17  [2024-08-14]. 原始内容存档于2012-01-17.
63. ↑  Cited in Frank Crowley (1973) Vol 2, p. 51
64. ↑  . web.archive.org. 2011-07-24  [2024-08-14]. 原始内容存档于2011-07-24.
65. ↑  . web.archive.org. 2011-09-16  [2024-08-14]. 原始内容存档于2011-09-16.
66. ↑  . web.archive.org. 2010-04-13  [2024-08-14]. 原始内容存档于2010-04-13.
67. ↑  . www.awm.gov.au.   [2024-08-19]. （原始内容存档于2018-12-15） （英语）.
68. ↑  Inc, Time. . . Time Inc. 1944-02-21 （英语）.
69. ↑  Agar, Jon Science in the 20th Century and Beyond, p. 281.
70. ↑  . web.archive.org. 2015-11-17  [2024-08-23]. 原始内容存档于2015-11-17.
71. ↑  新聞記者が語りつぐ戦争 16 中国慰霊 読売新聞社 (1983/2) p. 187.
72. ↑  Davison, John The Pacific War: Day By Day, pp. 37, 106
73. ↑  . Pearl Harbor Tours.   [2024-08-09]. （原始内容存档于2023-10-30） （美国英语）.
74. ↑  Clodfelter, Micheal. .  2. ed. Jefferson, NC: McFarland. 2002. ISBN 978-0-7864-1204-4. 缺少或|title=为空 (帮助)
75. ↑  US ARMY CGSC COMBAT STUDIES INST. . Fort Belvoir, VA. 1995-01-01.
76. ↑  Novak, John. . Brock Education Journal. 1999-01-01, 9 (1). ISSN 2371-7750. doi:10.26522/brocked.v9i1.334.
77. ↑  . web.archive.org. 2010-12-30  [2024-07-30]. 原始内容存档于2010-12-27.
78. ↑  . www.chinadaily.com.cn.   [2024-07-30]. （原始内容存档于2015-11-07）.
79. ↑  . www.bbc.co.uk.   [2024-07-30]. （原始内容存档于2015-11-28） （英国英语）.
80. ↑  Meng Guoxiang & Zhang Qinyuan, 1995. "关于抗日战争中我国军民伤亡数字问题".
81. ↑  pixelstorm. . International Churchill Society. 2008-11-18  [2024-07-30]. （原始内容存档于2017-11-07） （美国英语）.
82. ↑  . web.archive.org. 2019-04-24  [2024-07-30]. 原始内容存档于2019-04-24.
83. ↑  . www.naval-history.net.   [2024-07-30]. （原始内容存档于2019-04-24）.
84. ↑  "Honouring NZ's Pacific War dead". Beehive. 15 August 2005. Retrieved 31 October 2010.
85. ↑  . web.archive.org. 2008-05-05  [2024-07-30]. （原始内容存档于2008-05-05）.
86. ↑  Japanese Monograph no. 154: Record of Operations against Soviet Russia, Eastern Front August 1945, p. 39.
87. ↑  . web.archive.org. 2018-02-24  [2024-07-30]. 原始内容存档于2018-02-24.
88. ↑  . web.archive.org. 2010-06-19  [2024-07-30]. 原始内容存档于2010-06-19.
89. ↑  United Nations, Economic and Social Council, Report of the Working Group for Asia and the Far East, Supp. 10. 1947 pp. 13–14
90. ↑  "World War II: The Defensive Phase", US Army Center of Military History, p. 87
91. ↑  . web.archive.org. 2016-03-11  [2024-07-31]. 原始内容存档于2016-03-11.
92. ↑  George C Marshall, Biennial reports of the Chief of Staff of the United States Army to the Secretary of War : 1 July 1939–30 June 1945. Washington, DC : Center of Military History, 1996. p. 202.
93. ↑  . web.archive.org. 2019-04-24  [2024-07-31]. 原始内容存档于2019-04-24.
94. ↑  . web.archive.org. 2010-03-23  [2024-07-31]. 原始内容存档于2010-03-23.
95. ↑  . web.archive.org. 2015-11-28  [2024-07-31]. 原始内容存档于2015-11-28.
96. ↑  . web.archive.org. 2016-03-03  [2024-07-31]. 原始内容存档于2016-03-03.
97. ↑  . www.ibiblio.org.   [2024-07-31]. （原始内容存档于2018-08-04）.
98. ↑  . web.archive.org. 2014-05-28  [2024-07-31]. 原始内容存档于2014-05-28.
99. ↑  Peter Schrijvers. . New York: New York University Press. 2002年6月: 第212頁  [2024-07-31]. ISBN 9780814798164.
100. ↑  Toshiyuki Tanaka. . Routledge. 2003年8月: 第111頁. ISBN 9780415194013.

## 外部連結
- （法文） La politique de la sphère de coprospérité de la grande Asie orientale au Japon
- Pacific Combat Footage - Watch color footage of Pacific carrier operations
- 太平洋战争（页面存档备份，存于）
- Animated History of the Pacific War
- Canada at the Pacific War（页面存档备份，存于） - Canadians in Asia & the Pacific